# Хронологія російського вторгнення в Україну (березень 2024)
Ця стаття є частиною хронології повномасштабного російського вторгнення в Україну з 24 лютого 2022 року, яка є частиною хронології російської збройної агресії проти України з 2014 року.
Про події попереднього місяця — див. у статті Хронологія російського вторгнення в Україну (лютий 2024).

## 1-10 березня

### 1 березня
Росія посилила атаки в напрямку Авдіївки, ЗСУ контролювала прилеглі позиції і повернула деякі з втрачених. ЗСУ відбили 25 атак на Авдіївському напрямку, 319 російських солдатів було ліквідовано та поранено, знищено 36 одиниць техніки. ЗС РФ концентрувала сили для наступу в напрямку Часового Яру, який є воротами до Костянтинівки, Краматорська та Слов'янська. За даними ISW, ЗС РФ просунулися в районі Авдіївки та Донецька. Російська влада могла використовувати щорічні бойові збори російських резервістів для мобілізації. Російські військові змінили тактику боїв та почали тиснути по всій смузі навколо Авдіївки. На Авдіївському напрямку ЗСУ розгромили елітну групу російських штурмовиків.
ЗСУ утримували плацдарм у Херсонській області на лівому березі Дніпра. Росія атакувала на Куп'янському, Лиманському, Бахмутському, Авдіївському та Новопавлівському напрямках, де відбулося 82 бойових зіткнення. ЗС РФ здійснили дев'ять ракетних ударів, 100 авіаударів та 161 обстріл, під вогонь потрапили 140 населених пунктів у дев'яти областях. Українська авіація завдала 13 авіаударів по районах зосередження, а артилерія — по району зосередження, трьом артилерійським підрозділам, трьом блокпостам і трьом складам боєприпасів. Українські розвідники атакували російський ЗРГК Панцир С-1 у Бєлгородській області.
Вночі ворог атакував 5-ма зенітними керованими ракетами комплексу С-300 та 4-ма БПЛА «Shahed». На східному напрямку знищено ворожий винищувач-бомбардувальних Су-34, який намагався завдати удару по наших позиціях керованими авіабомбами. За інформацією Bloomberg, уряд Великої Британії звернувся до Німеччини з проханням передати Україні далекобійні ракети Taurus і запропонував угоду про обмін, згідно з якою Велика Британія мала збільшити постачання Києву своїх ракет Storm Shadow в обмін на німецькі ракети.
Аргентина передала Україні 2 гелікоптера Мі-17, замовлених у Росії 2011 року. Росія продовжила вербування бойовиків за кордоном, на тимчасово окупованій території місцеві загарбники звезли чергову партію найманців з Куби та Непалу.
Зеленський і прем'єр-міністр Нідерландів Марк Рютте в Харкові підписали угоду про співробітництво у сфері безпеки в рамках Спільної декларації G7 про підтримку України, ухваленої на саміті НАТО у Вільнюсі. Документ передбачає надання 2 млрд євро Україні військової допомоги 2024 року, а також подальшу оборонну допомогу від Нідерландів протягом наступних десяти років.
Увечері аеродром «Гвардійське» в тимчасово окупованому Криму атакували двома ракетами, руйнувань зазнала посадкова смуга, 3 людини поранено.

### 2 березня
Росіяни атакували трьома керованими авіаційними ракетами Х-59/Х-35 з ТОТ Херсонської і Донецької областей та 17-ма ударними безпілотниками типу «Shahed» — райони пусків Приморсько-Ахтарськ (рф) Балаклея (ТОТ українського Криму), знищено 14 «Shahed» у Одеській, Миколаївській, Запорізькій, Харківській, Сумській, Дніпропетровській областях. Внаслідок влучань та падіння уламків на Одещині та Харківщині є загиблі.
Один із російських дронів під час маневрів серед житлових кварталів Одеси влучив у 9-поверховий будинок спального району. Частина під'їзду з 18 квартир була зруйнована. Щонайменше 12 мирних жителів загинуло, 20 було поранено, 3 березня оголошено днем жалоби у Одесі, серед загиблих 5 дітей.

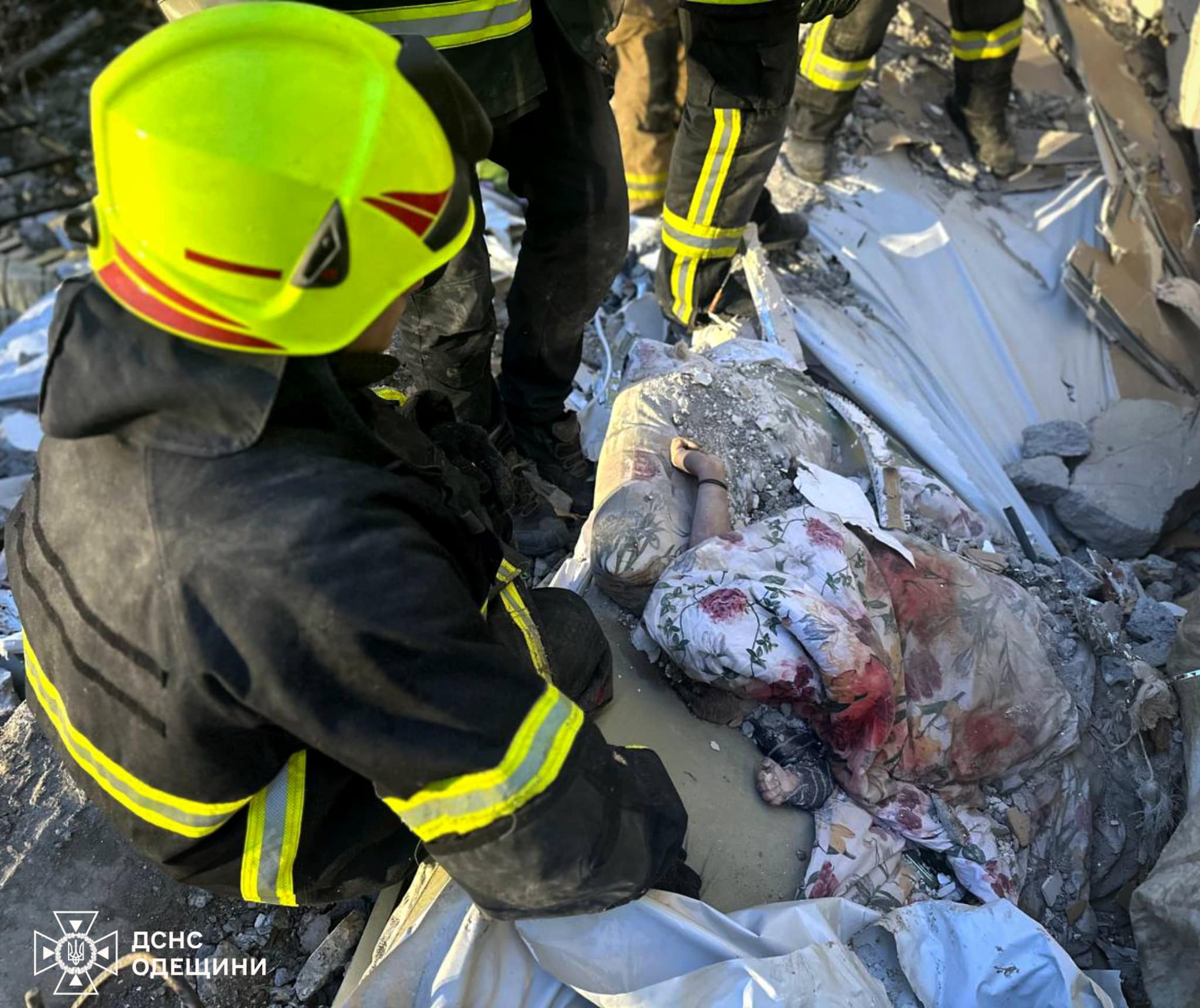
Рятувальники ДСНС дістали тіла матері з немовлям з під завалів. Одеса, 2 березня 2024 року

У наслідок вибуху російського БПЛА постраждало двоє працівників Каховського районного відділу поліції віком 36 та 37 років. Вони отримали вогнепальні поранення різних частин тіла. ЗСУ збили два Шахеди. ЗС РФ обстріляли Нікополь та Нікопольський район у Дніпропетровській області, зруйновано цивільну інфраструктуру та поранено кількох людей.
Російське телебачення опублікувало аудіозапис з начебто розмовою офіцерів Повітряних сил Німеччини про можливість удару по Кримському мосту ракетами Taurus. Канцлер Німеччини Олаф Шольц назвав це «дуже серйозною справою».
На східному напрямку ЗСУ збили російський винищувач-бомбардувальник Су-34.
ЗС РФ, за даними ISW, задля досягнення переваг на Авдіївському напрямку були готові ризикувати втратами в авіації. Попередні втрати літаків спонукали російські війська тимчасово зменшити авіаційну активність по всій території України, але збільшення втрат російської авіації за останні тижні ще не змусило російські війська суттєво зменшити активність тактичної авіації.
Україна намагається стримати наступ окупантів після виходу з Авдіївки. Проте на цих рубежах погано облаштована оборона, стверджують журналісти після аналізу супутникових знімків. За повідомленням The New York Times, базуючись на супутникових знімках траншеї називають рідкими і рудиментарними, вони не мають додаткових укріплень, які б могли затримати російські танки й допомогти захистити основні дороги важливу місцевість.

### 3 березня
ЗС РФ та ЗСУ продовжували позиційні бої по всій лінії фронту. ЗС РФ атакували в напрямках Куп'янська, Лиману, Бахмута, Авдіївки, Новопавлівки та Запоріжжя, де відбулося 78 бойових зіткнень. ЗС РФ здійснили сім ракетних ударів, 50 авіаударів та 112 обстрілів з жертвами та руйнуваннями, під вогонь потрапили 80 населених пунктів у восьми областях. ВПС ЗСУ завдали сім авіаударів по місцях зосередження бойовиків. На Таврійському напрямку ЗСУ знищили 37 одиниць техніки росіян.

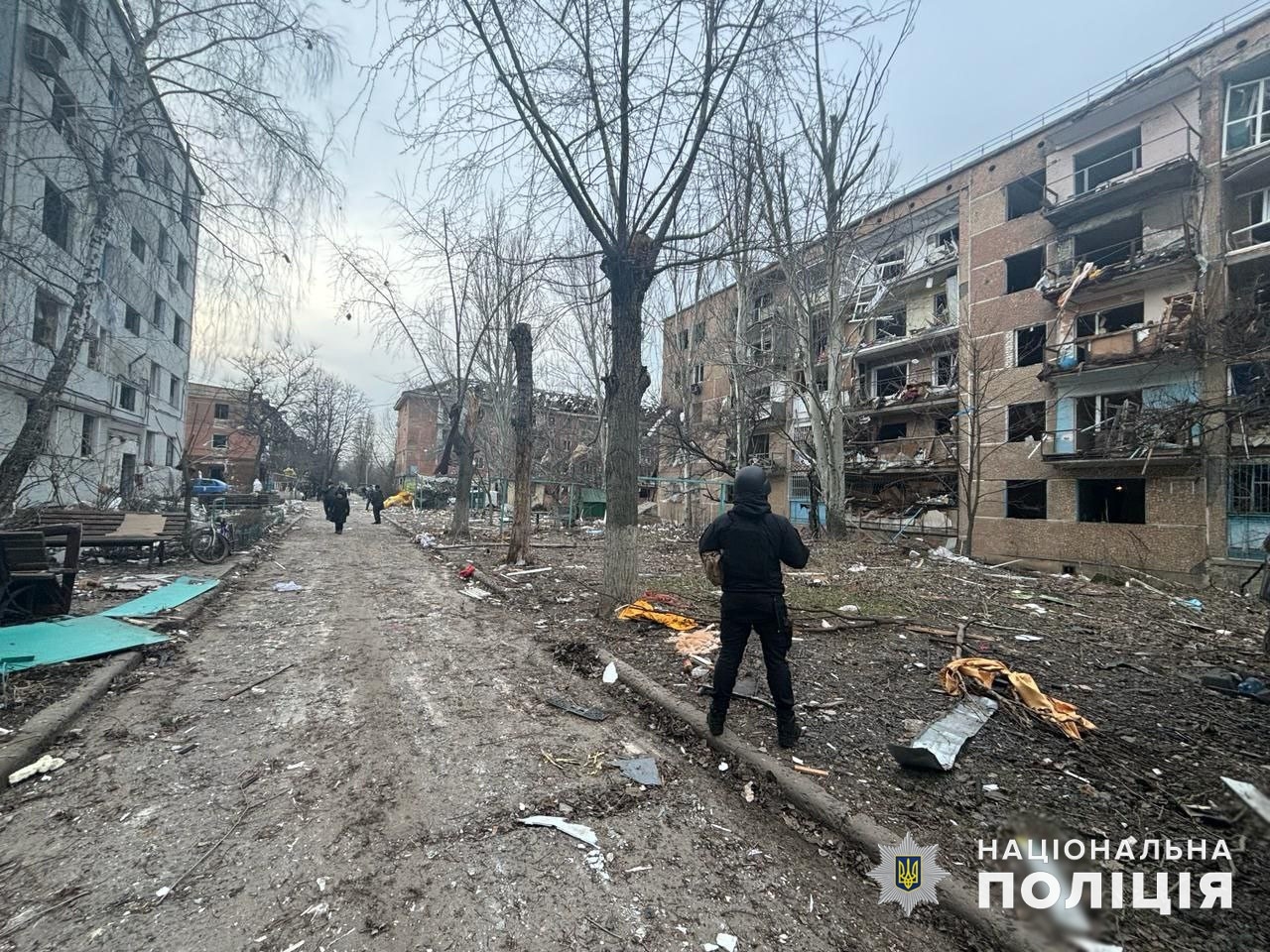
Наслідки влучання авіабомби по Кураховому. 03.03.2024

Російське міноборони поскаржилось на масовану атаку на тимчасово окупований Крим. Найбільше БПЛА атакувало Феодосію. Активісти руху Атеш повідомили, що у місті палала одна з найбільших на півострові нафтобаз. У ніч на неділю російські окупанти обстріляли село Понятівка Дар'ївської громади в Херсонській області, в результаті загинув чоловік.
У Херсонській області російські загарбники атакували житлові квартали деокупованих населених пунктів, внаслідок чого поранення отримали двоє правоохоронців. Відомо принаймні про 5 прямих влучань у житлові будинки.
Росіяни скинули авіабомбу на центр Курахового в Донецькій області близько 15:30. Ворог поцілив у самий центр міста, пошкодив щонайменше 15 багатоповерхівок, 16 людей поранено. Росіяни масовано обстріляли ракетами Покровськ.
The Wall Street Journal писав, що РФ під виглядом біженців заслав в Європу шпигунів. Видання вказує, що російські агенти стають дедалі зухвалішими і саме вони можуть стояти за резонансними вбивствами росіян-перебіжчиків, зокрема льотчика Максима Кузьмінова, який у 2023 році викрав для України російський вертоліт. У середині лютого 2024 року його застрелили в Іспанії.
ЗС РФ 11 разів атакували громади Нікопольського району артилерією та БПЛА, було поранено одну мирну жительку. У Херсонській області за добу внаслідок обстрілів загинула одна людина, були влучання в об'єкт критичної інфраструктури та навчальні заклади. У 16 містах Херсонської області зафіксовані влучання. Російські військові поцілили у житлові квартали населених пунктів області, зокрема були пошкоджені дев'ять багатоповерхівок та 16 приватних будинків.

### 4 березня
ЗСУ стабілізували ситуацію та сповільнили просування російської армії на захід від нещодавно захопленої Авдіївки, зокрема в районі Новоселівки, Бердичівки, Тоненького, Первомайського та Невельського. Росія контролювала частини Бердичева та Тоненького, але сили оборони завдали ворогу значних втрат. Росіяни підтягували війська для атаки на Новомихайлівку під Мар'їнкою, яка стала однією з найгарячіших ділянок фронту. За даними ISW, російські війська просунулися в районі Бахмута, Авдіївки та Донецька на тлі тривалих позиційних зіткнень по всій лінії фронту.
На лівому березі Дніпра, де було відбито дві атаки. РФ атакувала в напрямках Куп'янська, Лиману, Бахмута, Авдіївки, Новопавлівська та Запоріжжя, де відбулося 74 бойових зіткнення. ЗС РФ здійснили п'ять ракетних ударів, 66 авіаударів та 108 обстрілів українських позицій та населених пунктів з жертвами та руйнуваннями. Під артилерійський вогонь потрапили понад 140 населених пунктів у дев'яти областях. Українська авіація завдала вісім авіаударів по районах зосередження і один по станції управління безпілотниками, а артилерія знищила три райони зосередження, зенітну установку і шість артилерійських установок.
Кіберфахівцям Головного управління розвідки Міністерства оборони України внаслідок DDoS-атаки вдалося одержати доступ до серверів міністерства оборони РФ. ГУР вивело з ладу залізничний міст у Самарській області, рух переправою, якою перевозили боєприпаси, було паралізовано.
У Краматорському районі Донеччини під ворожий обстріл потрапили рятувальники, які гасили пожежу. Двоє з них загинули, троє — дістали поранення.
Голова ОВА Іван Федоров заявив, що російські війська двічі обстріляли касетними боєприпасами село Різдвянка в Запорізькій області, в результаті чого загинув мирний житель.
Залізничний міст на притоці Волги, річці Чапаєвка, в Самарській області Росії (понад 750 км від кордону з Україною) був підірваний, що призвело до паралічу руху транспорту. Розвідка заявила, що Росія використовує цей міст і прилеглі залізничні шляхи «для транспортування військових матеріалів, зокрема вибухівки, виробленої на полімерному заводі в місті Чапаєвськ». У Сумській області було виявлено схрон із боєприпасами для ДРГ росіян, їх передали до ЗСУ.
Президент Зеленський підписав указ про звільнення Дмитра Гереги з посади командувача Сил підтримки України і призначив на його місце генерала Олександра Яковця.
Литва підтримала чеську ініціативу щодо закупівлі артилерійських снарядів за межами ЄС і відправлення їх в Україну. Глава російської компанії Ростех Сергій Чемезов заявив, що найсучасніший російський базовий танк Т-14 «Армата» надійшов на озброєння армії, але не буде розгорнутий в Україні через надмірну вартість, яка обмежує масштабне виробництво танка.
Бельгія протягом кількох місяців вислала з країни десятки «російських дипломатів», які були шпигунами. За словами прем'єр-міністра Александера де Кроо, росія атакувала Бельгію і в інші способи.

### 5 березня

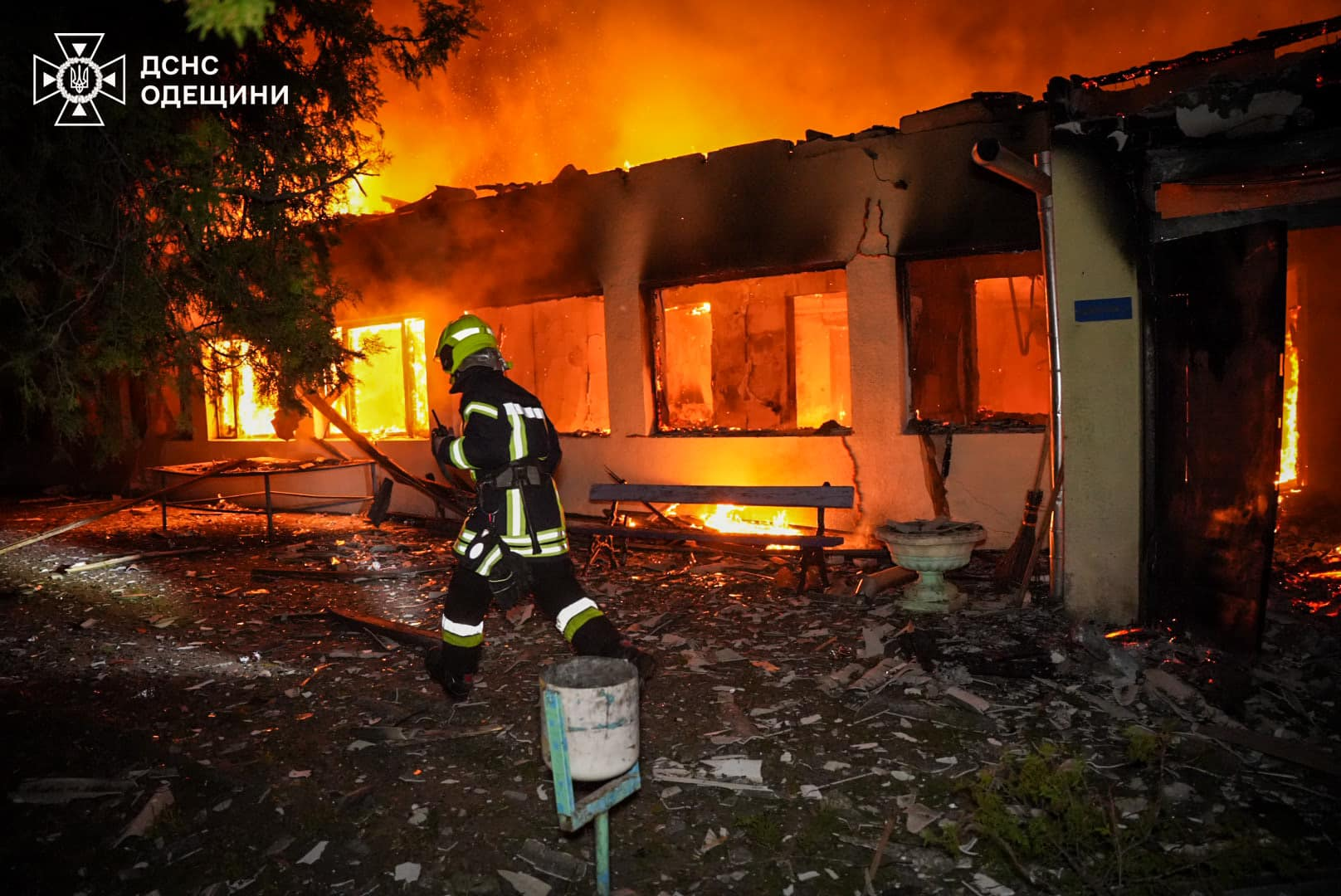
Медзаклад в Одеській області після нічної російської атаки, 5 березня 2024

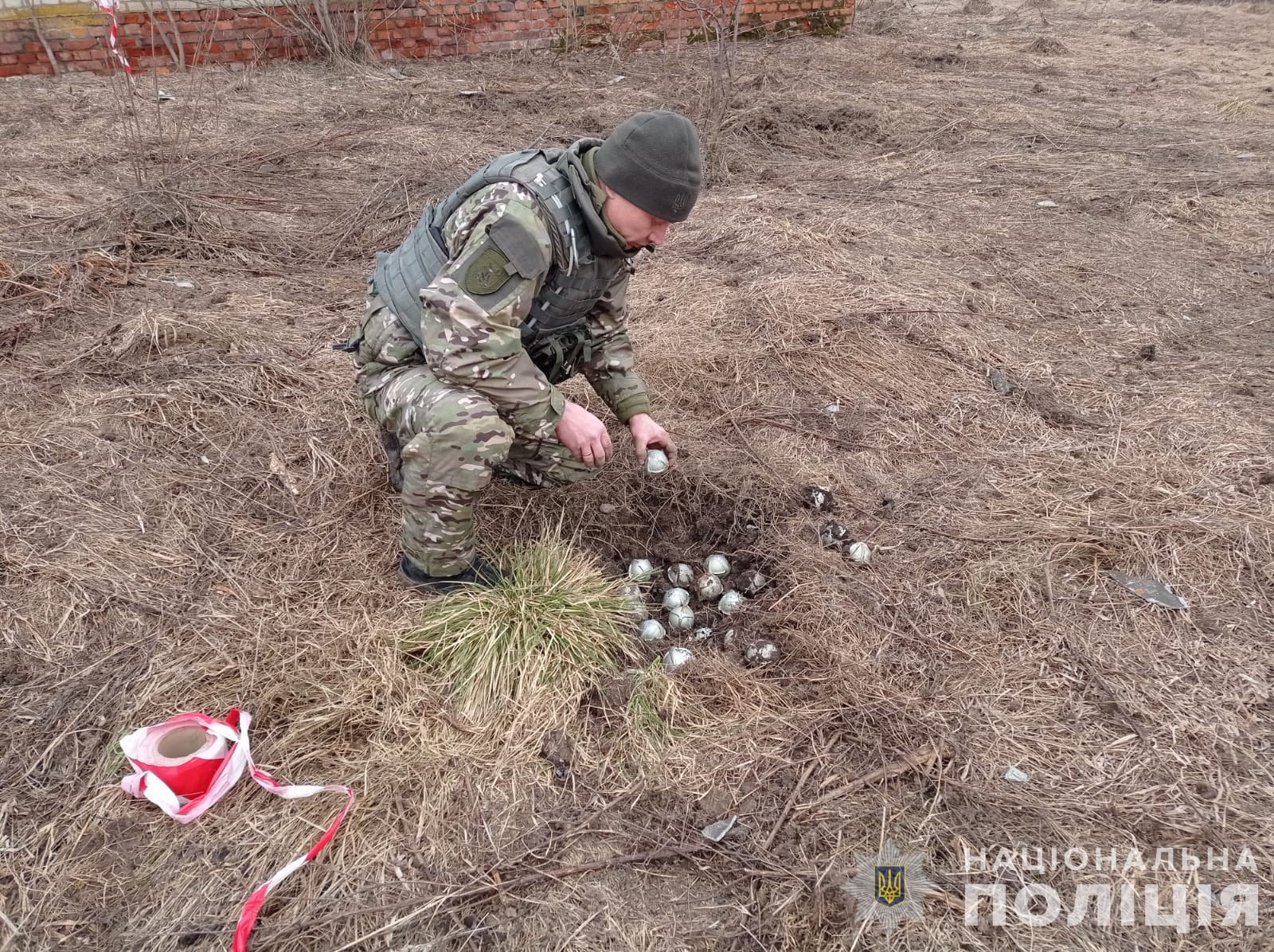
Кулькові уламкові авіаційні бомби ШОАБ-0,5, розкидані російською авіацією в Сумській області

Протягом доби ліквідовано понад 1000 окупантів, загальні втрати армії РФ у особовому складі з широкомасштабного вторгнення сягнули 419 020. ЗСУ знищили 49 автомобільної техніки та 48 артсистем росіян.
ЗС РФ просунулися поблизу Донецька, російська авіація продовжувала здійснювати відносно велику кількість бомбардувань України з бомберів, незважаючи на повідомлення українських офіційних осіб про те, що українські сили збили кілька бомбардувальників протягом останніх тижнів. За даними Центру східних досліджень (OSW), серія українських контратак зупинила російські атаки з боку Авдіївки, але росіянам вдалося частково захопити другу лінію сіл на захід від міста. Введені українцями резерви дозволили вибити російські війська з деяких захоплених сіл — Бердичі, Орлівки та Тоненького — і таким чином фронт відносно стабілізувався. Внаслідок збиття кількох Су-34 та Су-35 кількість авіаударів росіян скоротилася у півтора-два рази.
Бої за контроль над цими населеними пунктами тривали. Основний удар росіян був спрямований на Семенівку, яка лежала на пагорбах і до якої вони намагалися дістатися з двох напрямків. Зупинивши російський наступ і не дозволивши російським військам швидко перетнути лінію ставків на захід від Авдіївки, українці виграли час для зміцнення другої лінії оборони, яка була слабшою і практично не укріпленою. Російські війська просунулися на захід від Бахмута, а також на північ, захід і південь від Мар'їнки. У районі Бахмута тривали бої за Іванівську на трасі Т0504 на Костянтинівку. За тиждень близько 50 відсотків села опинилося під російським контролем, росіяни також просунулися в бік Часового Яру. У районі Мар'їнки російські війська зайняли південні квартали Красногорівки і увійшли в центральні частини Георгіївки та Михайлівки. Українські контратаки в цьому районі не увінчалися успіхом, але витіснили росіян з частини Роботиного (південно-східна частина села перебувала під російським контролем) на південь від Орічева. Російські війська також мали просунутися до околиць села Терни на річці Зеребець на захід від Кремінної.
ЗСУ продовжили утримувати плацдарм у Херсонській області на лівому березі Дніпра, де було відбито три атаки. Росія атакувала в напрямках Куп'янська, Лиману, Бахмута, Авдіївки, Новопавлівська та Запоріжжя, де відбулося 86 бойових зіткнень. Протягом 24 годин російські війська здійснили чотири ракетних удари, 106 авіаударів та 154 обстріли українських позицій та населених пунктів з жертвами серед цивільних та пошкодженням інфраструктури. Під артилерійський вогонь потрапили понад 140 населених пунктів у дев'яти областях. Українська авіація завдала 11 авіаударів по районах зосередження, а артилерія обстріляла два блокпости, три райони зосередження, склад боєприпасів, зенітно-ракетний комплекс «Бук-М1» і комплекс радіолокаційної розвідки та управління вогнем «Зоопарк-1».
Вночі дрони-камікадзе атакували Одесу та область, пошкоджено санаторій, будинок та низку господарських будівель. Сили ППО збили 18 ударних безпілотників з 22. Внаслідок влучення одного з дронів в Одеському районі пошкоджено будинки рекреаційного об'єкту. В Одесі та області оголосили траур за загиблими.
Зранку російські війська атакували село Курилівка, в результаті чого загинула 67-річна жінка. Ще одна 55-річна жінка отримала важкі поранення під час нападу російських військ на село Чорне в Куп'янському районі і пізніше померла в лікарні. Голова ОВА Вадим Філашкін заявив, що російські війська обстріляли місто Красногорівка в Донецькій області, в результаті чого загинув 72-річний чоловік.
Вночі було потоплено патрульний катер «Сергій Котов» (корабля проекту 22160) ціною $65 млн в Чорному морі. Ворог втратив вертоліт і частину екіпажу. Корабель було уражено мінімум трьома дронами MAGURA V5, що кирувалися представниками спецпідрозділу ГУР МО України «Group 13».
Вночі була атакована Губкінська нафтобаза у селі Довге в Бєлгородській області, що призвело до руйнування резервуару з пальним.
Губернатор Курської області Роман Старовойт заявив, що українські обстріли зруйнували залізничну станцію Глушкове. Він додав, що були пошкоджені лінії електропередач, в результаті чого залізнична станція і село Кульбаки залишилися без електрики. Губернатор В'ячеслав Гладков заявив, що українська армія 40 разів обстріляла Бєлгородську область і використовувала безпілотники для атаки на місто Шебекіно.
Росіяни атакували один з мікрорайонів міста Херсон, пошкоджено будівлю.
Українські ВПС вперше застосували французьку високоманеврену модульну бомбу підвищеної дальності (AASM Hammer), завдавши удару по російських позиціях у Козачих Лагерях в Херсонській області 4 березня.

### 6 березня

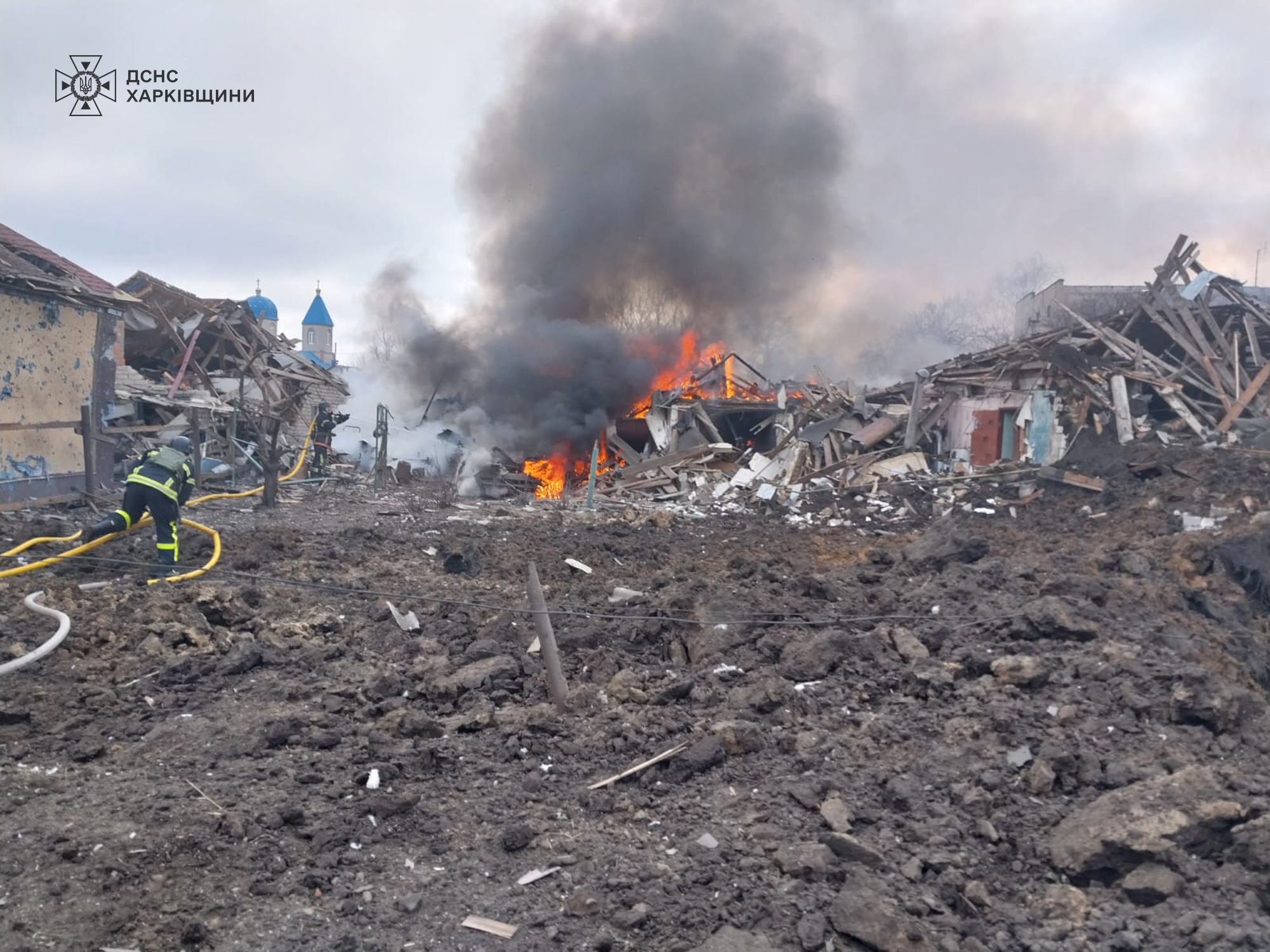
Руйнування в селищі Борова після ракетного удару російського «Іскандера-М»; одна людина загинула і вісім отримали поранення. 6 березня 2024

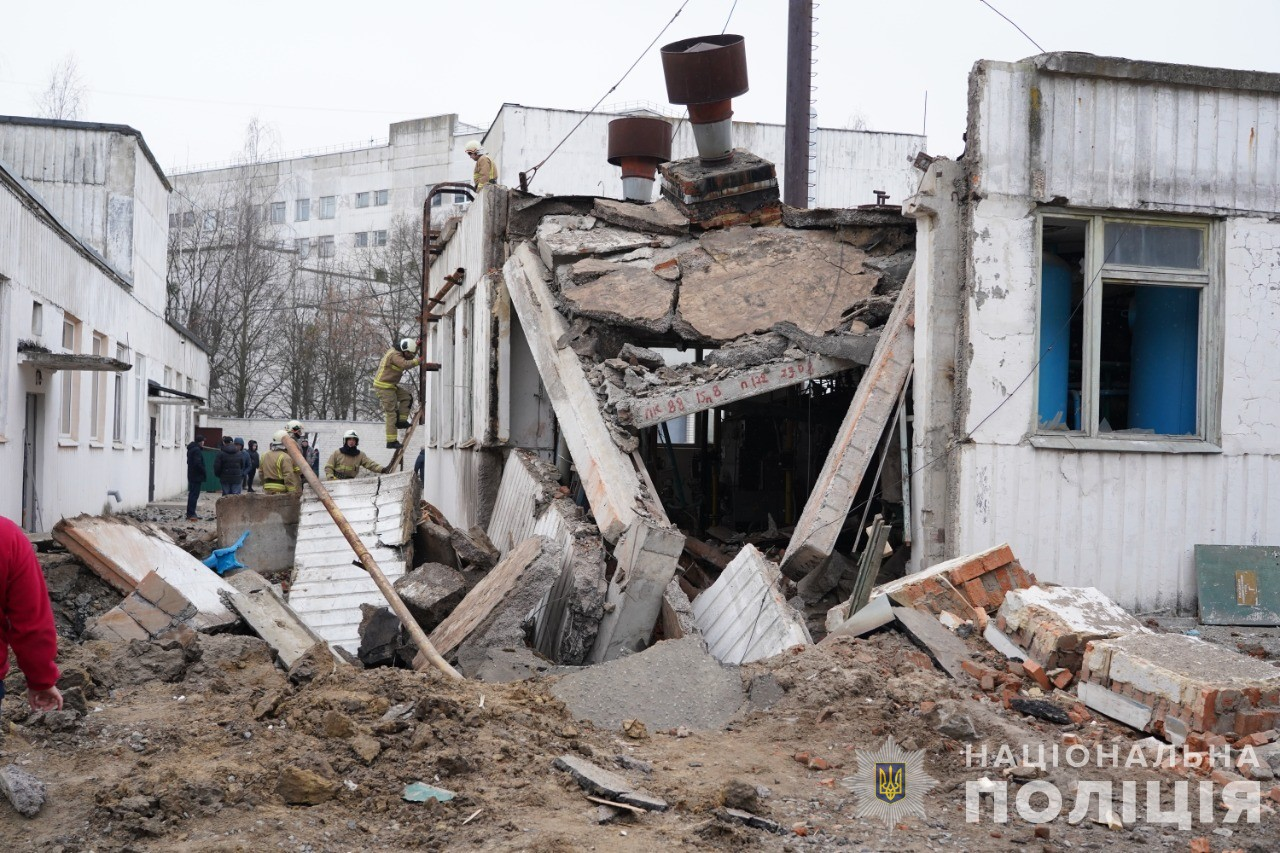
Руйнування на території лікарні в Сумах після удару 6 березня

За добу ЗСУ ліквідували 1250 росіян, загальні втрати ЗС РФ з широкомасштабного вторгнення сягнули 420 270 осіб. Також ЗСУ знищили корабель, 21 танк та 50 артсистем ворога.
ЗС РФ просунулися на Бахмутському напрямку, захопивши східну частину станиці Іванівської та атакувавши українські позиції в Богданівці. За даними ISW, ЗС РФ просунулися поблизу Куп'янська і Донецька, а також у західній частині Запорізької області.
Росіяни атакувала в напрямках Куп'янська, Лиману, Бахмута, Авдіївки, Новопавлівська та Запоріжжя, де відбулося 92 бойових зіткнення. Протягом дня російські війська здійснили шість ракетних ударів, 90 авіаударів та 115 обстрілів українських позицій та населених пунктів з жертвами серед цивільних та пошкодженням інфраструктури. Під артилерійський вогонь потрапили понад 100 населених пунктів у дев'яти областях. Українська авіація завдала сім авіаударів по районах зосередження, а артилерія — по району зосередження, складу боєприпасів і чотирьом артилерійським підрозділам.
Німеччина заявила про участь у чеській ініціативі щодо закупівлі боєприпасів для України. Росіяни вдарили по торговельному центру в центрі Нікополя.
Російські військові в ночі атакували територію України з чотирьох напрямків — Чауди, Балаклави в окупованому Криму і Курської області й Приморсько-Ахтарська в Росії — вони атакували Україну ще й п'ятьма зенітними керованими ракетами С-300 із окупованої території Донецької області. Силами ППО вдалось збити 38 із 42 ударних безпілотників типу «Shahed». Зафіксовано 3 влучання безпілотників в Сумах. Наявні руйнування в будівлях, 7 людей постраждали.
Також бпла атакував територію Михайловского гірничо-збагачувального комбінату у Залізногірську Курської області. БПЛА поцілив у резервуар із паливом. через деякий час був здійснений ще один удар по сусідньому резервуарі.
Проросійські чиновники заявили, що п'ятеро людей загинули після того, як автобус, в якому вони їхали, наїхав на міну в Голубівці в Луганській області, а двоє людей загинули в результаті українських обстрілів у Кремінній.
Близько 10:50 російська ракета вибухнула за 500 метрів від Президента Зеленського та прем'єр-міністра Греції Кіріакоса Міцотакіса. На думку Зеленського, ця атака — ще одне свідчення того, що Україні потрібно більше сучасних систем ППО. Захист українського неба постпово посилюється, але не такими темпами, як би того хотілося. У свою чергу Кіріакос Міцотакіс розповів, що під час вибуху він перебував разом із Зеленським у порту Одеси. Внаслідок влучання, як зазначив речник ВМС капітан 3-го рангу Дмитро Плетенчук у коментарі «Українській правді» загинуло 5 цивільних. ще 5 людей отримали поранення.
Велика Британія готова надати Україні в позику всі заморожені активи Центрального банку Росії в країні, за умови, що Росія буде змушена сплатити Україні репарації після закінчення війни. Про це заявив міністр закордонних справ Великої Британії Девід Кемерон.

### 7 березня
Росія заявила, що захопила південну частину Роботиного в Запорізькій області. Речник групи «Таврида» Дмитро Ліховий заявив, що російські війська збільшили активність у напрямку Орічева, намагаючись повернути Роботине. Він додав, що в попередні дні або тижні росіяни здійснювали 3-5 атак на день, іноді не проводячи жодних наступальних дій, але за останні 24 години активність росіян зросла. Російська армія здійснила 16 атак на захід від Вербового та поблизу Роботиного, всі вони були безуспішними. За даними ISW, російські війська просунулися поблизу Куп'янська та Донецька.
На лівому березі Дніпра відбито три атаки. Росія атакувала в напрямках Куп'янська, Лиману, Бахмута, Авдіївки, Новопавловська та Запоріжжя, де відбулося 86 бойових зіткнень. Протягом 24 годин російські війська здійснили чотири ракетні удари, 74 авіаудари та 101 обстріл українських позицій та населених пунктів з жертвами серед цивільних та пошкодженням інфраструктури. Під артилерійський вогонь потрапили понад 150 населених пунктів у дев'яти областях. Військово-повітряні сили України завдали 11 авіаударів по районах зосередження бойовиків, а артилерія нанесла удари по району зосередження, двом зенітним комплексам, станції радіоелектронної боротьби та складу паливно-мастильних матеріалів. Українські прикордонники затримали російську диверсійно-розвідувальну групу, яка намагалася перетнути кордон у Сумській області.
Вночі дронами було атаковано адміністративна будівля навчального полігону одного з навчальних закладів системи ДСНС у Харківській області. Площа пожежі склала близько 150 м2. США почали розслідування проти SpaceX через використання Starlink російськими військовими.

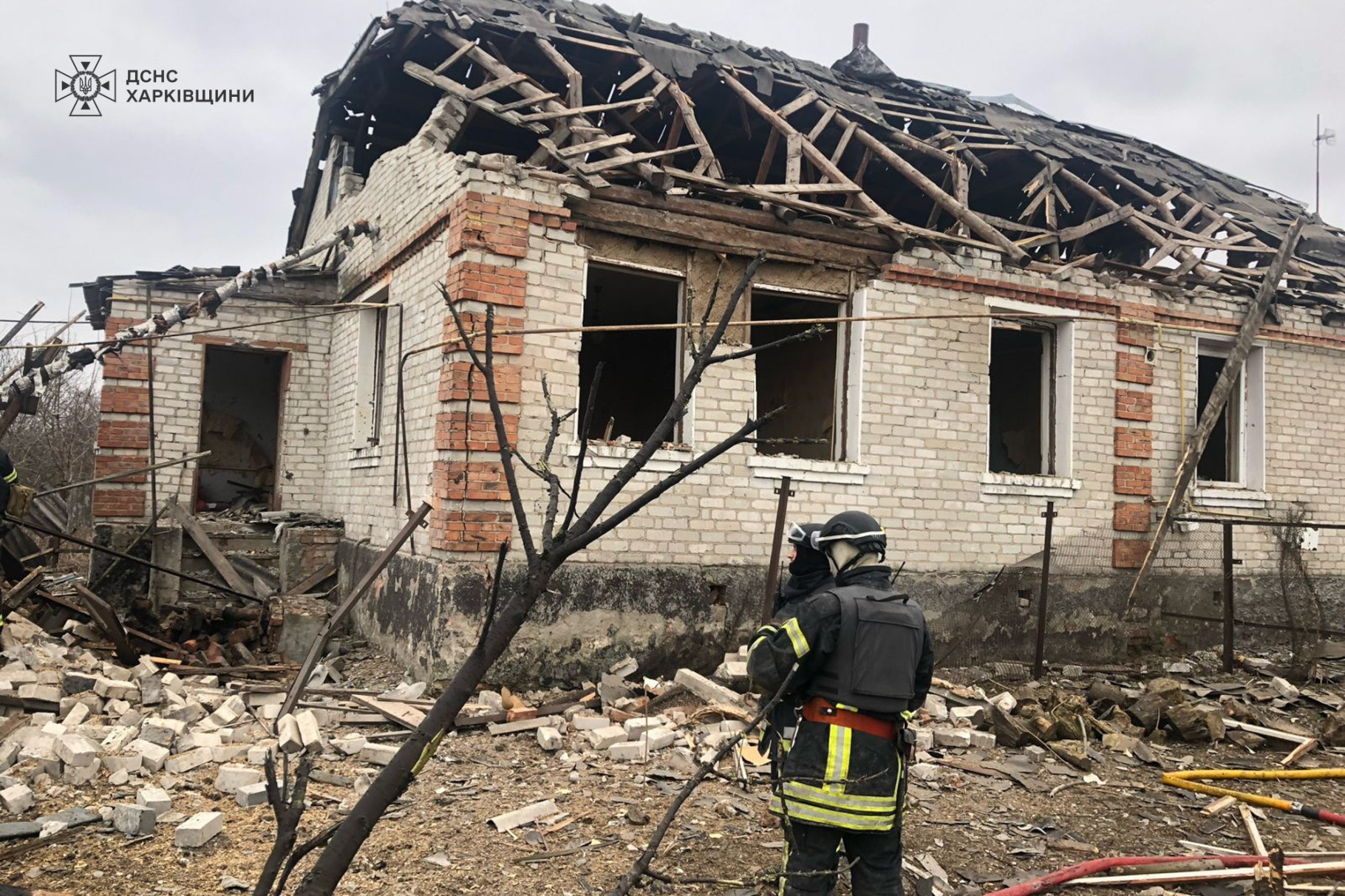
Приватні будинки у Вовчанську після російських бомбардувань. Приблизно 12 будинків було пошкоджено або зруйновано; одна людина загинула і одна була поранена. 7 березня 2024

Високі ціни на нафту, ухилення від санкцій та державні інвестиції забезпечують Росії достатньо ресурсів для того, щоб продовжувати воювати в Україні з нинішньою інтенсивністю ще щонайменше два роки, йдеться у звіті литовських спецслужб.
Президент України підписав указ № 149/2024, згідно з яким строковики будуть звільнені у запас у квітні-травні 2024 року. З квітня строковики будуть направлені в запас.
Безпілотник атакував металургійний комбінат «Северсталь» в місті Череповець Вологодської області. Внаслідок атаки ймовірно була пошкоджена одна з індукційних печей.
Міністерство оборони Литви повідомило про відправлення в Україну чергового пакета військової допомоги, до якого увійшли 155-мм артилерійські боєприпаси. За оцінками німецького Інституту світової економіки ім. Кіля, Литва надала Україні підтримку на суму 1,8 % свого ВВП і за цим параметром наразі є країною № 1 у світі у підтримці України.
Норвегія оголосила про виділення 153 млн доларів на підтримку чеської ініціативи щодо закупівлі артилерійських боєприпасів для України. У свою чергу, президент Петр Павел заявив, що Чехія отримала достатньо коштів для фінансування першої партії артилерійських снарядів для України у так званих третіх країн за межами Європейського Союзу.
Під час свого візиту до Києва міністр оборони Великої Британії Грант Шаппс оголосив про виділення Україні 416 мільйонів доларів на придбання понад 10 000 «найсучасніших» безпілотників.
Російські війська завдали удару по Куп'янську з ракетних установок, в результаті чого загинули чоловік і жінка; в результаті атаки було пошкоджено кілька будинків. Пізніше того ж дня під обстріл потрапило місто Чугуїв, в результаті чого було поранено двох цивільних осіб, 17-річного хлопця та 37-річного чоловіка. Було пошкоджено дев'ятиповерховий житловий будинок, кілька магазинів, готель і близько 13 автомобілів.
40-річна жінка загинула, а 67-річний чоловік отримав поранення в результаті російського авіаудару по Вовчанську близько 10:00 за місцевим часом. Авіабомба зруйнувала щонайменше 12 будинків і спричинила пожежу, яку, за словами губернатора, вдалося взяти під контроль. У відповідь на російські атаки губернатор Харківської області розпорядився про обов'язкову евакуацію 57 сіл поблизу Куп'янська.
Унаслідок ворожого ракетного удару 2 осіб загинули та 26 поранено після обстрілу міста Суми.

### 8 березня

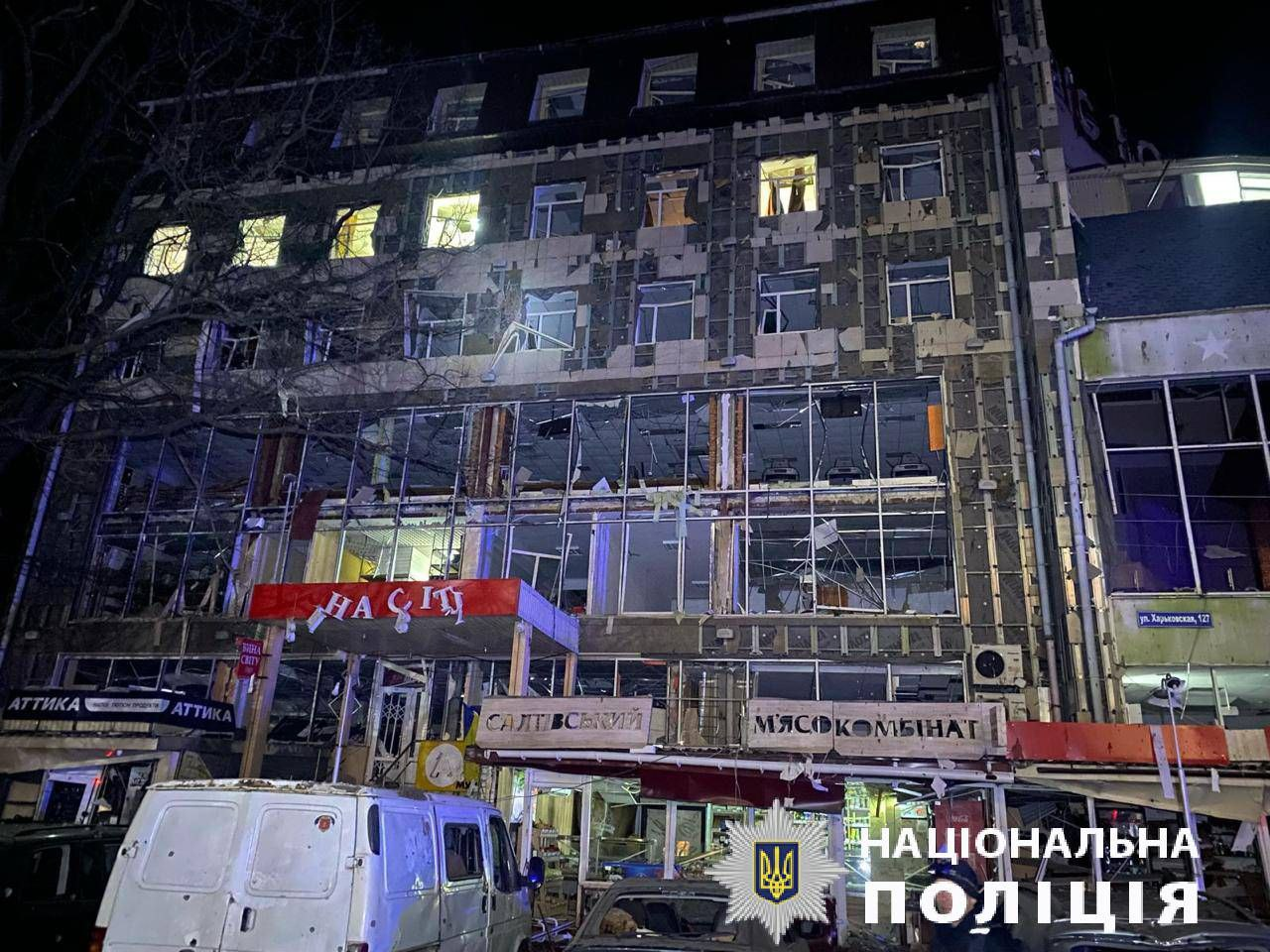
Гуртожиток в Чугуєві після нічної російської ракетної атаки С-300; семеро поранених 8 березня 2024

За даними ISW, деякі російські війська, змогли покращити свої тактичні можливості, оскільки вони здійснили несподіваний маневр проти українських сил в останні тижні боїв під Авдіївкою. Росіянам вдалося перегрупуватися і перенести основний напрямок атак з району на північ від коксохімічного заводу в Авдіївці в райони на північний схід від міста, в результаті чого українські війська не зрозуміли, що російські війська, оминувши район коксохімічного заводу, перенаправили атаку. Втім, аналітики зазначають, що не зафіксували жодних інших значних проявів такої несподіванки з боку російських військ, тому інцидент в районі Авдіївки не обов'язково свідчить про ширші можливості, отримані росіянами. Тим часом, російські війська просунулися під Авдіївкою.

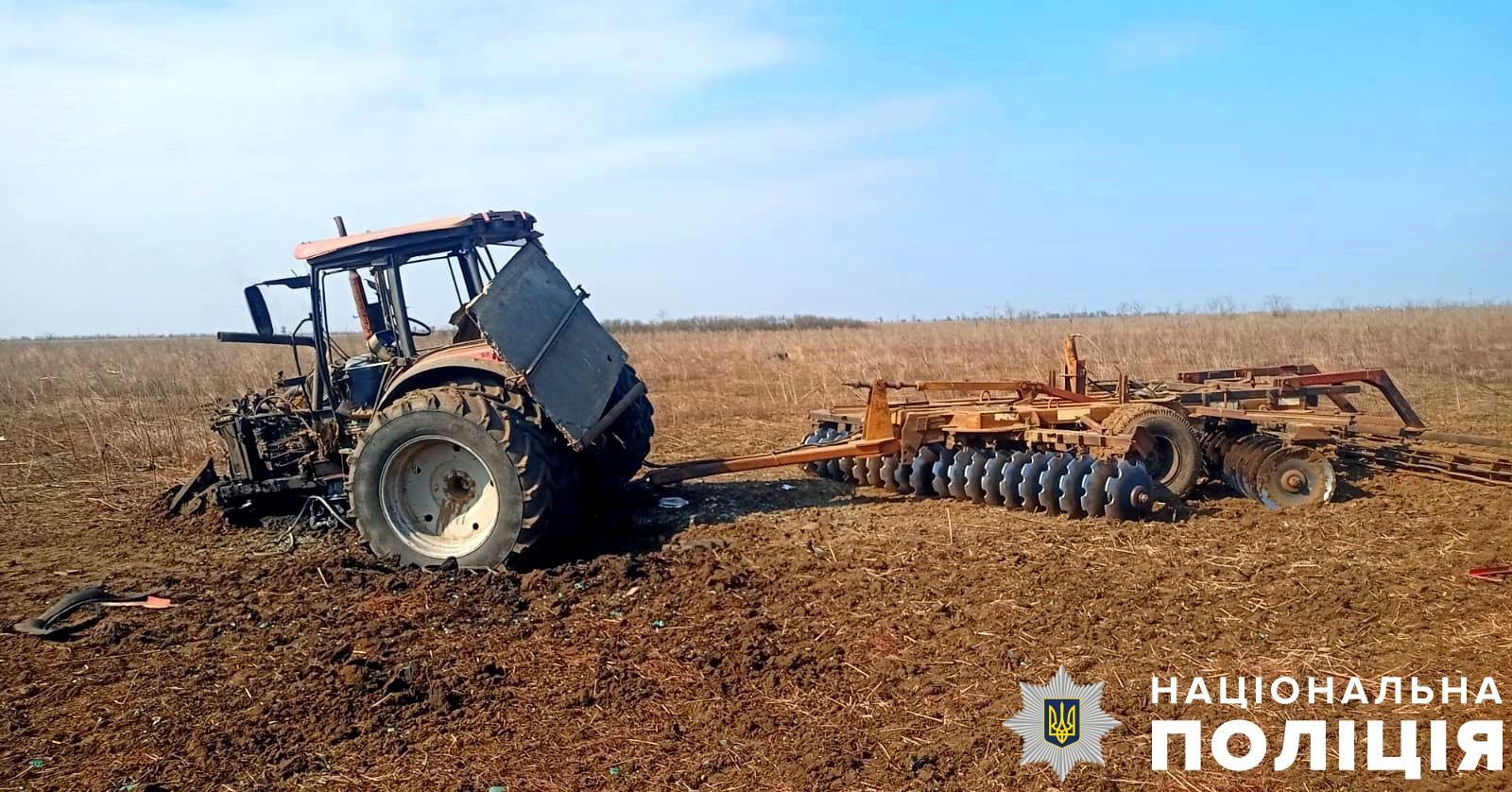
Поблизу села Широка Балка (Херсонська область) на міні підірвався трактор. Водій загинув.

Росіяyb атакувалb в напрямку Куп'янська, Лиману, Бахмута, Авдіївки, Новопавлівська та Запоріжжя, де відбулося 63 бойових зіткнення. Протягом дня російсько-терористичні війська здійснили вісім ракетних ударів, 107 авіаударів та 113 обстрілів українських позицій та населених пунктів. Під артилерійський вогонь потрапили понад 140 населених пунктів у дев'яти областях. Українська авіація завдала 10 авіаударів по місцях зосередження, а артилерія — по району зосередження, блокпосту, трьом станціям радіоелектронної боротьби, в тому числі двом Р-330Ж «Житель», а також ракетній установці ТОС-1А «Солнцепьок» і складу боєприпасів.
Сили оборони України вночі знищили 33 із 37 ударних БПЛА типу «Shahed», спрямованих із району Балаклави. Також було застосовано одну зенітну керовану ракету С-300, дві керовані авіаційні ракети Х-59. В Одеській області в наслідок влучання пошкоджено інфраструктурний об'єкт, будівлі якого тривалий час законсервовані.
Президент України Володимир Зеленський прибув до Стамбула, де зустрівся з представниками Туреччини. «Планується донести, що Туреччина продовжує свої зусилля для якнайшвидшого припинення війни на основі переговорів». Зеленський також відвідає верфі, на яких триває будівництво корветів для ВМС України, і зустрінеться із представниками турецьких оборонних компаній. Володимир Зеленський заявив, що Україна хоче від Туреччини допомоги у звільненні полонених з Російської Федерації.

Туреччина готова прийняти у себе мирний саміт щодо урегулювання війни в Україні, до якого буде залучено й Росію.
«На жаль, війна дедалі більше негативно впливає в регіональному й глобальному плані, і насамперед на Україну. Не було зроблено дипломатичних кроків щодо використання столу переговорів, який ми побудували в Стамбулі в березні 2022 року для встановлення миру» — зазначив Президент Туреччини Реджеп Ердоган.
«Ми не бачимо, як можна запрошувати людей, які все блокують, руйнують і вбивають. Ми хочемо отримати результат. Результат — справедливий мир для України. Тому спочатку цивілізовані країни розроблять план, а вже потім будуть залучати представників Росії, які захочуть справедливого миру», — заявив президент України Володимир Зеленський.
В Індії ліквідували велику мережу торгівлі людьми, яка заманювала молодих чоловіків до Росії шляхом обіцянок про працевлаштування, щоб потім змусити їх воювати на війні проти України. За цією схемою до Росії було відправлено близько 35 осіб, деякі з них отримали поранення під час бойових дій.
Посольства кількох країн, включно зі США, Німеччиною, Швецією, Великою Британією та Латвією, передали повідомлення про підготовку терактів у Москві протягом найближчих двох діб. Рівень небезпеки оцінюється як максимальний. Рекомендується уникати великих скупчень людей, включно з концертами. Востаннє попередження про подібний рівень ймовірності загрози посольство США робило в середині лютого 2022 року, перед початком вторгнення Росії в Україну.
Близько 15 години дня в Вовчанську за допомогою дрону було атаковано автомобілі. Загинули 58-річний чоловік та 53-річна жінка.
Сталися вибухи біля російської військової бази в окупованому Токмаку та складу боєприпасів у Мелітополі.
Губернатор В'ячеслав Гладков повідомив, що три українські безпілотники завдали удару по селищу Рождественська в Бєлгородській області. В результаті вибуху дві людини загинули, третя отримала важкі поранення.
Постійний посол України в ООН Сергій Кислиця заявив, що з моменту закінчення терміну дії зернової угоди минулого року Україна в односторонньому порядку відкрила тимчасові коридори вздовж узбережжя Молдови та Румунії і експортувала майже 30 мільйонів тонн зерна до 42 країн — кількість, близька до довоєнного рівня. Однак нещодавно Росія розпочала нові напади на Одесу, намагаючись зірвати експорт продовольства.

### 9 березня
Вночі росіяни атакували Україну ударними безпілотниками. З 15 ворожих «Shahed» силам протиповітряної оборони України вдалося знищити 12 БПЛА у межах Дніпропетровської, Донецької та Полтавської областей.

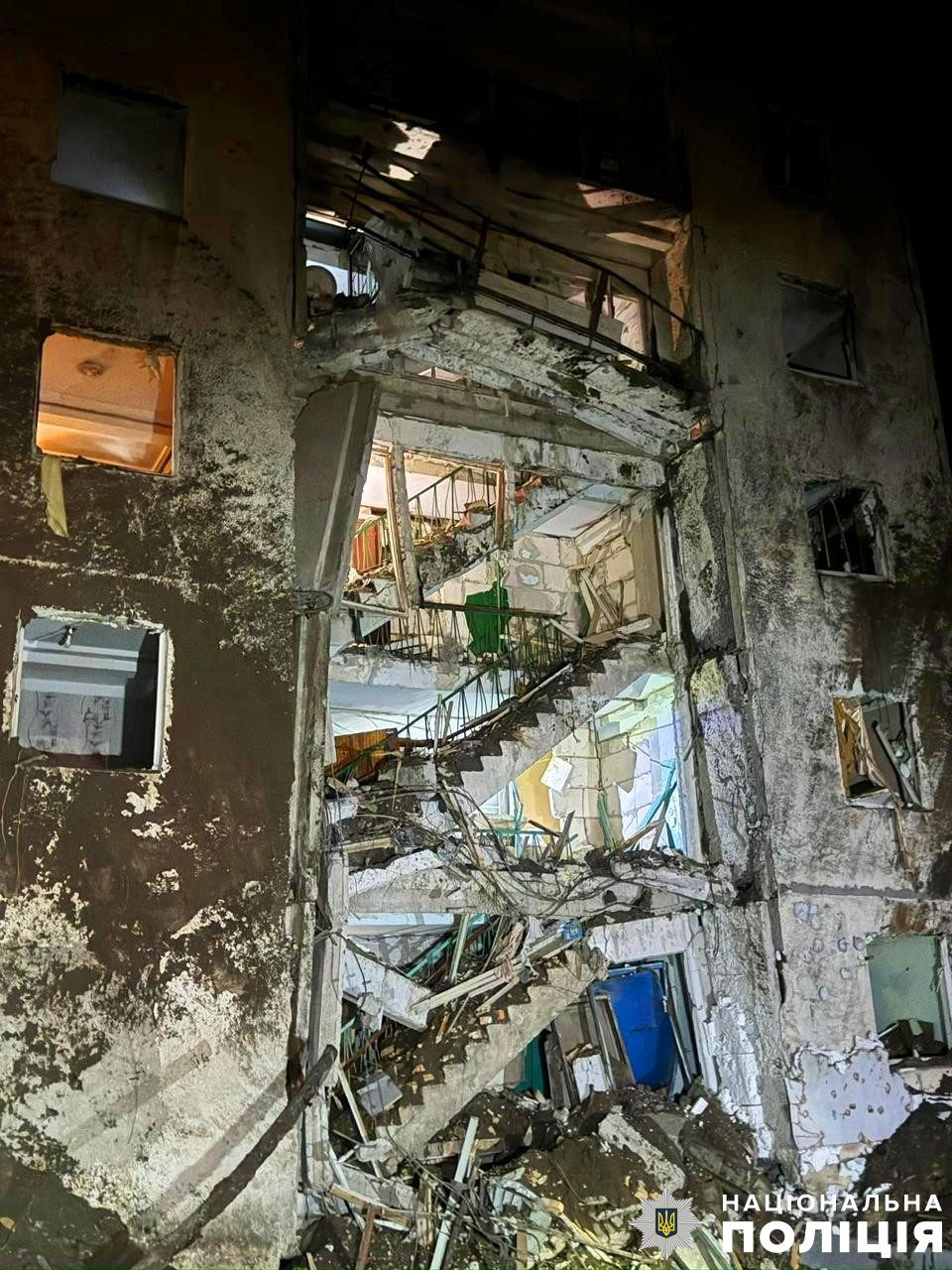
Житловий будинок у Херсоні після нічного російського авіаудару; троє людей отримали поранення. 9 березня 2024

За даними порталу Deep State, за останню добу росіяни просунули свої позиції більш ніж на 1 км на захід від Авдіївки і взяли під контроль частину села Тоненьке. Росія все активніше намагається прорвати укріплення на захід від Авдіївки, на лінії Тоненьке-Орлівка-Бердичі. За її словами, росіяни атакують безперервно, вдень і вночі, залучаючи великі штурмові групи, а також артилерію та авіацію. Вона додала, що якщо росіянам не вдавалося захопити позиції за допомогою піхоти, вони бомбардували їх авіацією. Міністерство оборони Великої Британії повідомило, що Україна, ймовірно, прискорить зміцнення оборонних позицій на кількох ділянках лінії фронту, що обмежить здатність Росії використовувати тактичні переваги під час наступу. Зміцнення позицій включало в себе встановлення «зубів дракона», риття протитанкових окопів, створення піхотних окопів, встановлення мінних загороджень та будівництво оборонних укріплень. За словами міністерства, «створення значних оборонних укріплень свідчило про те, що конфлікт знаходиться на найнижчому рівні, і означало, що будь-яка спроба прорвати їх, швидше за все, супроводжуватиметься великими втратами».
За даними ISW, російські війська просунулися в районі Кремінної та Авдіївки в результаті триваючих позиційних боїв по всій лінії фронту. Аналітики «Росія і Євразія» проаналізували супутникові знімки і підрахували, що Росія вивела приблизно 25-40 % своїх стратегічних танкових резервів, залежно від моделі, з місць зберігання під відкритим небом.
Український штаб заявив, що продовжує утримувати плацдарм у Херсонській області на лівому березі Дніпра. Росія атакувала на Лиманському, Бахмутському, Авдіївському, Новопавлівському та Запорізькому напрямках, де відбулося 73 бойових зіткнення. Протягом дня російські війська здійснили п'ять ракетних ударів, 95 авіаударів та 136 обстрілів українських позицій та населених пунктів. Під артилерійський вогонь потрапили понад 110 населених пунктів у дев'яти областях. Військово-повітряні сили України завдали вісім авіаударів по місцях зосередження, а артилерія обстріляла район зосередження, станцію радіоелектронної боротьби та зенітні комплекси.

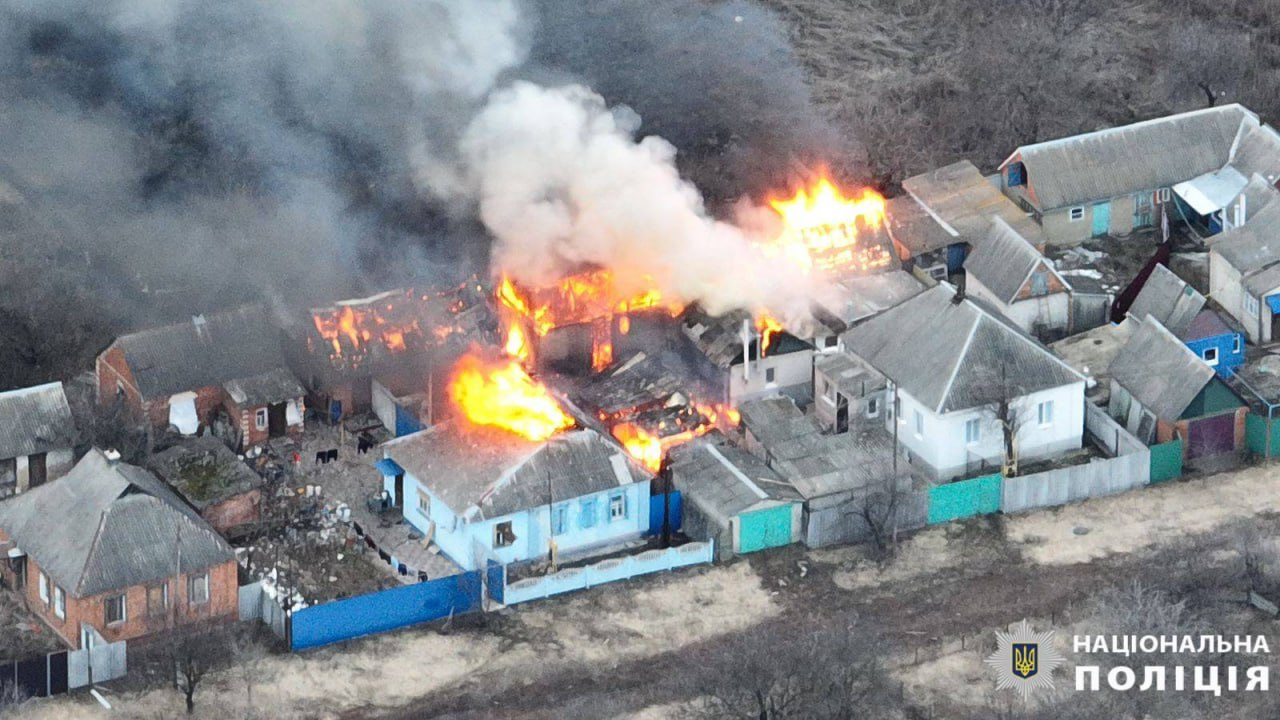
Будинки в Одноробівці (Харківська область) після російського обстрілу. 9 березня 2024

Уночі російський Таганрог атакували безпілотники. Ціллю атаки називають Таганрозький авіаційний науково-технічний комплекс ім. Г. М. Берієва, де зокрема ремонтували літак А-50. Відомо, що атака тривала понад годину. За словами губернатора Ростовської області Василя Голубєва, атака була масована і начебто сили російсько ППО відбили її. Зафыксоване падіння дрону по заводу Тагмет, одна людина травмована.
У міноборони РФ повідомили, що вночі над російськими регіонами нібито було 47 дронів: 1 над Бєлгородською областю, 2 — над Курською, 3 — над Волгоградською та 41 — над Ростовською областями. В Курську залишки бпла впали на дах поліклініки.
Вночі росіяни атакували Україну ударними безпілотниками. З 15 ворожих «Shahed» силам протиповітряної оборони України вдалося знищити 12 БПЛА у межах Дніпропетровської, Донецької та Полтавської областей.
Сполучені Штати наприкінці 2022 року «ретельно готувалися» до того, що Росія потенційно може завдати удару по Україні ядерною зброєю.

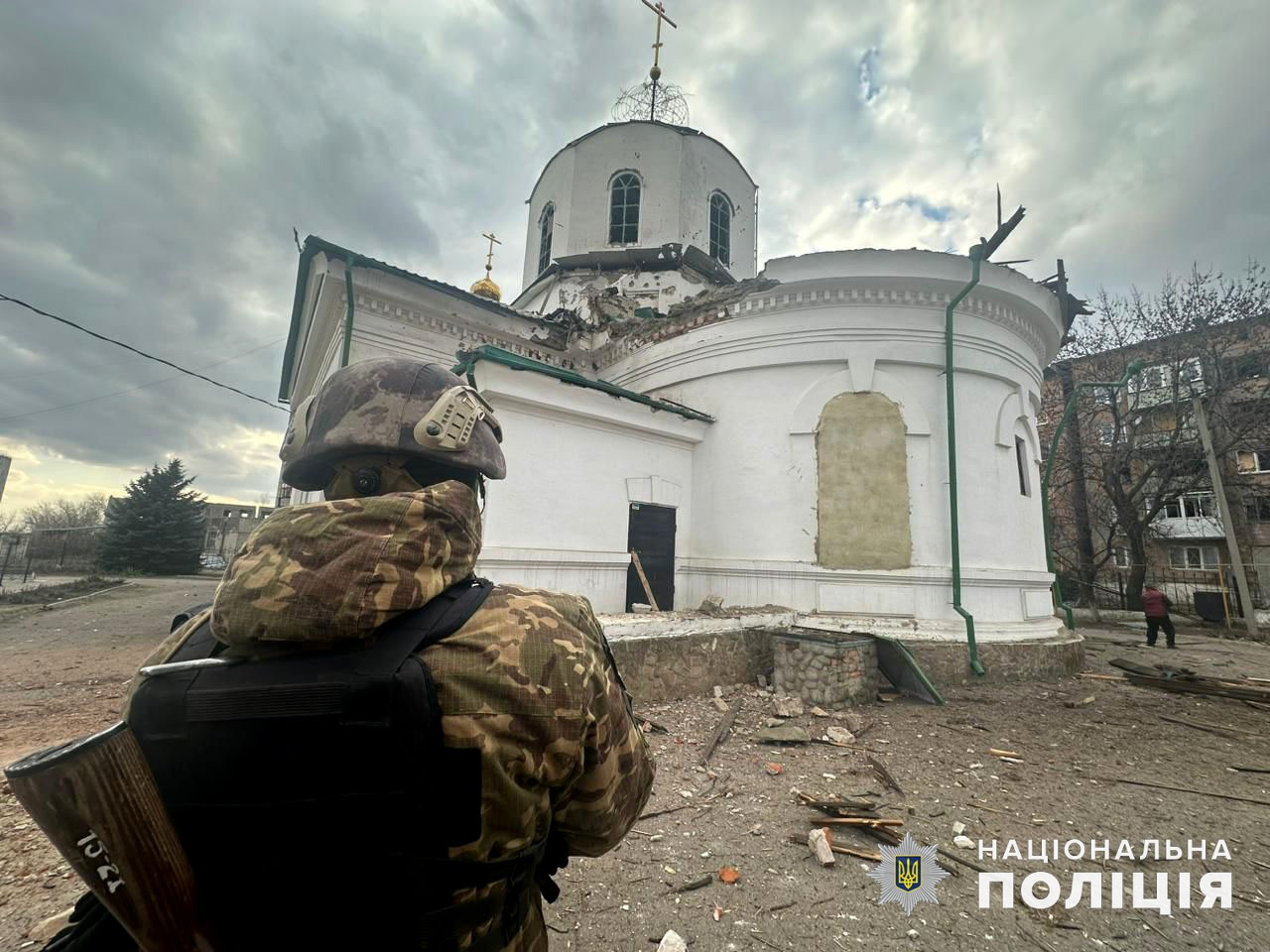
Церква Святого Макарія в Торецьку після російського обстрілу.

Військовослужбовці рф здійснили 476 атак у 13 населених пунктах знищивши 19 житлових будинків і об'єктів інфраструктури Запорізької області.
Росіяни вбили 1 жителя Донеччини — у Часовому Яру. Ще 10 людей в області за добу дістали поранення.
Голова Херсонської ОВА Олександр Прокудін розказав, що противник обстрілював Станіслав, Берислав, Олександрівку, Осокорівку, Томарине, Томину Балку, Антонівку, Придніпровське, Садове і місто Херсон. Поранено 3 цивільних.
Одна людина загинула, ще одна отримала поранення внаслідок обстрілу російської артилерії у Червоногригорівці Дніпропетровської області. Міноборони Росії заявило, що український винищувач МіГ-29 був збитий над Покровськом.

### 10 березня
Протягом доби ЗСУ ліквідували 900 окупантів. Російські війська просунулися поблизу Бахмута та Авдіївки, здійснювали атаки із застосуванням вдосконалених планерних бомб.
Росія почала використовувати в Україні потужні авіаційні бомби ФАБ-1500-М54, які є розвитком бомби КАБ-1500, розробленої в 1970-х. Вона важить близько 1,5 т, з яких 675 кг — вибухівка. Вона може бути запущена винищувачем на відстані близько 60-70 км, що робить її поза зоною досяжності багатьох українських систем протиповітряної оборони. Кадри з Донецької області показали величезну потужність цих бомб, коли вони влучали в теплові електростанції, заводи і багатоповерхівки — місця, звідки українці координували свою оборону.
Росіяни атакували на Лиманському, Бахмутському, Авдіївському, Новопавлівському та Запорізькому напрямках, де відбулося 64 бойових зіткнення. Протягом 24 годин російські війська здійснили чотири ракетні удари, 88 авіаударів та 96 обстрілів українських позицій та населених пунктів з жертвами серед цивільних та пошкодженням інфраструктури. Під артилерійський вогонь потрапили понад 150 населених пунктів у дев'яти областях. Військово-повітряні сили України завдали 10 авіаударів по районах зосередження, а артилерія знищила два райони зосередження, склад боєприпасів, дві станції радіоелектронної боротьби та дві зенітні установки.
ЗС РФ збільшили використання боєприпасів з отруйними речовинами, протягом тижня російська армія 50 разів скидала з безпілотників гранати із задушливим і сльозогінним газом. Внаслідок атаки російськими дронами Нікопольського району майже дві тисячі людей лишилися без води.
Сили ППО знищили 35 ворожих бпла «Shahed» з 39-ти. Дрони окупанти запускали з мису Чауда, що у Криму, та з російського Приморсько-Ахтарська. Безпілотники вдалось збити над десятьма українськими областями. Зокрема, на Дніпропетровщині, Одещині, Херсонщині та у Київській області.
В Одеській області вночі ударний дрон російських окупантів атакував промисловий об'єкт. Силам протиповітряної оборони вдалося знищити 11 дронів в області. Також зафіксоване влучання дронів по Добропілля Донецької області дві людини опинилися під завалами приватних будинків. У Миколаївській області безпілотник пошкодив лінію електропередач.
Вночі російська армія трьома ракетами вдарила по Мирнограду Донецької області. Внаслідок обстрілу 12 людей дістали поранень. Руйнування зазнали 20 будинків.
У російському Курську БпЛА впав і спалахнув на території нафтобази, про що написав губернатор Курської області Роман Старовойт. Російські джерела повідомляли, що на нафтобазі в Курську пошкоджено резервуар ємністю 3 000 тонн, а в селищі Личма Ханти-Мансійського автономного округу сталася масштабна пожежа на нафтопроводі.
Журналіст Bild Юліан Репке повідомив, що росіяни за допомогою безпілотника виявили колону Збройних сил України під Покровськом, до складу якої входили щонайменше дві установки «Patriot», та знищили їх ударом «Іскандера». Своєю чергою Інститут вивчення війни не підтвердив знищення, оскільки росіяни демонстрували кадри знищення вантажівок MAN KAT1, які можуть як перевозити установки Patriot, так і використовуватися у логістиці.
Путін замінив командувача ВМФ РФ Миколу Євменова, який перебував на цій посаді з травня 2019 року, на командувача Північного флоту РФ Олександра Моісеєва.
Прем'єр-міністр Угорщини Віктор Орбан заявив, що кандидат у президенти США Дональд Трамп нібито має детальні плани завершення війни в Україні, не збирається виділяти коштів на захист від російської агресії в Україні., і що США не планувала фінансувати безпеку Європи.

## 11-20 березня

### 11 березня
Ситуація в Іванівському та Часвому Яру близ Бахмута була дуже складною, ЗСУ продовжили будувати оборонні рубежі в цьому регіоні; бої тривали в цих двох пунктах, а також у Богданівці та Ключівці. Іванівське знаходилося у складному становищі. ЗСУ солдати відходили на деяких ділянках, оскільки мобілізація не проводилася інтенсивно, а зброї та військової техніки не вистачало.
ЗС РФ просунулися поблизу Кремінної, Бахмута та Донецька, Північна Корея відновила постачання зброї до Росії морським шляхом після перерви з середини лютого.
Росіяни атакували в напрямку Лиману, Бахмуту, Авдіївки, Новопавловська та Запоріжжя, де відбулося 72 бойових зіткнення, російські війська здійснили вісім ракетних ударів, 114 авіаударів та 107 обстрілів українських позицій та населених пунктів з жертвами серед цивільних та пошкодженням інфраструктури. Під артилерійський вогонь потрапили понад 145 населених пунктів у дев'яти областях. Військово-повітряні сили України завдали вісім авіаударів по районах зосередження і один по блокпосту, а артилерія знищила два райони зосередження, зенітно-ракетний комплекс «Бук-М1» і радіолокаційний комплекс «Зоопарк-1».
Вночі по Слобідському району Харкова було завдано удар безпілотником типу «Shahed» Зафіксовано три влучання БПЛА в землю поряд з адмінбудівлями. Даних про постраждалих не надходило. Сили ППО вночі 11 березня збили 10 «Shahed» над Одеською областю. Однак є влучання, в Одеському районі уражено інфраструктурний об'єкт.
Росія атакувала Вовчанськ і Куп'янськ, поранивши щонайменше чотирьох цивільних осіб. З комплексу С 300 було обстріляно село Кутузівка Харківського району. Без постраждалих. З 25 ударних дронів росіян було знищено 15.
Україна у 2019—2023 роках стала найбільшим європейським імпортером зброї у Європі. Про це свідчать дані Стокгольмського міжнародного інституту дослідження проблем миру (SIPRI).
Посилаючись на розвіддані НАТО та анонімні джерела, CNN підрахували, що Росія виробляла майже 250 000 артилерійських снарядів на місяць, або 3 мільйонів на рік. Крім того, Росія купувала боєприпаси у Північної Кореї та Ірану, в той час як США і Європа змогли спільно виробити і відправити в Україну близько 1,2 мільйона снарядів, що означає, що російське виробництво боєприпасів більш ніж втричі перевищує західне. За офіційними даними, російські солдати в той час вистрілювали 10 000 пострілів на день, в той час як Україна — лише 2 000.
В інтерв'ю французькому телеканалу BFM TV Зеленський заявив, що «поки Україна захищає себе, французька армія може залишатися на французькій території», додавши, що французькі солдати «не будуть гинути в Україні». Однак він попередив, що якби Путін напав на країну НАТО, ситуація була б іншою. Зеленський також зазначив, що ситуація на лінії фронту «набагато краща, ніж в останні три місяці» і що «просування Росії зупинено». Посилаючись на попередню теорію Папи Римського про «вивішування білого прапора», Зеленський заявив, що «для Путіна відпочинок — це кисень» і що мирні переговори — «це не переговори, а спосіб відновити боєздатність армії і навчити молодих призовників».
Згідно з відео, опублікованим в Інтернеті, танк M1A1 Abrams, поставлений США, підірвався на міні поблизу Авдіївки, що стало четвертою чи п'ятою зафіксованою втратою цієї машини в Україні.
«З додатковою допомогою США Україна зможе до кінця 2024 — початку 2025 перехопити наступальну ініціативу на фронті» — заявив директор ЦРУ Вільям Бернс під час слухань у комітеті Сенату з розвідки. Якщо США не нададуть допомоги, за його словами, Україна може у 2024 втратити великі території, а «світ побачить більше Авдіївок».

### 12 березня
Росіяни атакували в напрямках Куп'янська, Лиману, Бахмута, Авдіївки, Новопавлівська та Запоріжжя, де відбулося 91 бойове зіткнення. Протягом 24 годин російські війська здійснили 10 ракетних ударів, 84 авіаудари та 123 обстріли з жертвами серед цивільних та пошкодженням інфраструктури. Під артилерійський вогонь потрапили понад 110 населених пунктів у дев'яти областях. Військово-повітряні сили України завдали дев'ять авіаударів по місцях зосередження бойовиків.

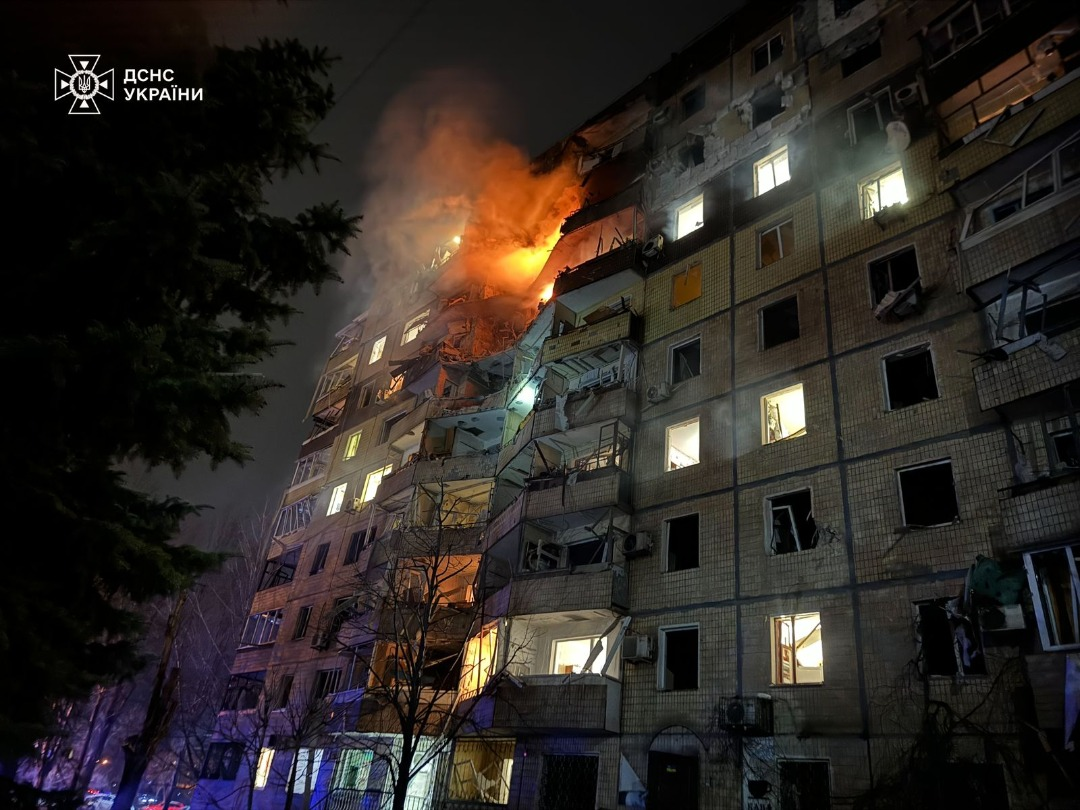
Житловий будинок у Кривому Розі після вечірнього російського ракетного обстрілу; п'ятеро людей загинули і 43 поранені. 12.03.2024

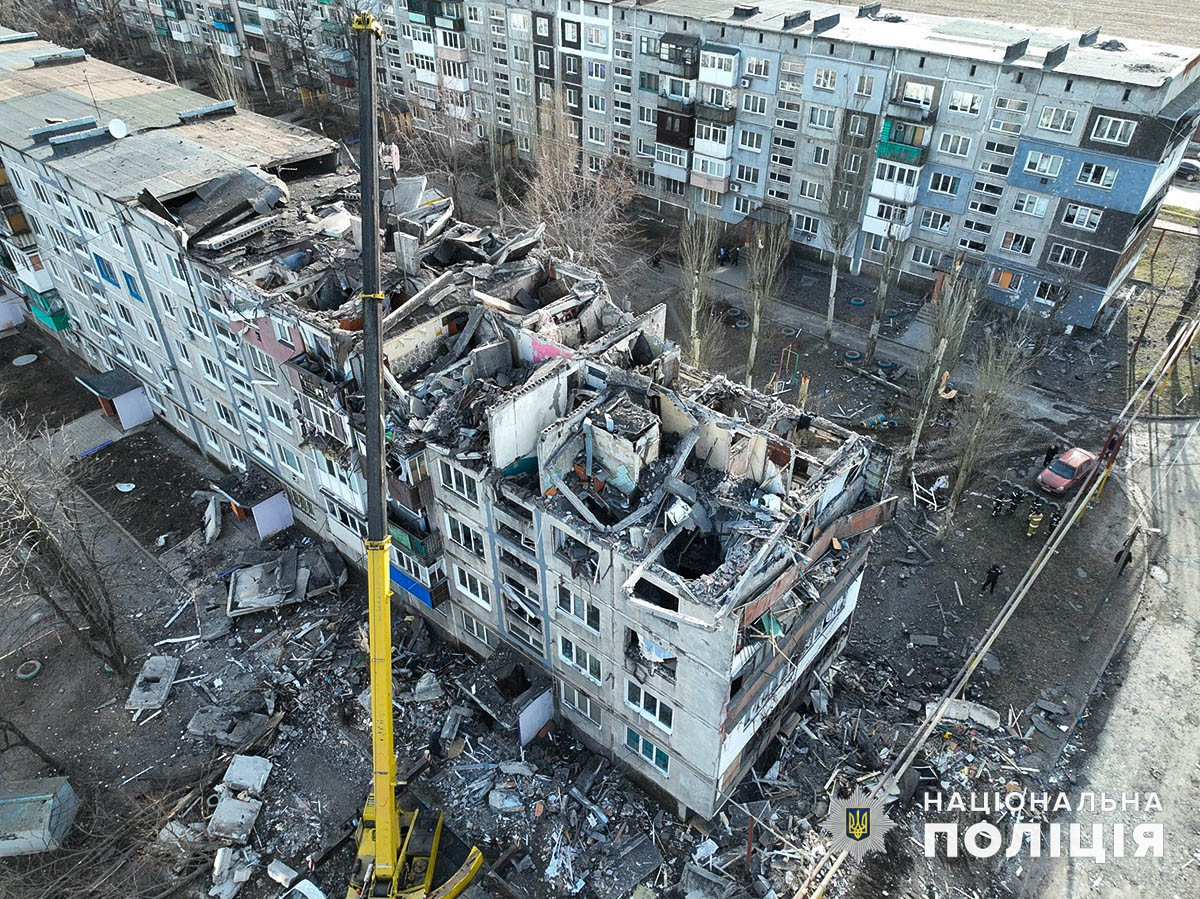
Будинок у Мирнограді після удару

ЗС РФ просулися в районі Бахмуту, Авдіївки та Донецька. Міністерство оборони Росії заявило, що російські війська захопили село Невельське в Донецькій області, розташоване всього за 15 км від Красногорівки. Україна не прокоментувала ці повідомлення.
Українські сили протиповітряної оборони знищили 17 з 22 російських БПЛА. Були влучання в об'єкт інфраструктури, призупинено електро- та газопостачання в Кременецькому районі Тернопільської області.
В РФ дроном був уражений завод Лукойл-Нижньогороднафтооргсинтез, у місті Кстово у Нижньогородській області — один з найбільших НПЗ у РФ. На рівні 2022 року підприємство переробляло 15 млн тонн нафти — близько 5 % від загального обсягу російської переробки.
В Курську, Орлі, Білгороді та низці населених пунктів Бєлгородської області було чути гучні вибухи. Зокрема, внаслідок атаки БпЛА у російському місті Орел загорілась нафтобаза.
В результаті російського обстрілу села Глушківка загинув місцевий житель, ще троє отримали поранення.

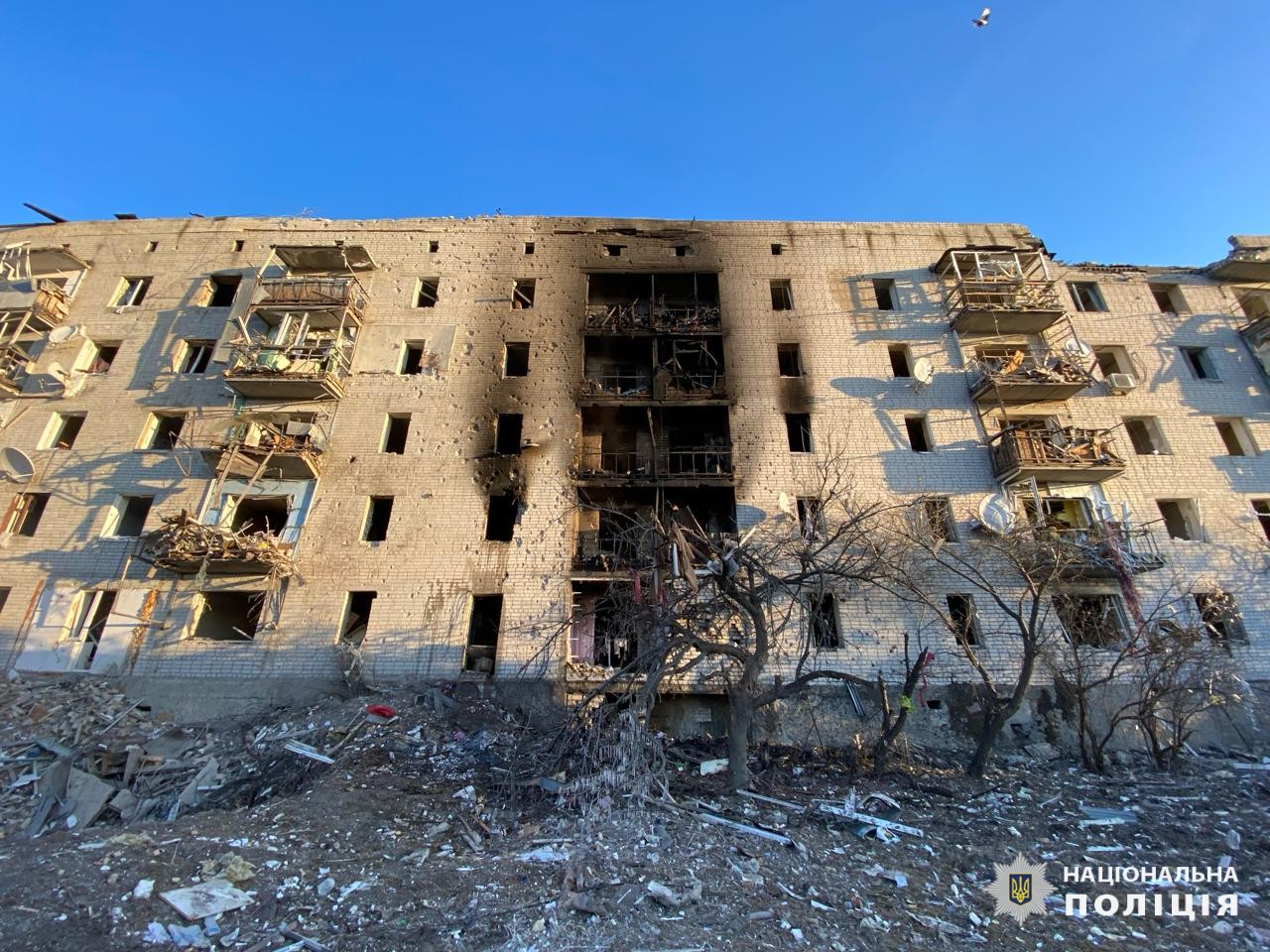
Житловий будинок у Куп'янську після нічного російського обстрілу. 12 березня 2024

РДК, легіон «Свобода Росії» та батальйон «Сибір» зайшли в Курську та Бєлгородську області. Прикордонний населений пункт Лозова Рудка в Бєлгородській області та Тьоткіно в Курській опинилися під контролем визвольних сил. Як зазначив очільник ГУР Андрій Юсов — «Легіон „Свобода Росії“, РДК і Сибірський батальйон на території РФ діють як самостійні підрозділи, оскільки складаються з громадян РФ. Вони врешті-решт перебувають у себе вдома. Ймовірно, зараз відбувається спільна операція цих підрозділів на території так званої РФ». РДК взяли у полон близько 20 окупантів.
Вдень у Івановській області зазнав аварії військово-транспортний літак Іл-76. За повідобленням російських ЗМІ причиною падіння літака став птах, що потрапив у двигун.
Увечері росіяни поцілили ракетами в житлові будинки в Кривому Розі. У Довгинцівському та Металургійному районах міста внаслідок ворожих обстрілів троє людей загинули та понад 40 отримали поранення. Пошкодження та руйнування отримали багатоквартирні будинки, понад 300 квартир, будинки та автомобілі.
Близько 23:00 у місті Миргород пролунав вибух. Ракета влучила у будинок загинуло двоє, поранено — 5.
США оголосили, що готують ще один пакет військової допомоги Україні на $300 млн із надлишкових коштів Пентагону. Пакет включатиме боєприпаси для M142 HIMARS, ракети для FIM-92 Stinger, 105-мм і 155-мм артилерійські снаряди, в тому числі осколково-фугасні та вдосконалені касетні боєприпаси подвійного призначення, а також протитанкові системи AT-4. Міністерство оборони Данії оголосило, що надасть Україні новий пакет військової допомоги на суму 336 млн доларів, який включатиме артилерійські системи CAESAR, 120-мм самохідні міномети та боєприпаси до них, при цьому частина коштів буде виділена на чеську ініціативу із закупівлі боєприпасів для України за межами ЄС.
Росіяни знищили два вертольоти Мі-8 ЗСУ за 45 км від фронту, одному вертольоту вдалось відлетіти з зони ураження. 12-а окрема бригада армійської авіації ім. Павленка пітвердеила загибель двох пілотів.

### 13 березня
РФ атакувала у напрямках Куп'янська, Лиману, Бахмута, Авдіївки, Новопавлівки та Запоріжжя, де відбулося 79 бойових зіткнень, російські війська здійснили два ракетних удари, 64 авіаудари та 93 обстріли українських позицій та населених пунктів з жертвами та руйнуваннями. Під обстрілами опинилися близько 150 населених пунктів у дев'яти областях потрапили під артилерійський вогонь. Українська авіація та артилерія завдали дев'ять ударів по місцях зосередження бойовиків.
Під час російської атаки «Shahed» влучив у житловий п'ятиповерховий будинок в Сумах. З-під завалів врятували 10 людей, серед них 8 травмовані. Є загиблі. Пошкоджено 30 квартир, 15 — зруйновані Російські війська атакували 10 прикордонних громад у Сумській області, в результаті чого одна людина загинула і двоє отримали поранення під час атаки з гелікоптера у Великій Писарівці. Протягом дня росіяни 66 разів обстріляли Сумську область, застосовуючи безпілотники, ракети, артилерію та іншу зброю; в результаті обстрілів на території області сталося 332 вибухи.

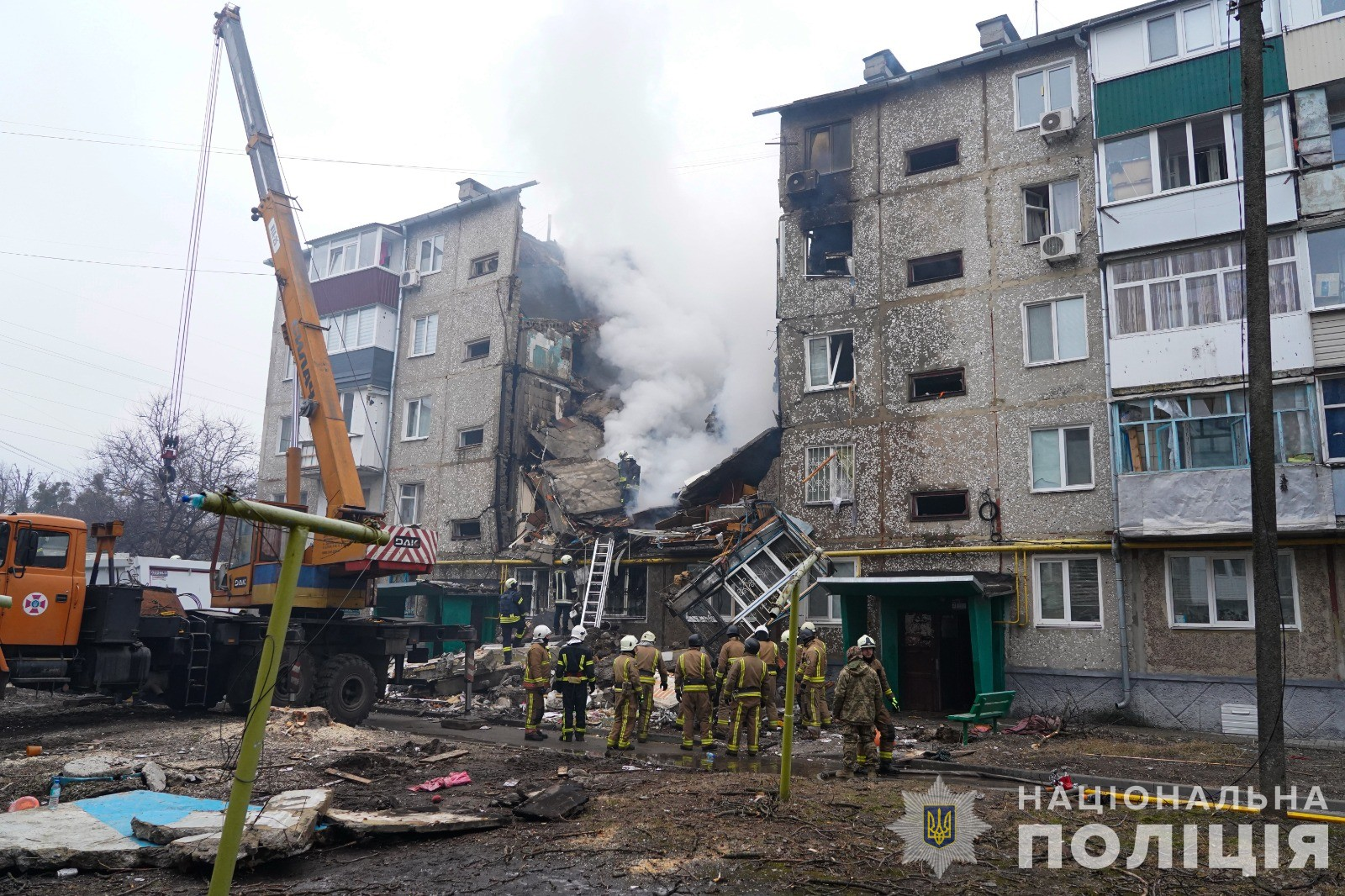
Залишки будинку в Сумах після влучання.

У російській Рязані вночі безпілотники атакували нафтопереробний завод, зафіксовані влучання є постраждалі. Також є влучання бпла по заводу з переробки нафти в Киришах Ленінградської області та у Нижегородській області. Зокрема, у повідомленні йдеться про 11 БПЛА у Білгородській, 8 у Брянській, 29 у Воронежській, 8 у Курській та по одному у Ленінградській та Рязанській областях. Ще один російський НПЗ призупинив роботу після атаки безпілотника у Новошахтинську Ростовської області впав безпілотник. Роботу заводу призупинено.
У Бєлгороді безпілотник атакував будівлю ФСБ, уражений фасад та вікна.
Країни ЄС домовилися продовжити спільне фінансування військового обладнання для України на суму щонайменше 5 млрд євро.

### 14 березня

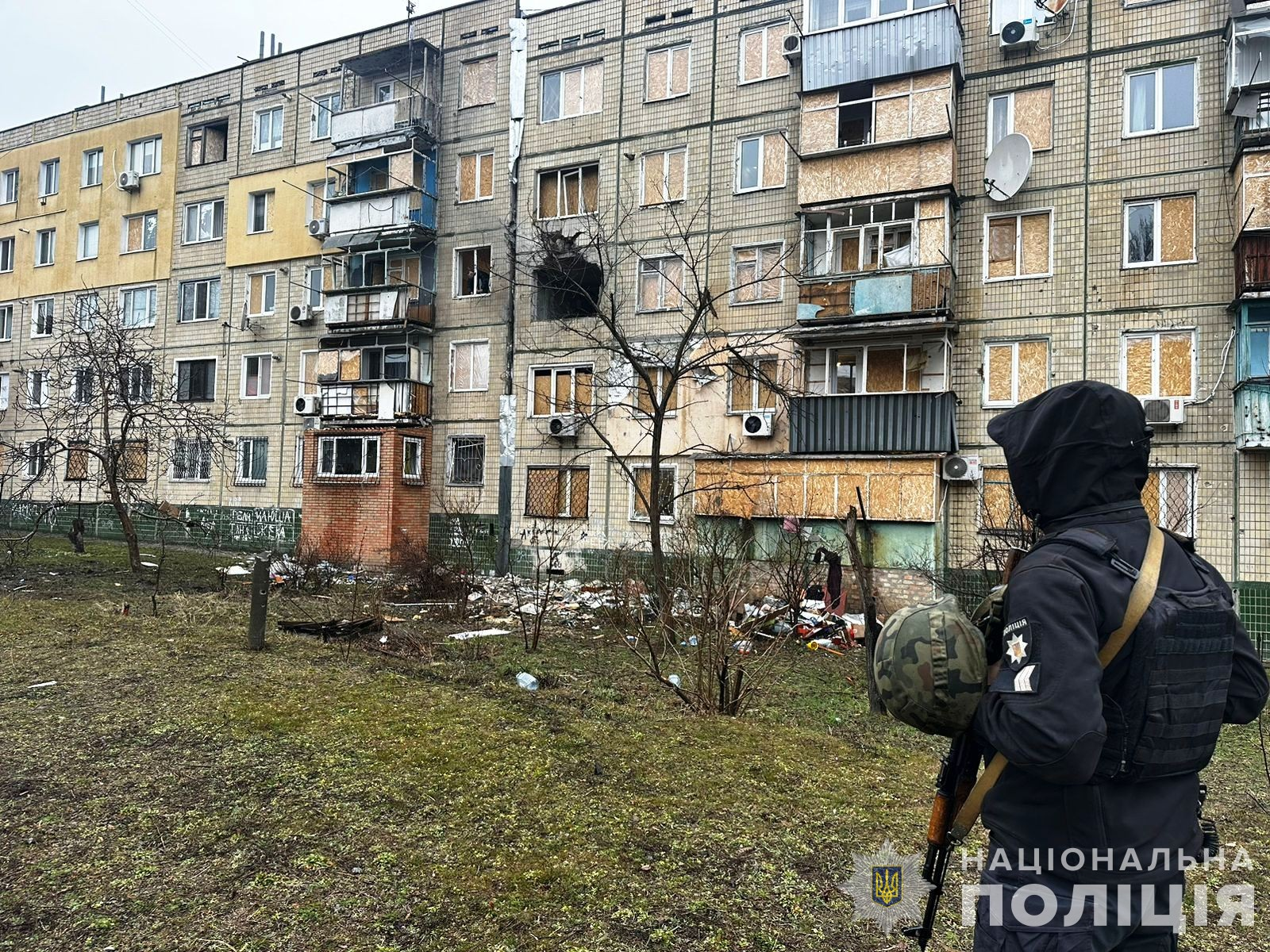
Будинок у Нікополі після обстрілу 14 березня

ЗС РФ активізували наступ в Запорізькій і Донецькій областях, до 8:00 відбулося 13 бойових зіткнень, бойових дій такої інтенсивності не було давно. За даними командування «Південь», була відбита спроба висадки десанту російських розвідувальних сил у Херсонській області на західному березі Дніпра в районі Антонівського мосту. Зазнавши великих втрат, росіяни відступили. ЗСУ перебували у все більш складній ситуації і продовжували захищати оборонні рубежі на запорізькому напрямку, але зазнавала жорстоких атак з боку російських безпілотників, артилерії та мінометів. Армія почала процес ротації батальйонів і підрозділів, які виконують бойові завдання на передовій, що зможе стабілізувати ситуацію і зменшити вплив на морально-психологічний стан солдатів.
За даними ISW, російські війська можуть залучати до бойових дій на сході України тактичні та оперативні резерви з метою підтримання та потенційної інтенсифікації темпів наступальних операцій. Здатність Росії досягти значних успіхів залишається залежною від рівня підтримки України з боку Заходу, і подальші затримки з наданням допомоги збільшать ризик того, що Росія досягне значних оперативних успіхів у довгостроковій перспективі. Тим часом, російські війська просунулися на захід від Авдіївки і в західній частині Запорізької області на тлі продовження позиційних боїв по всій лінії фронту.
ЗСУ продовжили утримувати плацдарм у Херсонській області на лівому березі Дніпра, де було відбито три атаки. Росія атакувала в напрямках Куп'янська, Лиману, Бахмута, Авдіївки, Новопавлівська та Запоріжжя, де відбулося 91 бойове зіткнення. Російські війська здійснили 10 ракетних ударів, 84 авіаудари та 123 обстріли українських позицій та населених пунктів. Під артилерійський вогонь потрапили понад 110 населених пунктів у дев'яти областях. Військово-повітряні сили України завдали дев'ять авіаударів по місцях зосередження бойовиків. У Херсоні росіяни вдарили по багатоповерхівці.
З опівночі до ранку Росія запустила 36 безпілотників Shahed 136/131 в напрямку України, 22 з яких були знищені засобами протиповітряної оборони над Дніпропетровською та Миколаївською областями.
Росіяни вночі завдали удару ракетою С-300 по Шевченківському району Харкова. Пошкоджені нежитлові приміщення.
Російські війська завдали ракетно-авіаційних ударів по радіотехнічним об'єктам Сумської області. Тимчасово виведено з ладу передавачі телерадіомовлення у Сумах, Шостці, Білопіллі і Тростянці. Внаслідок пошкоджень частина території області не могла приймати український телевізійний і радіосигнал.
Влада російського Бєлгорода заявила, що вранці на місто було здійснено атаку, внаслідок якої одна людина загинула, ще шестеро постраждали. За словами губернатора Бєлгородської області В'ячеслава Гладкова, у лікарні перебувають п'ятеро постраждалих жителів, одна людина від госпіталізації відмовилася. За словами губернатора, у Білгороді пошкоджені 11 приватних домоволодінь, дві квартири у двох багатоквартирних будинках, будівля закладу охорони здоров'я та два об'єкти інфраструктури (готель та фітнес-зал), також пошкоджено 53 легкові автомобілі.
Сейм Литви ухвалив резолюцію, в якій закликає Європейський Союз заборонити імпорт російських та білоруських зернових культур. Документ звертається до Єврокомісії з проханням терміново підготувати відповідний законопроєкт, а також закликає інші європейські інституції підтримати таку ініціативу.
Бойові дії російських добровольчих формувань на території Курської та Бєлгородських областей тривають. У РДК закликали жителів трьох областей Росії евакуюватися.
Бєлгород зазнав атаки, було заявлено про двох загиблих і 5 поранених.
Швеція приєдналася до ініціативи Чехії щодо закупівлі сотень тисяч артилерійських снарядів для України за межами ЄС, виділивши $2,6 млн.
Rheinmetall планував збудувати в Україні щонайменше чотири заводи. Компанія Rheinmetall повідомила про рекордні продажі в розмірі 7,2 млрд євро минулого року і має намір перевищити 10 млрд євро у 2024 році. Компанія заявила, що заводи в Україні будуть виробляти снаряди, військову техніку, порох і зенітну зброю.
Президент Франції Еммануель Макрон заявив в інтерв'ю, що потенційну військову присутність Заходу в Україні не можна виключати, підкресливши, однак, що на даний момент ситуація цього не вимагає. Однак, якщо Росія переможе, життя французів зміниться, і Європа більше не буде в безпеці. Про це заявив Макрон: "Два роки тому ми сказали, що ніколи не відправимо танки. Ми це зробили. Два роки тому ми сказали, що ніколи не відправимо ракети середньої дальності. Ми це зробили. Члени Альянсу не повинні бути слабкими і демонструвати «рішучість, волю і мужність», щоб не дати Росії перемогти.
Генеральний секретар НАТО Єнс Столтенберг заявив, що з моменту вторгнення Росії в Україну в лютому 2022 року Росія втратила понад 350 000 військових в Україні і платить дуже високу ціну за незначний прогрес.
Ввечері, ворог атакував Вінницьку область, використавши для цього іранські дрони-камікадзе «Shahed 136». Один із БпЛА влучив у приватний будинок. Стало відомо про 2 загиблих та 3 поранених.

### 15 березня

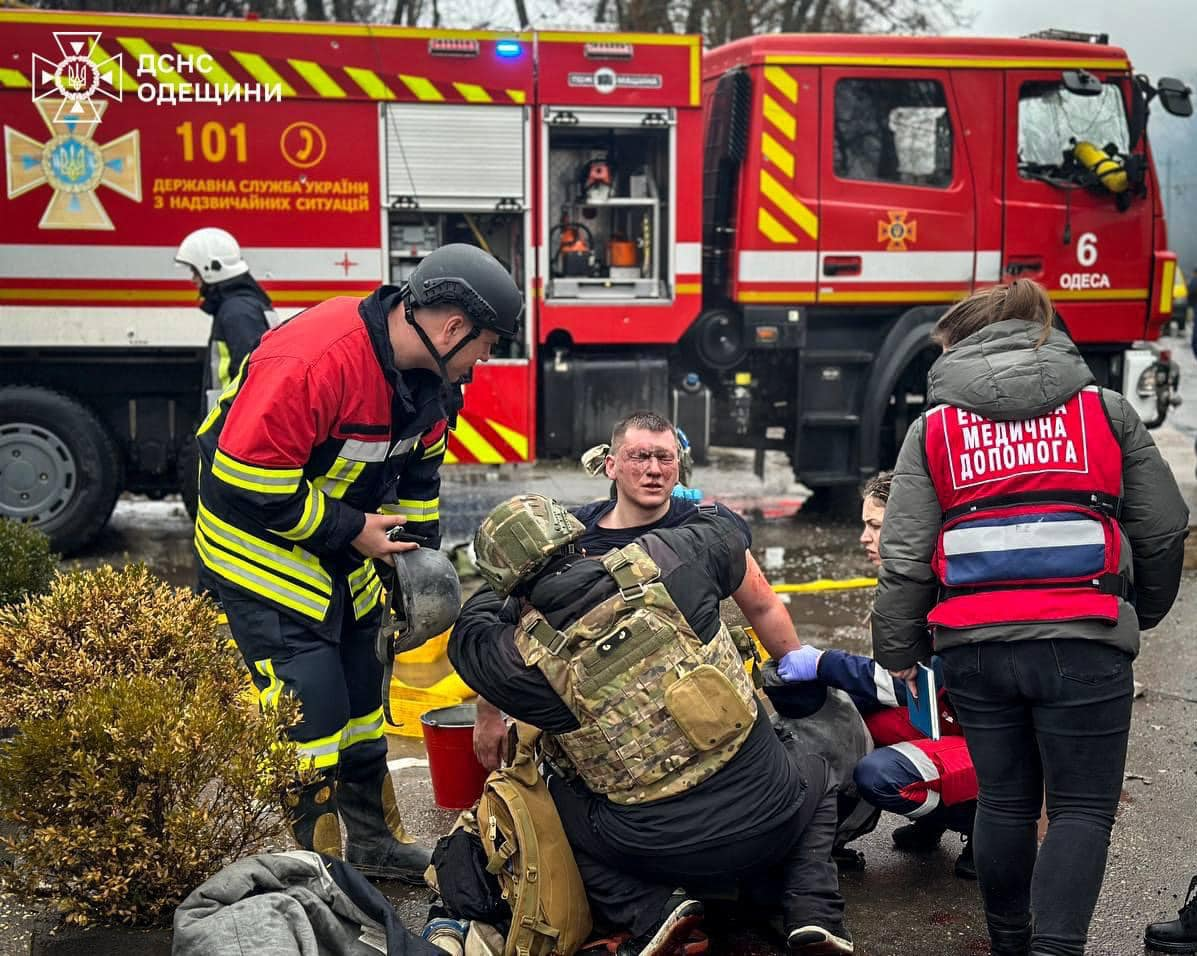
Працівники медслужби надають допомогу працівнику ДСНС, що потрапив під повторний ракетний обстріл. Одеса 15 березня 2024

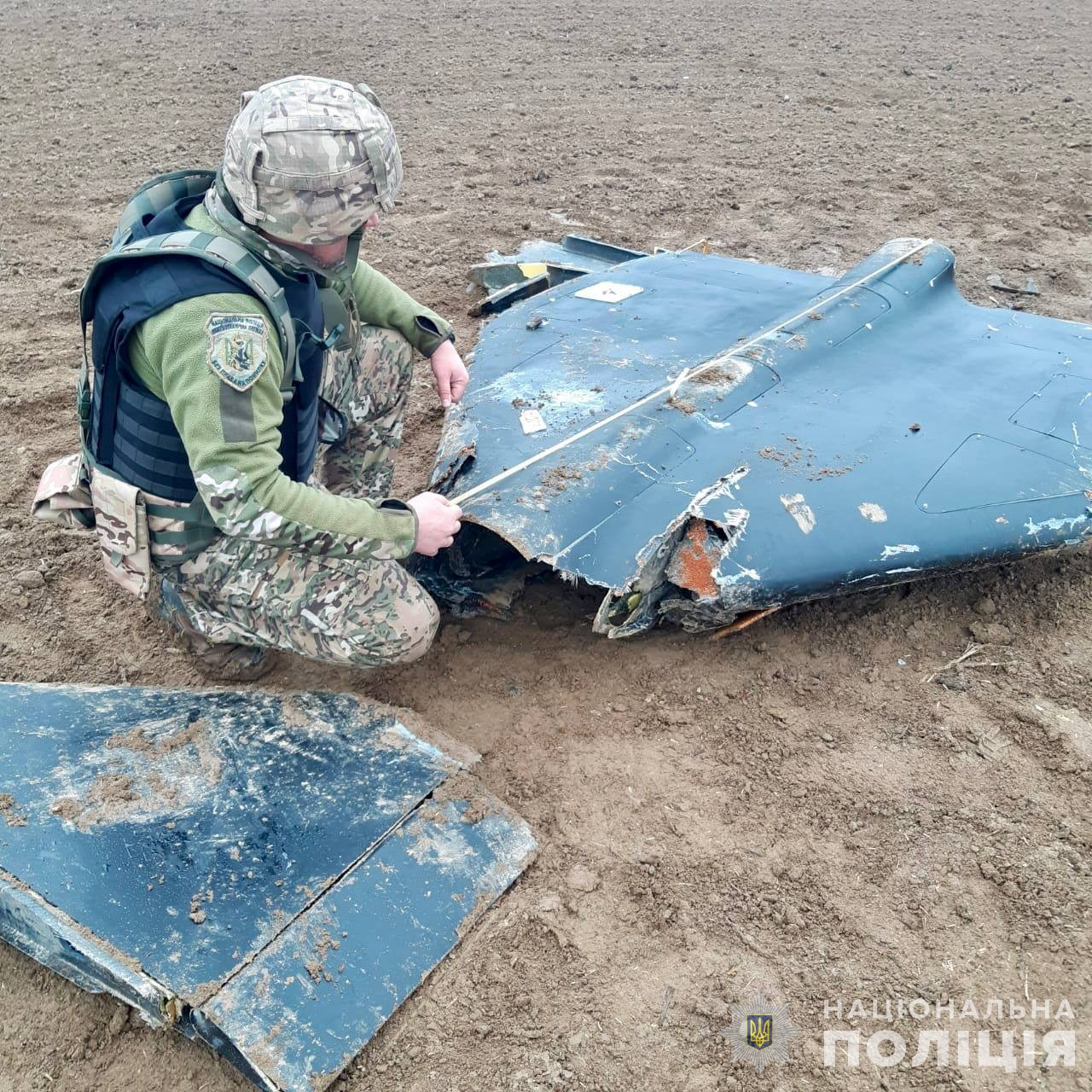
Російський «Шахед-136», збитий у Вінницькій області

Протягом доби ліквідовано 580 окупантів, загальна кількість втрат армії РФ із вторгнення склала 428 420. ЗСУ знищили 11 ББМ, 15 артсистем і 34 безпілотники.
Російські війська зосередилися на спробах прориву в районі нещодавно окупованої Авдіївки. ЗСУ в районі Авдіївки зіткнулися з інтенсивним артилерійським вогнем, активним використанням безпілотників, авіаударами та щоденними атаками бронетехніки і штурмових груп. Російські війська просунулися поблизу Куп'янська та Авдіївки, а також у західній частині Запорізької області.
ЗСУ продовжили утримувати плацдарм у Херсонській області на лівому березі Дніпра, де було відбито три атаки. Росія атакувала в напрямку Куп'янська, Лиману, Бахмута, Авдіївки, Новопавлівки та Запоріжжя, де відбулося 78 бойових зіткнень. Протягом дня російські війська здійснили 10 ракетних ударів, 68 авіаударів та 89 обстрілів українських позицій та населених пунктів. Під артилерійський вогонь потрапили понад 100 населених пунктів у дев'яти областях. Військово-повітряні сили України завдали сім авіаударів по місцях зосередження бойовиків. ЗСУ відбили атаки росіян біля Табаївки в Харківській області, окупанти скинули авіабомбу в районі Сіверська Донецької області.
Війська РФ випустили по Україні 27 ударних БпЛА типу «Shahed», 7 зенітних керованих ракет С-300/С-400 (по Харківщині та Донеччині) та одну керовану авіаційну ракету Х-59 (по Полтавщині).
БпЛА були запущені з Приморсько-Ахтарська, збито всі 27 БпЛА у межах Кіровоградської, Миколаївської, Харківської, Херсонської, Хмельницької, Вінницької, та Київської областей. Удар ракетою С-300 по Шевченківському району Харкова призвів значних руйнувань. На Авдіївському напрямі ЗСУ ліквідовали пункт управління батальйону однією з бригад ЗС РФ з артилерії.
Українські БпЛА атакували НПЗ «Первый завод» у Калузькій області, через що завод зазнав пошкоджень та здійнялася пожежа.
Росіяни атакували десяток українських телевеж вздовж кордону з РФ. Основне завдання — виключити отримання інформації жителями РФ, які живуть уздовж кордонів.
Також зранку було атаковано Бєлгород, в місті пролунали потужні вибухи, владі довелось відкласти голосування на виборах президента Росії. Губернатор Бєлгородської області В'ячеслав Гладков повідомив, що вранці в результаті українського обстрілу Бєлгорода загинув член територіальної оборони регіону, ще двоє отримали поранення. У місті стався вибух, і влада була змушена перенести голосування на президентських виборах.
Україна повернула тіла 100 загиблих захисників.
Об 11:47 за даними Повітряних сил ЗСУ, окупанти скерували ракету «Іскандер-М» на Одесу, з території окупованого Криму, під ударом був житловий будинок. Внаслідок російської ракетної атаки загинуло 16 людей, 46 людей отримали поранення, через деякий час після першого удару було завдано повторного удару, що забрало життя фельдшера та працівника ДСНС.
Португалія приєдналась до ініціативи Чехії із закупівлі артилерійських боєприпасів для України і виділила на це 100 мільйонів євро, про що повідомило Міністерство національної оборони Португалії у соцмережі X.
Російські війська обстріляли село Долинка в Запорізькій області, в результаті чого загинула 76-річна жінка.
Близько 20:37 ворог наніс ракетного удару по місту Конотоп, Сумської області.
Греція долучилася до коаліції для допомоги Україні з розмінуванням, яку очолюють Литва та Ісландія. Про це повідомив міністр оборони Литви Арвідас Анушаускас після зустрічі зі своїм грецьким колегою Нікосом Дендіасом у Вільнюсі.

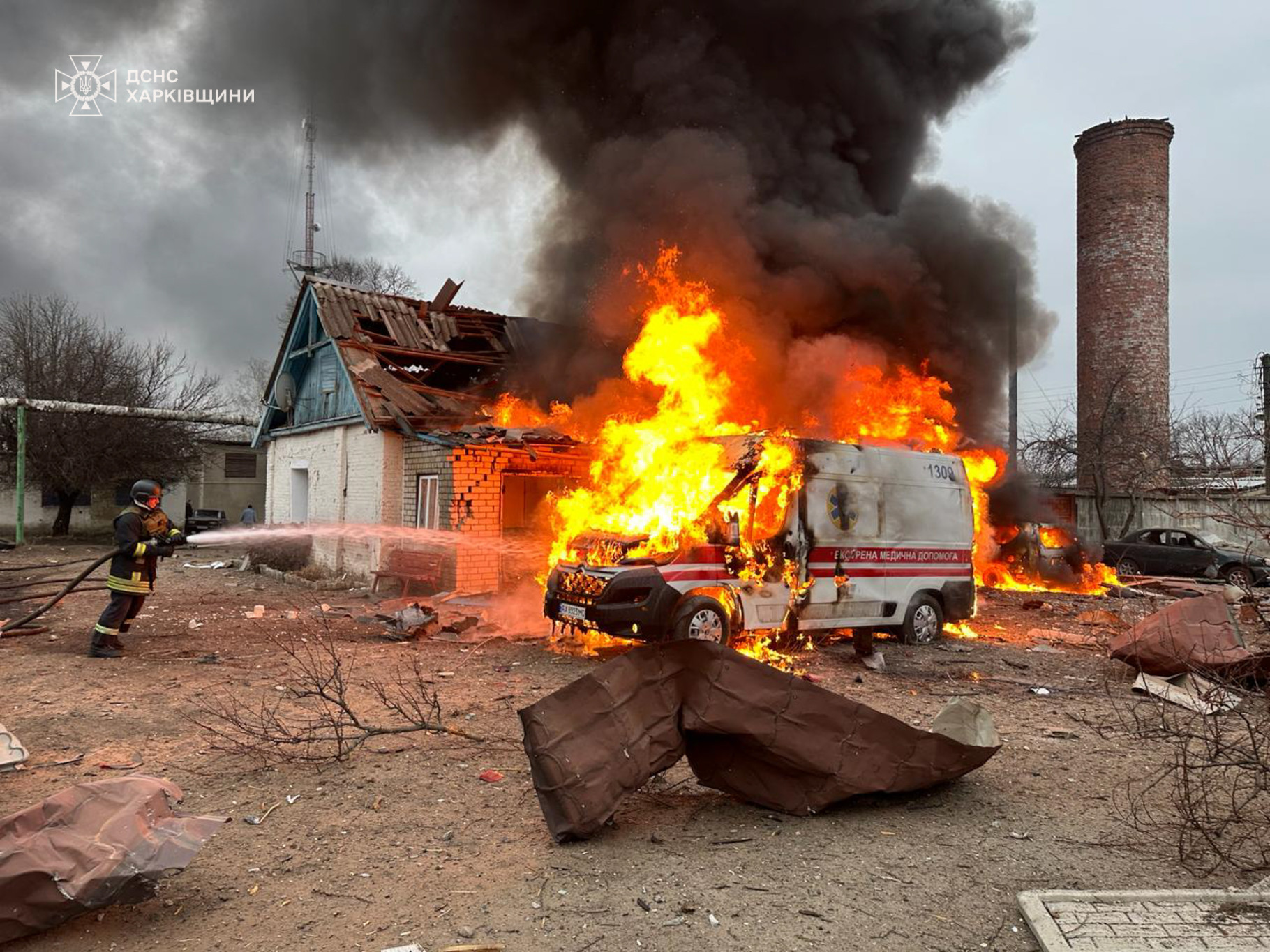
Медпункт у Золочеві (Харківська область) після ракетного удару 15 березня 2024

У посольстві Канади повідомили, що передали ДСНС України ще 10 транспортних засобів для знешкодження вибухонебезпечних предметів.
Канцлер Німеччини Олаф Шольц, Президент Франції Еммануель Макрон і Прем'єр-міністр Польщі Дональд Туск зустрілися в Берліні, щоб скоординувати підтримку України різними країнами. Після зустрічі всі троє зустрілися з журналістами і заявили, що домовилися про нові ініціативи на підтримку України, включаючи закупівлю більшої кількості озброєнь і майбутній альянс дистанційного озброєння. Канцлер Шольц підтвердив, що ЄС використовуватиме прибутки від арештованих російських активів для фінансування озброєнь для України.
США не проти розміщення військ інших країн на території Україні. Про це, заявив радник Білого дому Джон Кірбі під час брифінгу Білого дому.

### 16 березня
Протягом доби було ліквідовано 160 окупантів, загальна кількість втрат російської ЗС РФ з вторгнення склала 430 740 осіб. ЗСУ знищили 49 автомобілів, 28 артсистем та 24 ББМГ. За даними ISW, російські війська просунулися поблизу Авдіївки та на кордоні Донецької та Запорізької областей.
Росіни атакували в напрямку Лиману, Бахмуту, Авдіївки, Новопавловська та Запоріжжя, де відбулося 58 бойових зіткнень. Протягом дня російські війська здійснили шість ракетних ударів, 62 авіаудари та 125 обстрілів українських позицій та населених пунктів. Під артилерійський вогонь потрапили понад 140 населених пунктів у дев'яти областях. ВПС ЗСУ завдали чотири авіаудари по районах зосередження, а артилерія обстріляла командний пункт, два райони зосередження і зенітну установку.
У Херсонській області на лівому березі Дніпра було відбито дві атаки. Росія атакувала в напрямку Лиману, Бахмуту, Авдіївки, Новопавловська та Запоріжжя, де відбулося 58 бойових зіткнень. ЗС РФ здійснили шість ракетних ударів, 62 авіаудари та 125 обстрілів українських позицій та населених пунктів. Під артилерійський вогонь потрапили понад 140 населених пунктів у дев'яти областях. Військово-повітряні сили України завдали чотири авіаудари по районах зосередження, а артилерія обстріляла командний пункт, два райони зосередження і зенітну установку. Внаслідок обстрілу Селидового та Мирнограду на Донеччині було пошкоджено житловий будинок, школу та інші будівлі.
Вночі дрони атакували два НПЗ в Самарській області. Влучання в один завод, що знаходиться в Сизрані та входить до складу корпорації «Роснєфть», потрапило на відео. Було пошкоджено «Хана АВТ-6» (установка з атмосферно-вакуумної перегонки нафти) Обсяг переробки понад 6 млн тон на рік. Розташований приблизно за 800 км від України. Також під удар безпілотника потрапив Новокуйбишевський НПЗ. Також повідомляють про ураження Куйбишевського НПЗ.
Вранці росіяни обстріляли село Новоселівка Перша Донецької області. Унаслідок удару важкої артилерії загинув 51-річний чоловік, ще один дістав поранення.
Відповідно до наказу Міноборони РФ № 124 від 06.03.2023 «Про додатковий призов громадян на військову службу по мобілізації» що поширили серед співробітників військово-слідчого комітету РФ, які діють на окупованій території Херсонщини росіяни планують залучити на військову службу в рамках часткової мобілізації до 300 тисяч українців з окупованих територій. Наказ вступає в силу 25 березня 2024 року, тобто, одразу після виборів Президента РФ.

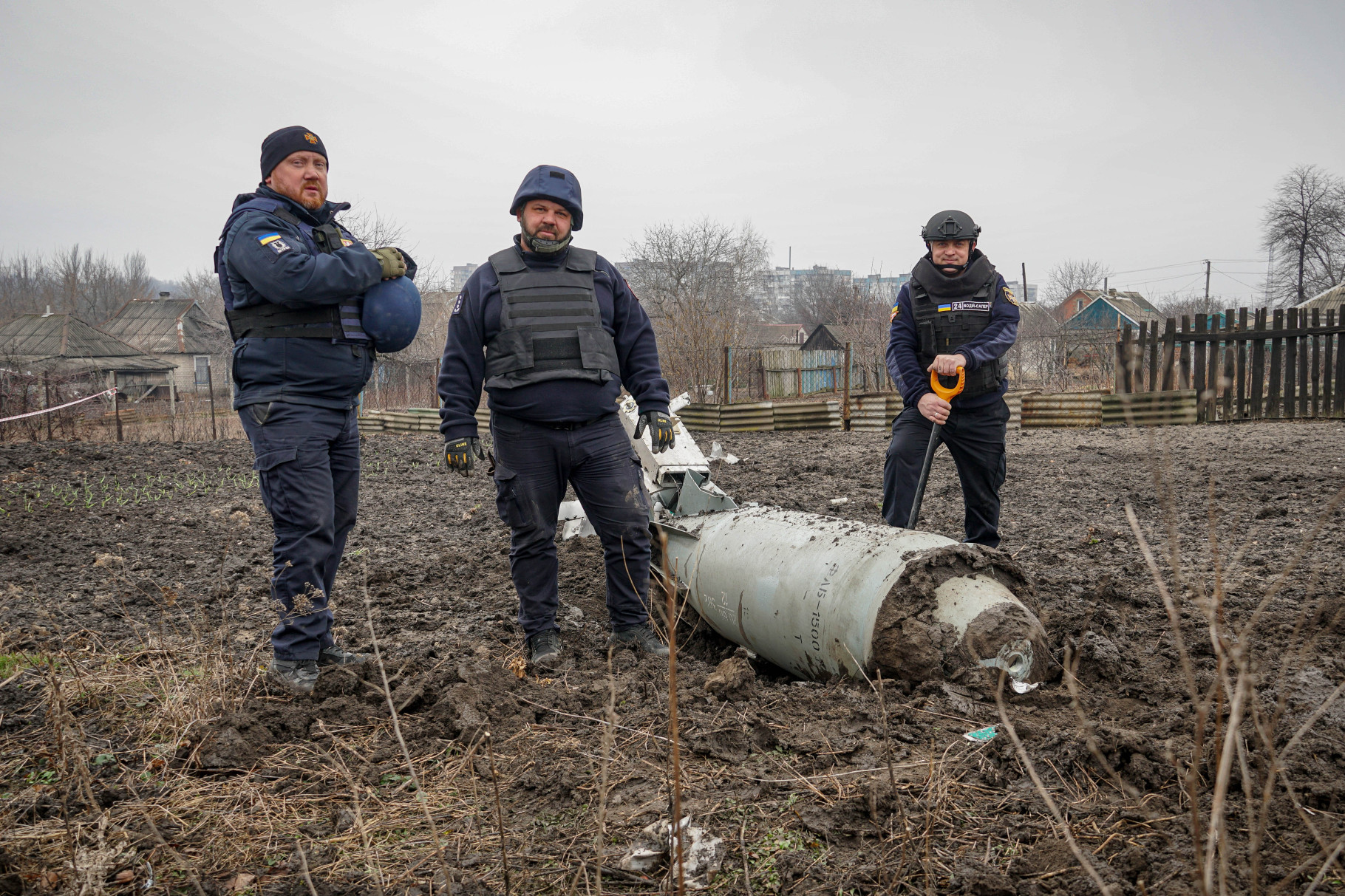
Селидове. Сапери знешкоджують російську 1,5-тонну бомбу ФАБ-1500, яка не розірвалася

Проведення Москвою так званих «виборів» на тимчасово окупованих територіях України засудили в ООН, заяву підписали 55 країн та члени ЄС. У тимчасово окупованому Скадовську партизани влаштували диверсію під час псевдовиборів.
РДК повідомив, що 25 російських солдатів потрапили в полон під час рейдів у Курську та Бєлгородську області, що суперечить заявам МО РФ, що всі атаки були відбиті. Командир групи Денис Нікітін звернувся до губернатора Гладкова з проханням зустрітися і посприяти передачі полонених. Також було оголошено, що військові дії в Курській і Бєлгородській областях триватимуть. Губернатор В'ячеслав Гладков повідомив, що в Бєлгороді загинули двоє людей і троє отримали поранення. Ще п'ятеро людей були поранені в результаті атаки безпілотника на автомобіль у Глотові. Російські військові повідомили, що вбили 30 членів «українських диверсійно-розвідувальних груп», які були перехоплені при в'їзді на російську територію з Сумської області.Влада Курську заявилва про атаку безпілотниками.
Легіон «Свобода Росії» та Сибірський батальон попередили про намір завдати масованого удару по військових цілям у Бєлгороді о 17:00. Місцевих жителів просили перебувати в укриттях. Атака міста відбулася за оголошеним розкладом.

### 17 березня
ЗСУ ліквідлували 1160 окупантів, кількість втрат армії РФ із початку вторгнення склала 430 740, також ЗСУ знищили 49 автомобілів, 28 артсистем та 24 ББМ. За даними ISW, російські війська просунулися в районі Авдіївки та Донецька.

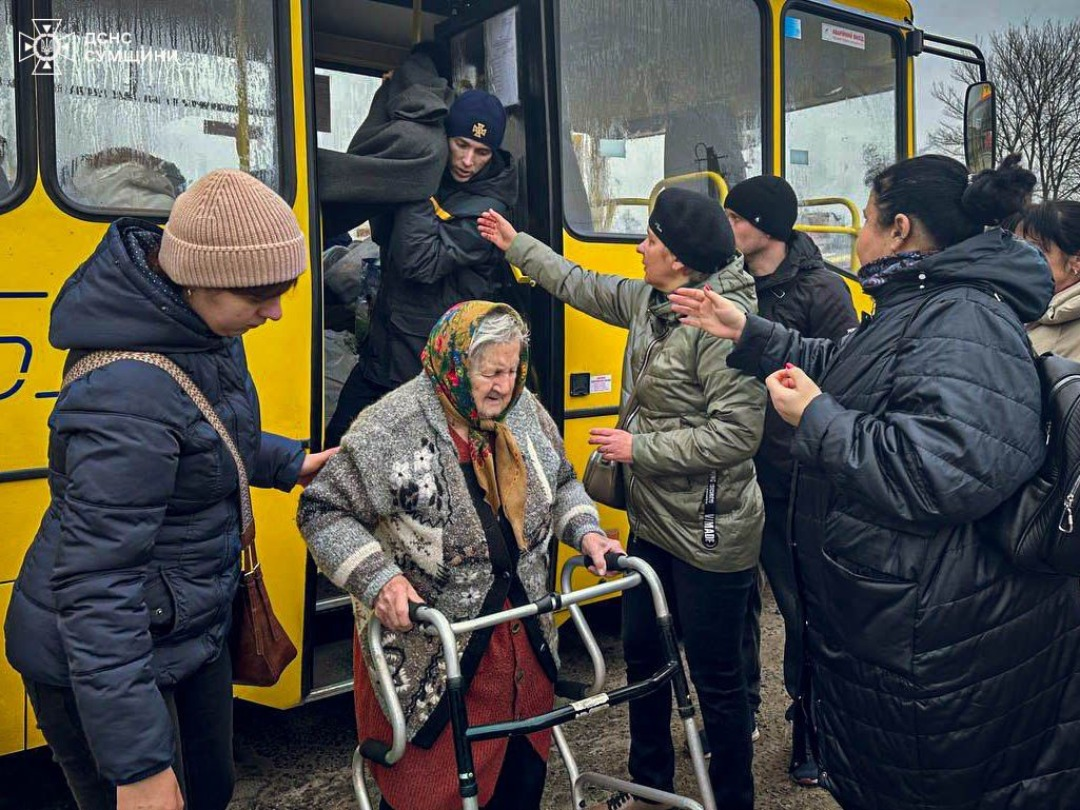
Евакуація цивільного населення з Великої Писарівки 17 березня 2024

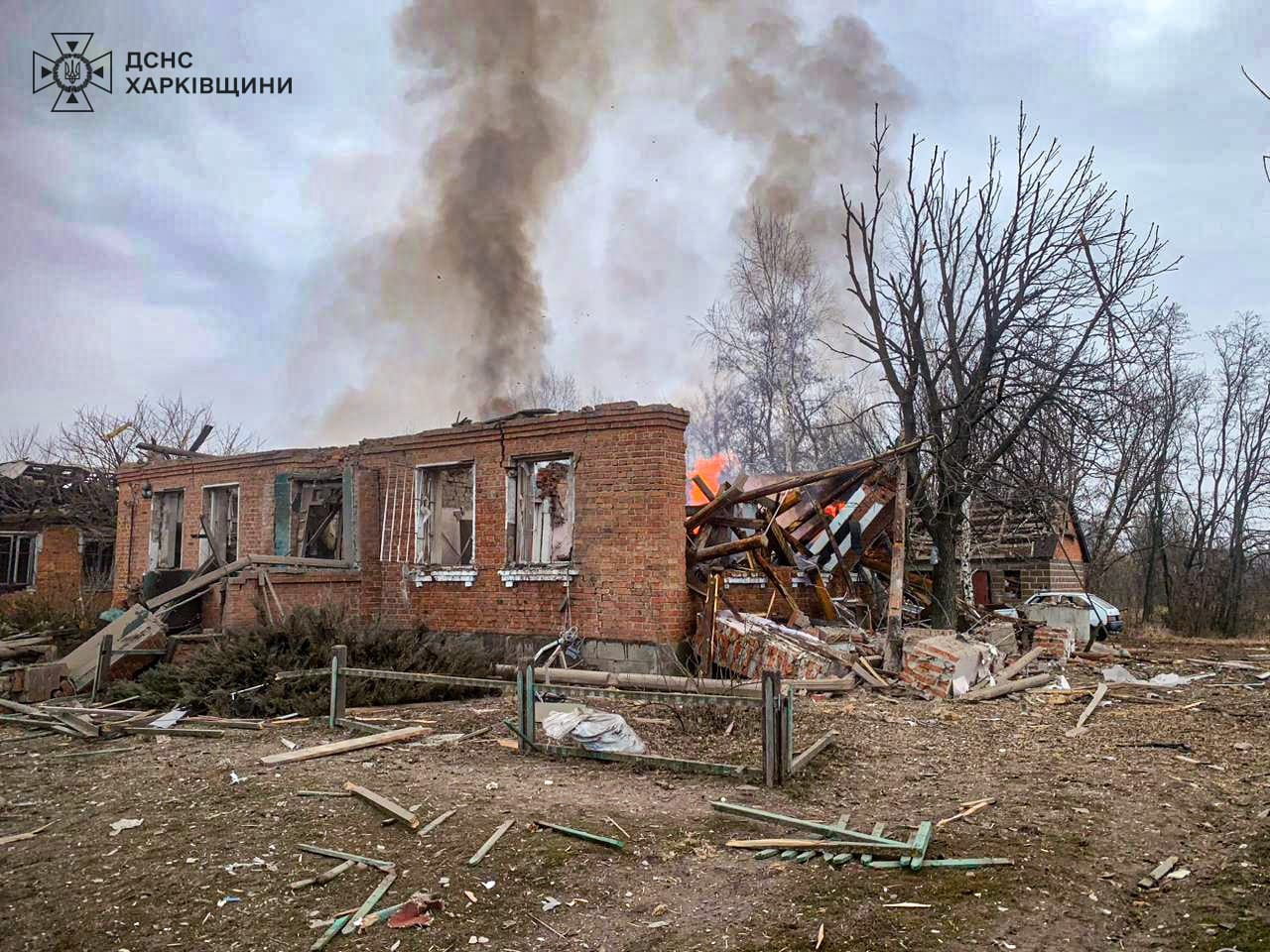
Медпункт у Бугаївці (Харківська область) після удару 17 березня

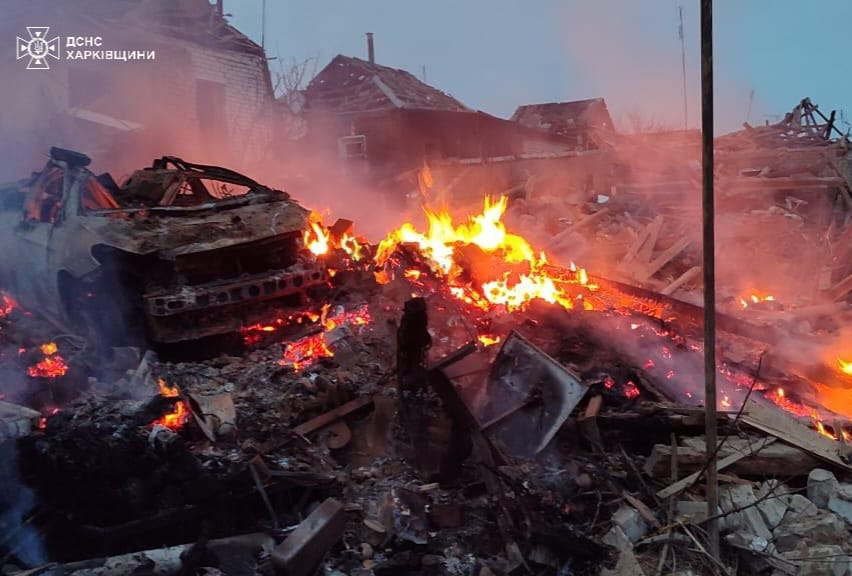
Приватний сектор Вовчанська (Харківська область) після удару 17 березня

Росіни атакували в напрямках Куп'янська, Лиману, Бахмута, Авдіївки, Новопавлівська та Запоріжжя, де відбулося 72 бойових зіткнення, ЗС РФ здійснили 14 ракетних ударів, 75 авіаударів та 95 обстрілів українських позицій та населених пунктів, під артилерійський вогонь потрапили понад 140 населених пунктів у дев'яти областях. ВПС ЗСУ завдали шість авіаударів по місцях зосередження бойовиків. ЗСУ відтіснили росіян із позицій на Бахмутському напрямку. Прикордонники та українські військові перехопили три російські диверсійні групи, які намагалися перетнути російсько-український кордон у Сумській області.
Вночі територія України атакували 16 БпЛА типу «Shahed». Силам ППО вдалось збити 13 безпілотних літальних апаратів типу «Shahed-131/136» збиті в небі Одещини, ще один на підльоті — в небі Миколаївщини. Зафіксовані влучання в Одеському районі  пошкоджено два законсервовані агропідприємства, сталося руйнування промислових будівель. Під Харковом Шахед пошкодив об'єкт критичної інфраструктури.
В Краснодарському краї дрони вночі атакували черговий НПЗ — Слов'янський в місті Слов'янськ-на-Кубані («Нефтеперерабатывающий завод ООО „Славянск ЭКО“»). Виникла пожежа, повідомляють про одного загиблого «від серцевого нападу». У Самарській області безпілотники атакували два НПЗ.
За словами мера Москви Собяніна, в міському окрузі Домодєдово було збито два безпілотники, ще два — у Раменському та Ступінському округах. У Калузькій області три дрони намагалися атакувати об'єкти інфраструктури в Кіровському районі, зазначив губернатор регіону Владислав Шапша.
Російські війська десять разів за день обстріляли Нікопольський район Дніпропетровщини, постраждали п'ятеро цивільних. Під Вовчанськом росіяни обстріляли медпункт, поранивши двох людей. У Харківській області росіяни обстріляли Ківшарівку Куп'янського району та Золочів Богодухівського району та Бугаївку Вовчанської громади. У Кривому Розі через падіння уламків шахеда на п'ятиповерхівку сталася пожежа.
Ворог вдарив балістикою по інфраструктурному об'єкту та по АЗС у Миколаєві, випустивши з тимчасово окупованого Криму дві ракети, ймовірно «Іскандер-М», у лікарні загинула одна людина, дев'ятеро людей отримали поранення, з них двоє дітей.
Російські війська повідомили, що збили український військовий вертоліт Мі-8 поблизу кордону в районі Лукашівки Сумської області.
Увечері по Конотопу було нанесено ракетного удару двома авіаційними ракетами Х-59, були влучання у об'єкти інфраструктури.
У селищі Велика Писарівка Сумської області внаслідок бомбардування по центру населеного пункту загинула людина. Ще один місцевий житель отримав поранення пошкоджено нежитлову будівлю, магазин, філію будинку культури, бібліотеку, центр культурних послуг, відділення лікарні, дитячий садочок, 15 приватних домоволодінь, багатоповерховий будинок, газопровід. В Сумській області ЗСУ тричі завадили ворожим ДРГ пробратися вглиб України.
Російські добровольці у складі ЗСУ зайшли у населений пункт Горьковський Бєлгородської області, де захопили місцеву адміністрацію.

### 18 березня

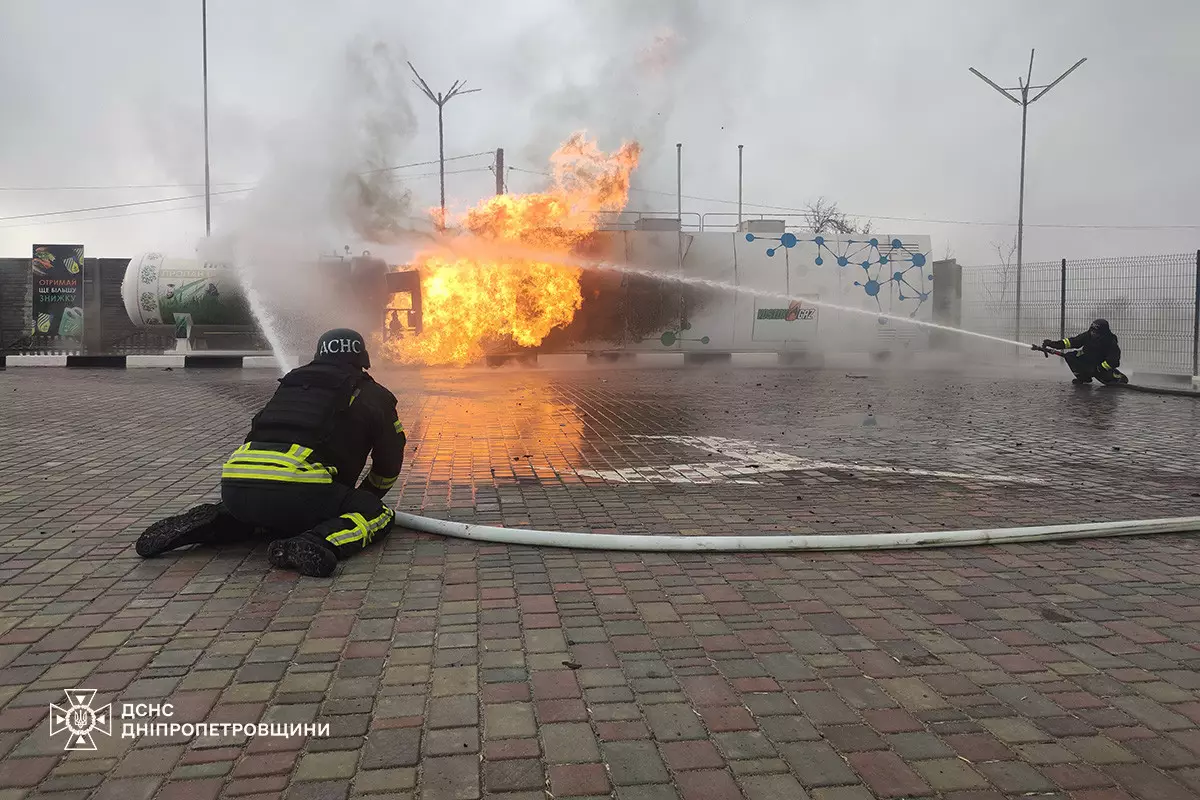
Заправка в Нікополі після атаки російського безпілотника. 18 березня 2024 року

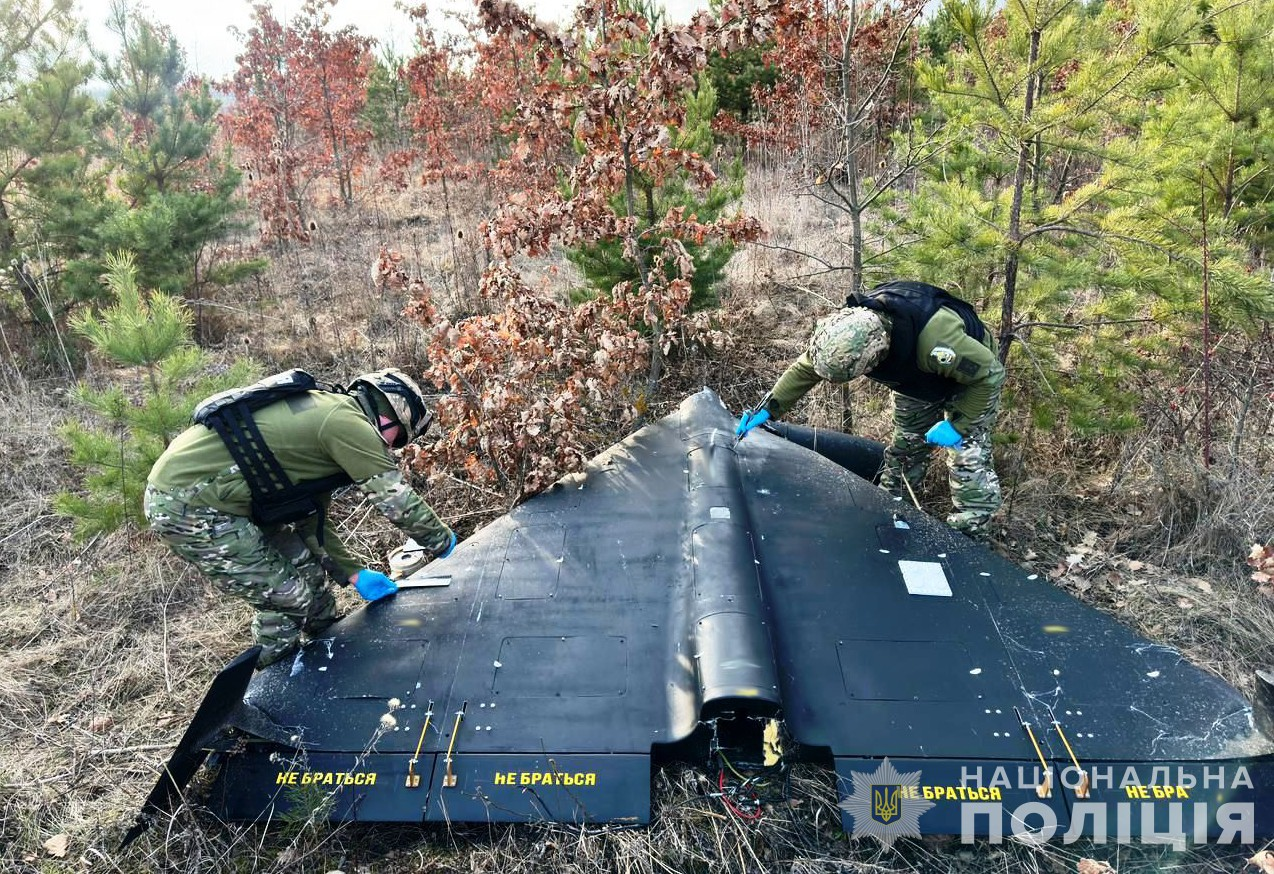
Російський безпілотник, знайдений у Вінницькій області

За даними ISW, російські війська просунулися на заході Запорізької області.
На лівому березі Дніпра відбито три атаки. Росія атакувала в напрямках Куп'янська, Лиману, Бахмута, Авдіївки, Новопавлівська та Запоріжжя, де відбулося 61 бойове зіткнення. Протягом доби російські війська здійснили сім ракетних ударів, 70 авіаударів та 110 обстрілів українських позицій та населених пунктів з жертвами та руйнуваннями. Під обстрілами опинилися бл. 120 населених пунктів у дев'яти областях потрапили під артилерійський вогонь. Українські військово-повітряні сили завдали дев'ять авіаударів по місцях зосередження бойовиків, а артилерія завдала ударів по системі протиповітряної оборони.
Протиповітряна оборона знищила 17 з 22 російських ударних безпілотників типу «Shahed» під час нічних атак РФ, також російські війська використали 5 зенітних керованих ракет систем С-300/С-400 по Харківській області, а також 2 керовані авіаційні ракети Х-59 по Сумській області. Зафіксовані руйнування у Олександрійському районі Кіровоградської області.
Ворог наніс ракетного удару двома балістичними ракетами по Конотопу та інших населених пунктах Сумської області. Російська армія тричі вдарила по Нікопольському району та направила три дрони-камікадзе на райцентр Нікополя, під обстріл потрапили ще три громади — Мирівська, Червоногригорівська та Марганецька. Внаслідок ударів пошкоджено АЗС.
ЗС РФ просунулися в Орлівці та близ Вербового. Також бої тривають біля Роботиного, Вербового та Горького.
Президент Румунії Клаус Йоганніс схвалив навчання приблизно 50 українських пілотів на літаках F-16 на військових базах його країни.
Міністр економіки України Юлія Свириденко заявила, що український уряд виділить додатково $128 млн на закупівлю штурмових безпілотників для військових.
З початку 2024 року, за 77 днів, Росія за допомогою авіації скинула на українські позиції загалом понад 3500 бомб, що в 16 разів більше, ніж у 2023 році. Україна зіткнулася з постійною нестачею особового складу та боєприпасів, і їй терміново потрібні були артилерійські снаряди та ракети. На той час Росія випускала в сім разів більше артилерійських снарядів, ніж Україна.
Директор Координаційного центру підтримки потерпілих і свідків Генеральної прокуратури України Вероніка Плотнікова повідомила, що Україна зібрала інформацію про понад 128 000 жертв воєнних злочинів. До воєнних злочинів належать навмисні напади на цивільне населення, напади на культурні об'єкти або медичні установи, тортури та депортації. На той час центр працював над справами 170 жертв воєнних злочинів, але реальна кількість жертв була набагато більшою.

### 19 березня

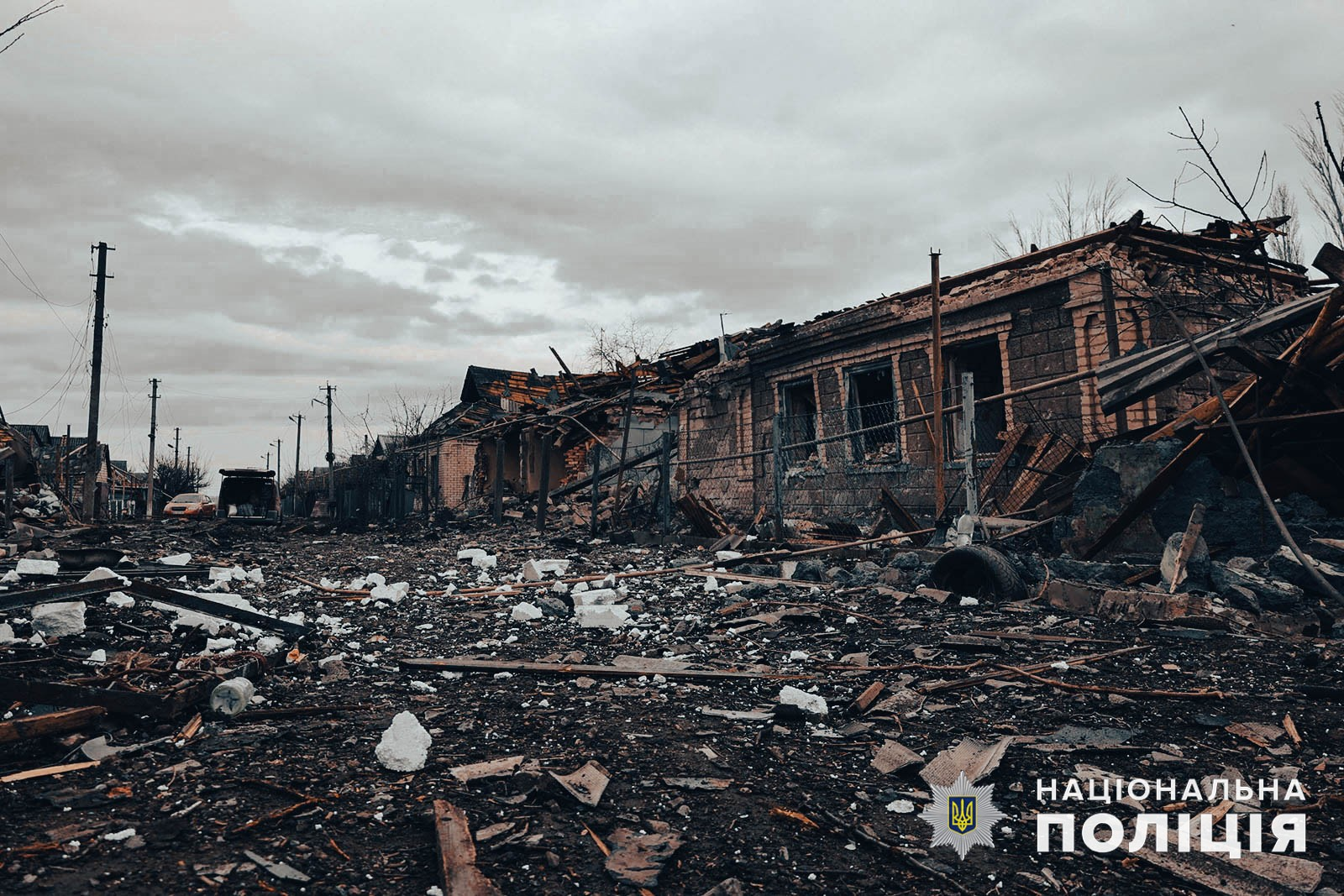
Руйнування в Селидовому після обстрілу 19 березня

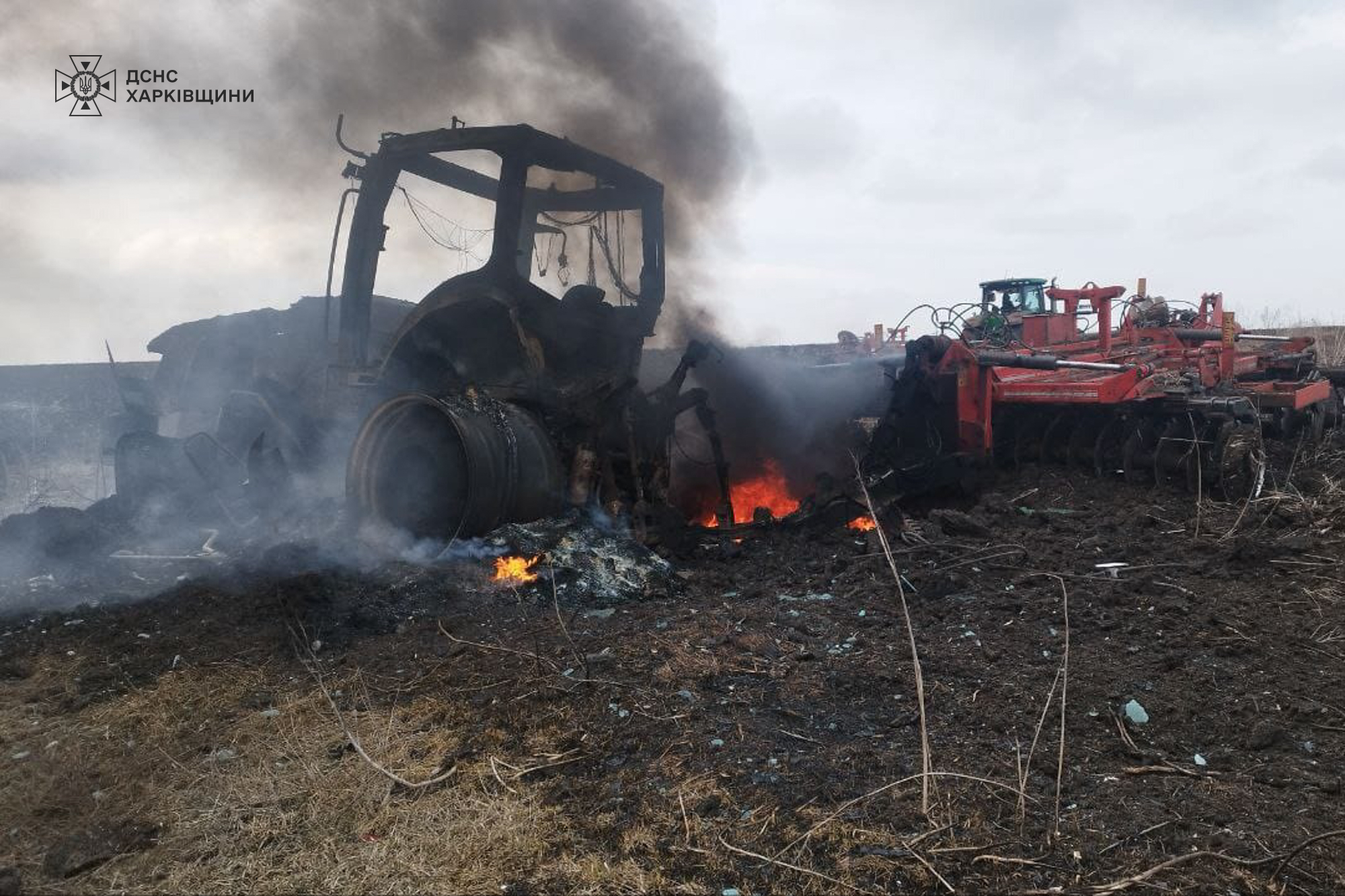
Трактор, що підірвався на вибухонебезпечному предметі в Харківській області

МО РФ заявило, що російські війська захопили село Орлівка за 4 км на захід від Авдіївки. Російські війська просунулися в районі Авдіївки.
ЗСУ відбили атаку в Херсонській області на лівому березі Дніпра, РФ атакувала в напрямках Куп'янська, Лиману, Бахмута, Авдіївки, Новопавловська та Запоріжжя, де відбулося 80 бойових зіткнень. Протягом дня російські війська здійснили чотири ракетних удари, 86 авіаударів та 114 обстрілів. Під обстрілами опинилися бл. 150 населених пунктів у дев'яти областях потрапили під артилерійський вогонь. Українська авіація завдала шість авіаударів по місцях зосередження бойовиків, а артилерія нанесла удари по двох складах боєприпасів, наземному контрольно-пропускному пункту безпілотників і станції радіоелектронної боротьби.
Російські війська 30 разів атакували Сумщину, здійснивши 90 обстрілів, загинула одна людина в селі Велика Писарівка. Росія атакувала (використовуючи міномети, вертольоти, артилерію, танки, безпілотники та гранатомети) шість інших громад у Сумській області.
Російські військові обстріляли приватний сектор міста Селідове в Донецькій області за допомогою зенітно-ракетного комплексу «С-300» (4 постраждалих). Також за добу в обстрілах 9 населених пунктів Херсонської області загинули 3 людини.

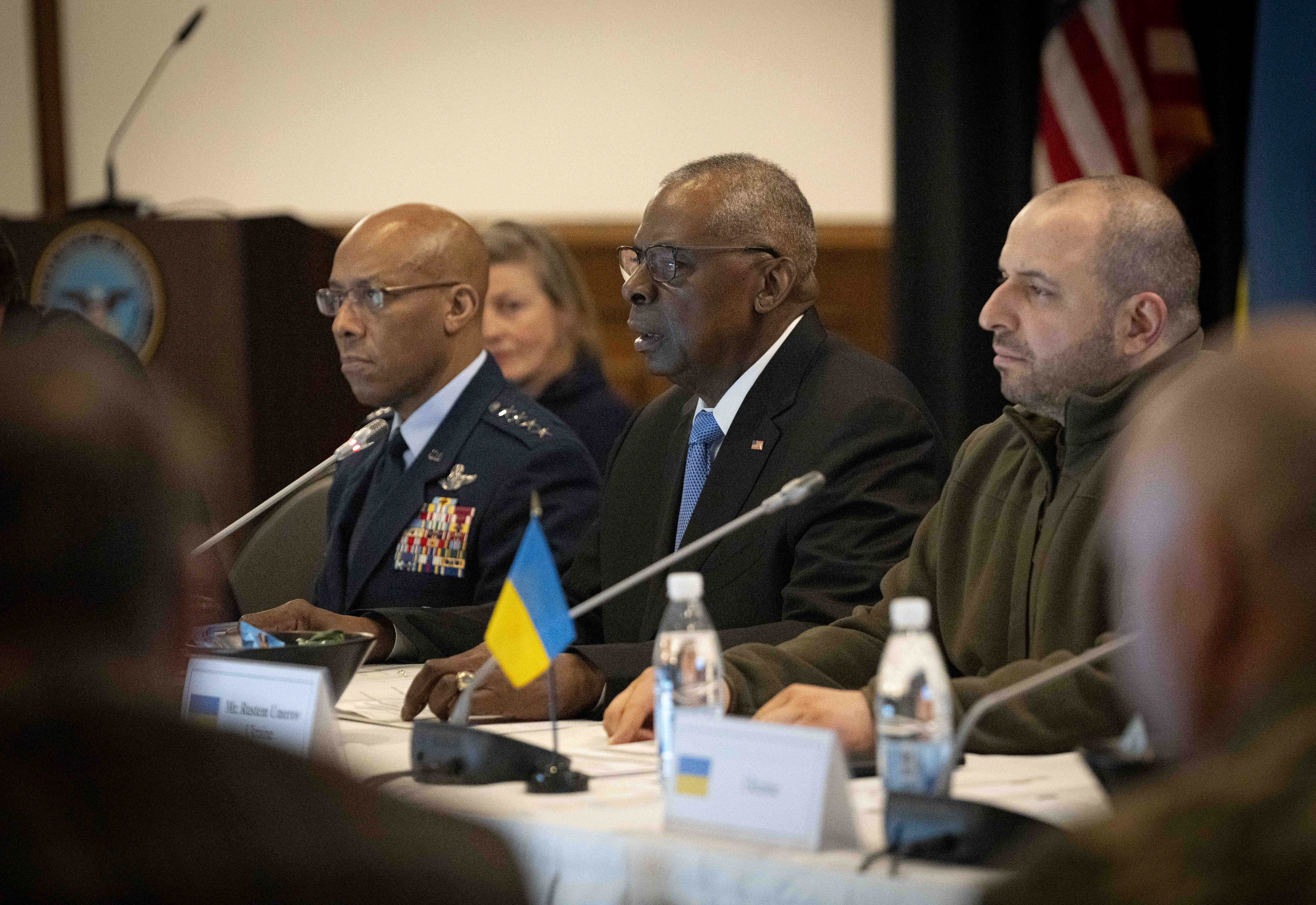
Засідання Контактної групи з оборони України. 19 березня 2024 року.

Бельгія анонсувала підготовку значного пакету військової допомоги для України, загальною вартістю в €412 мільйонів. Пакет включатиме 300 броньованих машин Lynx LMV, артилерійські боєприпаси, а також три мінні тральщики класу Alkmaar, серед яких тральщик Narcis (M923).
Швеція планує виділити Україні військовий пакет допомоги на $683 мільйони. Це вже 15-й пакет допомоги і рекордний для цієї країни.
Губернатор Бєлгородської області В'ячеслав Гладков на брифінгу у вівторок сказав, що за останні дні загинуло 16 мешканців Бєлгородської області, 98 отримали поранення. Влада планує проводити евакуацію дітей у сусідні області.
В Німеччині пройшла 20 зустрічі у форматі «Рамштайн». Міністри оборони обсудили, що ще можуть зробити, щоб посилити оборонні спроможності України.
Володимир Путін наказав ФСБ відстежувати і «карати» росіян, які служать в українській армії, і порівняв їх з Російською визвольною армією, яка співпрацювала з нацистською Німеччиною під час Другої світової війни.

### 20 березня
За добу ліквідовано 700 окупантів, загальна кількість втрат ЗС РФ із початку вторгнення склала 433 090 осіб. ЗСУ знищили 37 безпілотників та 16 артсистем.
Міністерство оборони Великої Британії повідомило, що російська армія продовжувала зосереджуватися на Донецькій області, де вона досягала невеликих успіхів, але її просування сповільнилося в останні тижні. Російські війська намагалися розширити контрольовані території на північний захід від Донецька і, як вважається, вели бої за низку сіл, включаючи Орлівку, Тоненьке, Первомайське і Невельське. За даними міністерства, «просування російських військ сповільнилося, частково, ймовірно, через важкі втрати під час боїв за Авдіївку. Ситуація залишається нестабільною, а нестача особового складу та боєприпасів, ймовірно, обмежує здатність українських військових утримувати свої позиції». За даними ISW, російські війська просунулися поблизу Кремінної.
Росіяни атакували на Лиманському, Бахмутському, Авдіївському, Новопавлівському та Запорізькому напрямках, де відбулося 70 бойових зіткнень. Протягом дня російські війська здійснили чотири ракетних удари, 69 авіаударів та 123 обстріли українських позицій та населених пунктів з жертвами та руйнуваннями. Під обстрілами опинилися близько 150 населених пунктів у дев'яти областях потрапили під артилерійський вогонь. Військово-повітряні сили України завдали 10 авіаударів по місцях зосередження бойовиків.
Губернатор Бєлгородської області В'ячеслав Гладков заявив, що Україна атакує Бєлгород п'ятий день поспіль, в результаті чого загинуло щонайменше двоє людей.
Вночі невідомі безпілотники атакували Енгельс-1 Саратовської області Росії. Очевидці повідомвляють про 4 вибухи в районі аеропорту. Губернатор регіону Роман Бусаргін написав, що БПЛА нібито були знищені системою протиповітряної оборони, яка «спрацювала своєчасно та ефективно», а «постраждалих та руйнувань інфраструктури під час падіння уламків попередньо немає».
О 12:30, війська рф обстріляли місто Гірник. Засіб ураження влучив по житловому кварталу. Від численних уламків та вибухової хвилі в одному з помешкань дістали поранення 58-річний чоловік та його дружина 53 років. З мінно-вибуховими травмами та осколковими пораненнями їх доставили до лікарні.
О 12:30 Російські війська завдали авіаудару по Максимівці Донецької області. Внаслідок ворожої атаки загинули двоє чоловіків, одна жінка зазнала поранень..
Близько 14:00 росіяни влучили ракетою Х-59 по промисловій будівлі в Холодногірському районі Харкова, в якій були типографія, цех з виробництва меблів і лакофарбової продукції. П'ять людей загинули, ще 9 постраждали.
Двоє людей загинули внаслідок російського обстрілу цивільного автомобіля на дорозі між селами Антонівка та Садове в Херсонській області.
Фінляндія зобов'язалася надіслати в Україну через Румунію невизначену кількість «десантних кораблів типу Jehu і транспортних кораблів класу Jurmo та Uisko».
Іспанія схвалила постачання Україні 20 танків Leopard 2A4. Поставка буде здійснена двома партіями: десять бойових танків до кінця червня і ще дев'ять — у вересні.
Україна, отримала від уряду Канади новий транш економічної допомоги. Оттава передала Києву 1,5 млрд доларів. За словами прем'єр-міністр України Денис Шмигаль, гроші від Канади допоможуть уряду фінансувати дефіцит, зокрема соціальні програми допомоги українцям.

## 21-31 березня

### 21 березня

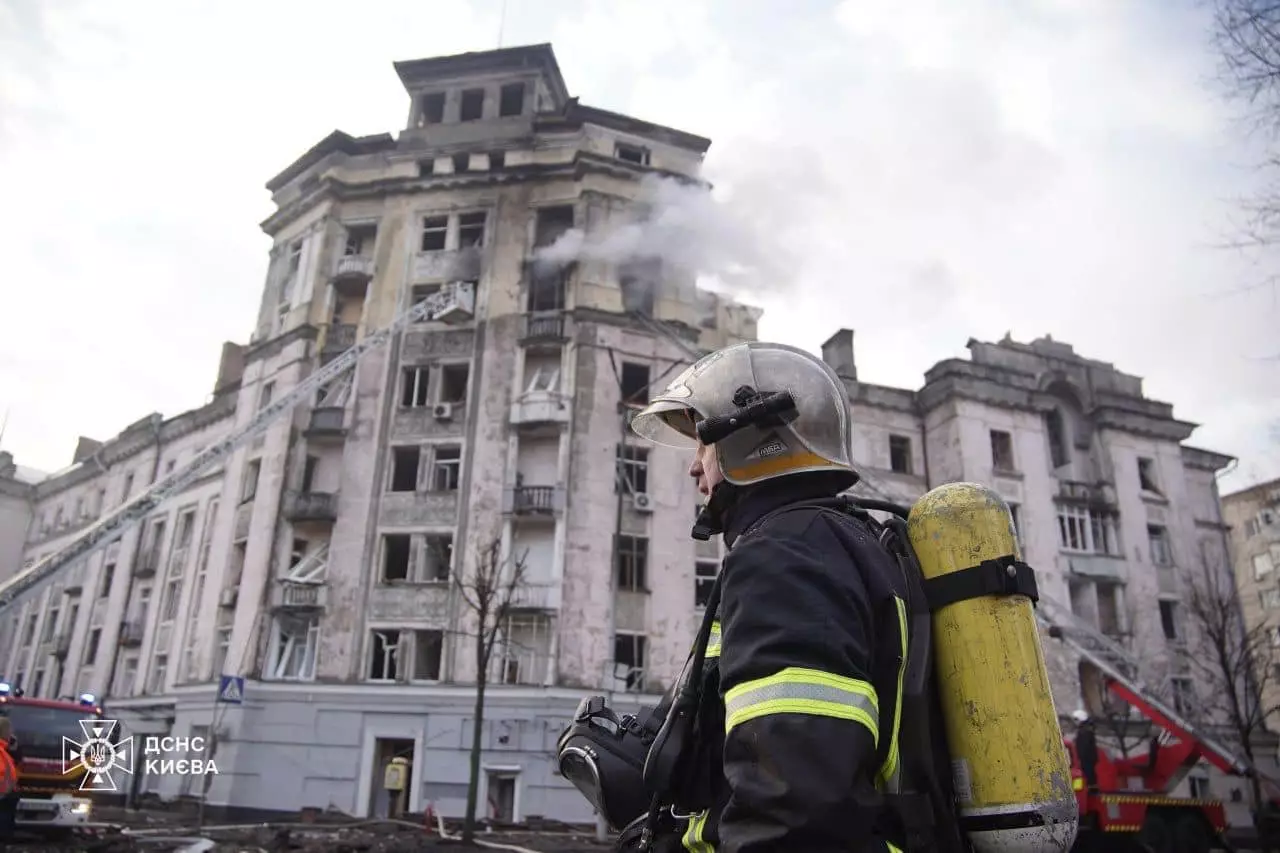
Наслідки влучання решток ракети в Києві. 21 березня 2024

МО РФ повідомило, що російські війська захопили село Тоненьке, розташоване за 10 км на захід від Авдіївки. ЗСУ намагалася стабілізувати ситуацію на сході України. Російське командування нарощувало резерви, та на думку головнокомандувача Сирського, малоймовірно, що ці резерви могли би функціонувати як узгоджені формування. Російські війська просунулися під Бахмутом і в східній частині Херсонської області на тлі продовження позиційних боїв по всій лінії фронту.

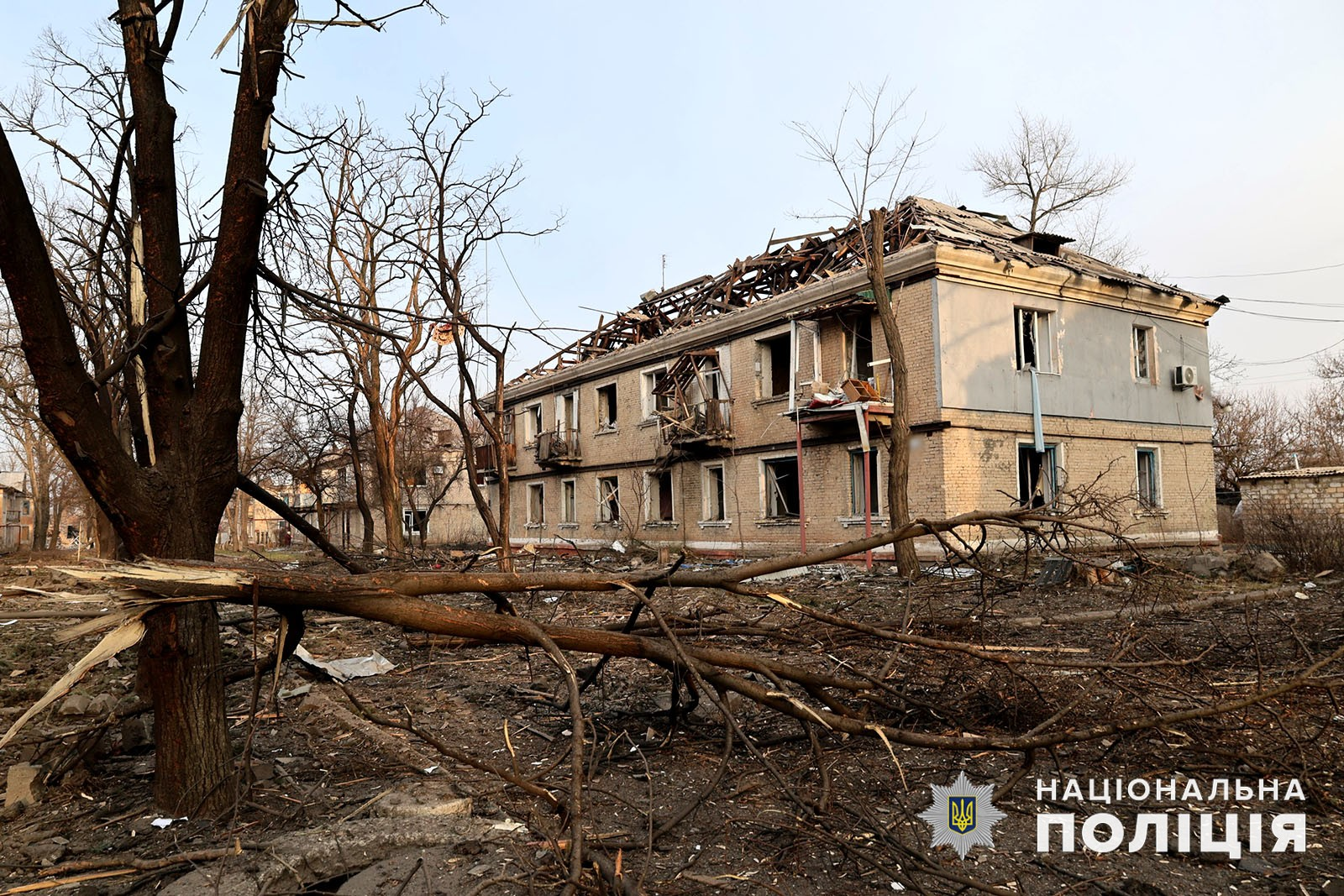
Руйнування в Селидовому після обстрілу 21 березня

Росія наступала в напрямках Куп'янська, Лиману, Бахмута, Авдіївки, Новопавлівська та Запоріжжя, де відбулося 74 бойових зіткнення. Протягом доби російські війська здійснили 36 ракетних ударів, 55 авіаударів та 150 обстрілів українських позицій та населених пунктів з жертвами та руйнуваннями. Постраждали бл. 120 населених пунктів у дев'яти областях потрапили під артилерійський вогонь. Українська авіація завдала сім авіаударів по місцях зосередження і два — по зенітно-ракетних комплексах, а артилерія — по артилерійському підрозділу і двом зенітним системам. Протягом дня Нікополь тричі зазнавав ударів дронами-камікадзе.
Вночі росіяни застосували крилаті ракети Х-101/Х-555/Х-55 із бортів Ту-95МС та балістичні ракети з території РФ. Силами ППО було уражено 31 ракету: дві — балістичні та 29 — крилатих. Внаслідок атаки на Київ у Шевченківському районі пошкоджено уламками житловий будинок. Попередньо є загоряння на території дитсадку, палають автівки на стоянці, у Подільському районі уламки впали на територію нежитлової забудови, у Святошинському районі в будинку ударною хвилею вибило вікна. Постраждало 10 людей, 2 направлені до лікарні.
Внаслідок російської атаки на Миколаїв загинула одна жінка і ще шестеро цивільних отримали поранення.
Міністерство оборони Росії заявило, що близько 8:00 ранку за місцевим часом Україна шостий день поспіль атакувала Бєлгородську область, використовуючи для артилерійського вогню реактивні системи залпового вогню РСЗВ РМ-70. Засоби протиповітряної оборони збили 10 ракет. За словами губернатора В'ячеслава Гладкова, поранення отримали дві жінки і троє чоловіків. В результаті обстрілу в Бєлгороді було пошкоджено понад 30 квартир у шести житлових будинках, спортивний зал, навчальний заклад, 10 автомобілів і лінії електропередач, в результаті чого 5 000 жителів тимчасово залишилися без електрики. За даними місцевої влади, пошкоджені будинки та автомобілі також були зафіксовані в селищах Дубове, Нова Деревня та Майський.
Австралія оголосила про приєднання до «безпілотної коаліції» з Латвією та Великою Британією, щоб допомогти Україні закупити більше безпілотників.
Міністр оборони Естонії Ханно Певкур оголосив про надання Україні пакету військової допомоги на суму близько 20 млн євро, який включає артилерійські снаряди різних типів, безвідкатні протитанкові гармати, вибухівку та інше спеціалізоване обладнання, зокрема протигази, снайперське обладнання та боєприпаси малого калібру.
Чехія поставила Україні залишки радянських гелікоптерів Мі-24.

### 22 березня

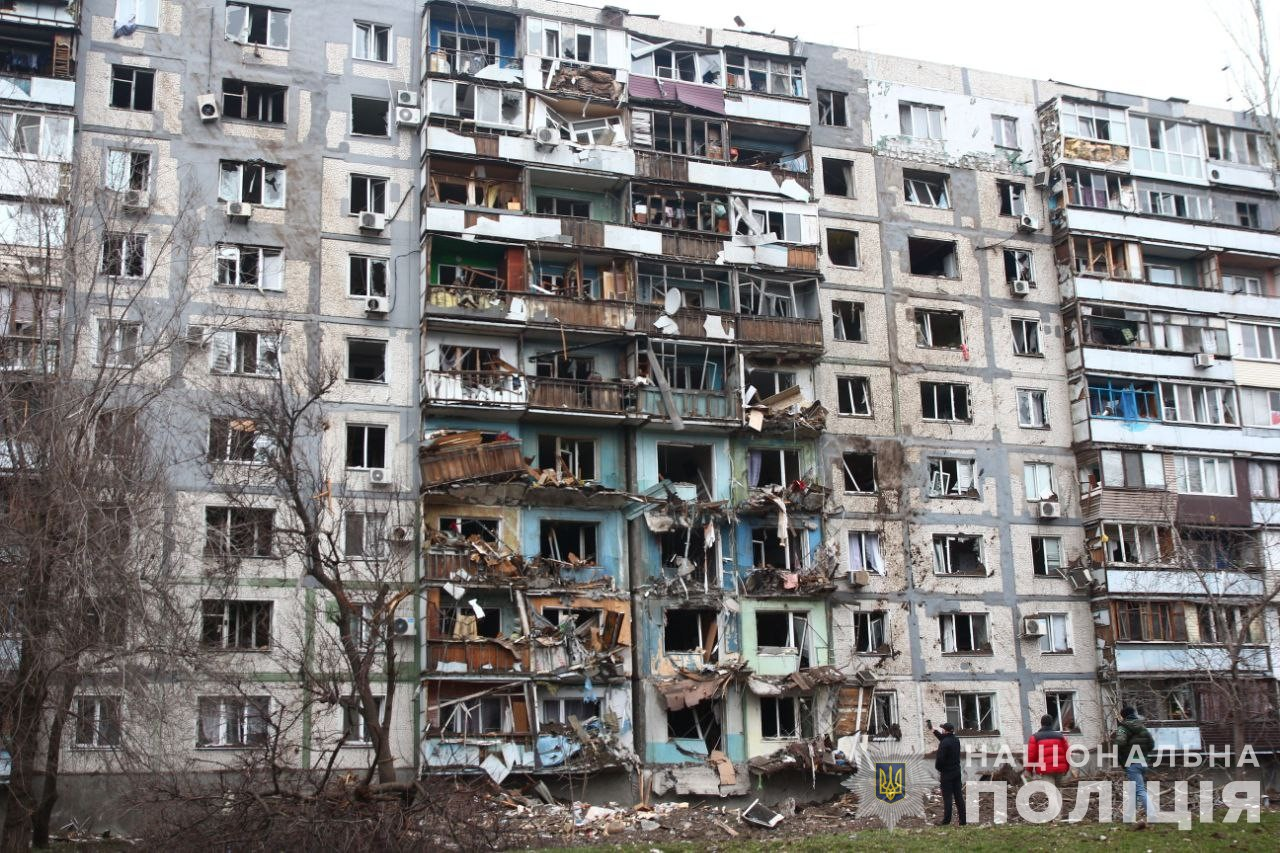
Будинок у Запоріжжі після атаки

Ліквідовано 870 окупантів, втрати ЗС РФ з початку повномасштабного склали 434 710 осіб. ЗСУ знищили 8 танків, 37 ББМ і 35 артсистем. За даними ISW, російські війська просунулися поблизу Авдіївки та Донецька, а також у західній частині Запорізької області.
Росіяни атакували в напрямках Куп'янська, Лиману, Бахмута, Авдіївки, Новопавлівська та Запоріжжя, де відбулося 69 бойових зіткнень. Протягом дня російські війська здійснили 88 ракетних ударів, 143 авіаудари та 92 обстріли українських позицій та населених пунктів з жертвами та руйнуваннями. Під обстрілами опинилися бл. 140 населених пунктів у дев'яти областях потрапили під артилерійський вогонь. Українська авіація завдала 13 авіаударів по районах зосередження, а артилерія — по двох районах зосередження і зенітній системі.
Вночі Росія здійснила атаку 151 засобом повітряного нападу, сили ППО знищили 55 дронів-камікадзе типу «Shahed» і 37 ракет різного типу, РФ застосувала:
- 63 ударні БПЛА типу Shahed-136/131 (район пусків Приморсько-Ахтарськ, РФ);
- 12 балістичних ракет «Іскандер-М» (Белгородська обл, тимчасово окупований Крим);
- 40 крилатих ракет Х-101/Х-555 (із 13 стратегічних бомбардувальників Ту-95МС в акваторії Каспійського моря);
- 5 крилатих ракет Х-22 (із п'яти бомбардувальників Ту-22М3 у Ростовській обл. РФ);
- 7 аеробалістичних ракет Х-47М2 «Кинджал» (із десяти МіГ-31К у Тамбовській обл. РФ);
- 2 керовані авіаційні ракети Х-59 (із двох Су-30/Су-34 в тимчасово окупованій частині Запорізької області);
- 22 зенітні керовані ракети С-300/С-400 (Белгородська й Курська області РФ).

Під ударами ворога були Харківська, Запорізька, Хмельницька, Одеська, Дніпропетровська, Полтавська, Миколаївська, Вінницька, Львівська та Івано-Франківська області.
Була пошкодженна Харківська ТЕЦ-5, в місті перебої з елекутроенергією. Шестеро мирних жителів Запоріжжя постраждали і троє залишаються зниклими безвісти внаслідок обстрілу з боку російських окупантів, по місту прилетіло 20 ракет. Росіяни атакували Дніпровську ГЕС у Запоріжжі стався значний витік нафтопродуктів у річку Дніпро, інформує Державна екологічна інспекція. На станції виникла пожежа. У Хмельницькій області пошкоджено об'єкти критичної інфраструктури та відомо про поранених і 1 загиблу, кілька міст лишилися без електрики. На Запорізькій АЕС є загроза блекауту, знеструмлено лінію до ЗАЕС, яку того ж дня вдалося відновити енергетикам. У Запоріжжі ворог наніс 8 ракетних ударів, у Дніпрі та області лунали вибухи.
В результаті атаки житло 1,5 млн українців було знеструмлено, зокрема, без електрики лишилося 700 000 осіб у Харківській області, 250 000 у Дніпропетровській області, 200 000 в Одеській області та 110 000 у Полтавській області. В кількох районах Сумської області тимчасово введено графіки аварійних відключень.

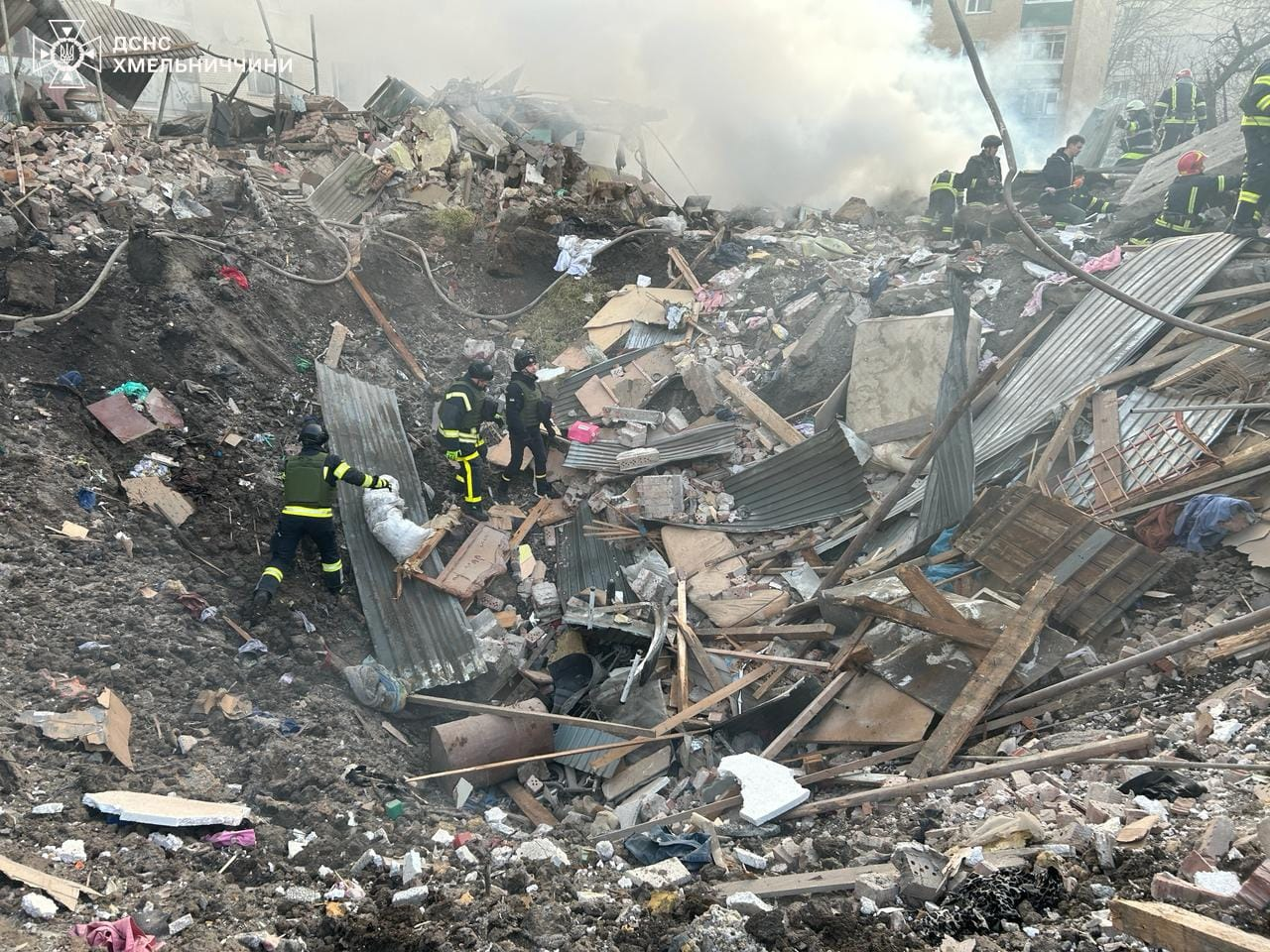
Хмельницький після влучання ракети. 22 березня 2024

На тлі наймасованішої атаки по українській енергетиці видання Financial Times опублікувало текст, в якому з посиланнями на трьох осіб, знайомих з обговореннями, стверджує, що США нібито закликали Україну припинити атаки на енергетичну інфраструктуру РФ, бо, удари безпілотників можуть підвищити світові ціни на нафту та спровокувати заходи у відповідь.
Командувач Сухопутних військ ЗСУ Павлюк заявив, що Росія створює нове угруповання військ у понад 100 тисяч солдат, і не виключено, що влітку ворог спробує здійснити наступ на одному з напрямків.
Європейська комісія підготувала рішення про запровадження мит на ввезення білоруських і російських зернових. ЄС запровадить мито на імпорт російського та білоруського зерна до ЄС. Ідеться про мито в €95 за тонну зернових. Також Москва та Мінськ більше не матимуть доступу до будь-якої з квот ЄС на зерно, що пропонують вигідніші тарифні режими для деяких продуктів.
В тимчасово окупованому Мелітополі Запорізької області внаслідок дій ГУР МО України та місцевого руху опору були ліквідовані 20 російських військових та знищені їхні вантажівки.
Близько 13:40 у Новгород-Сіверському районі Чернігівській області російський дрон влучив у мікроавтобус з цивільними. Постраждало троє людей.

У Путіна заявили, що Росія перебуває в стані війни і не може допустити існування України. 
«Росія не може допустити існування на своїх кордонах держави, у якої задокументовано намір використати будь-які методи, щоб відібрати у неї Крим, не кажучи вже про територію нових регіонів», — сказав речник президента Дмитро Пєсков.
Увечері ворог із тимчасово окупованого Криму запустив ракету по Одеській області на місці влучання ракети, спалахнула пожежа.
Велика Британія надасть Україні новий пакет військової допомоги вартістю 60 млн фунтів ($75,5 млн), в який увійдуть дрони та забезпечення систем ППО.

### 23 березня
Ліквідовано 1050 окупантів, кількість втрат ЗС РФ із початку вторгнення склала 435 760 осіб. ЗСУ знищили 75 дронів та 39 ракет У Херсонській області відбито дві атаки. Росія атакувала в напрямку Лиману, Бахмуту, Авдіївки, Новопавловська та Запоріжжя, де відбулося 75 бойових зіткнень. Протягом дня російські війська здійснили 14 ракетних ударів, 106 авіаударів та 99 обстрілів. Під обстрілами опинилися 140 населених пунктів у дев'яти областях потрапили під артилерійський вогонь. Українська авіація завдала 10 авіаударів по місцях зосередження, а артилерія — по району зосередження, чотирьом блокпостам, двом зенітним комплексам, артилерійському підрозділу, станції радіоелектронної боротьби та радіолокаційній станції.
Міністерство оборони Росії заявило, що російські війська захопили село Іванівське на захід від Бахмута. За даними ISW, війська просунулися в районі Авдіївки, Донецька та на заході Запорізької області на тлі триваючих позиційних боїв по всій лінії фронту. Українські бійці атакували ракетним комплексом «Нептун» великий десантний корабель Костянтин Ольшанський, який був захоплений окупантами у 2014 році в Криму.
Вночі росіяни атакували чотирма зенітними керованими ракетами С-300 (по Донеччині) та 34 ударними БпЛА типу «Shahed» (райони пусків Курська обл. — Рф, мис Чауда — Крим). Сил оборони, зенітними ракетними підрозділами та авіацією Повітряних Сил знищено 31 «Shahed» у межах Полтавської, Миколаївської, Дніпропетровської, Запорізької та Херсонської областей. У Харкові зафіксоване влучання дрона-камікадзе по триповерховій будівлі, після прибуття представників рятувальних служб відбулася повторна атака. Внаслідок атаки постраждали співробітники ДСНС та Нацполіції. Також було пошкоджено два автомобілі рятувальників.
Далекобійні дрони вночі атакували черговий НПЗ — палав Новокуйбишевський НПЗ у Самарській області РФ. Він входить до складу групи «Роснєфть», випускає, зокрема, паливо для реактивних двигунів, масла для ракетоносіїв та легкових автомобілів.
Російське міноборони заявило про «збиття 12 дронів», проте в Бєлгороді пошкоджені багатоповерхівки і бізнес-центр Монблан.
Увечері ЗС РФ завдали ракетного удару по Слобідському району Харкова. Удар було завдано ракетою Х-35. Електроенергію мали 40 % будинків, діяли графіки відключень.
Міністерство оборони Великої Британії показало перших українських пілотів, які пройшли курс базової підготовки для керування західними винищувачами F-16.

### 24 березня
Ліквідовано 990 окупантів, ЗСУ знищили 63 автомобілі та 47 безпілотників. ЗС РФ атакували 29 крилатими ракетами Х-101/Х-555 із 14 літаків стратегічної авіації Ту-95МС (район пусків Енгельс — РФ) та 28 ударними БпЛА типу Shahed (райони пусків Приморсько-Ахтарськ — РФ, мис Чауда — Крим). Знищено 43 повітряні цілі: 18 крилатих ракет Х-101/Х-555 та 25 ударних БпЛА Shahed-136/131 у межах Дніпропетровської, Херсонської, Миколаївської, Одеської, Сумської, Київської, Волинської та Львівської областей. Уламки збитих російських ракет впали в Деснянському і Шевченківському районах столиці.
Через падіння уламків дронів у Кривому Розі було пошкоджено тепломережі і лінія електропередач. Через перепад напруги у місті відключені декілька котелень. Росіяни цілили по критичній інфраструктурі на Нікопольщині. Одна з ракет залетіла на територію Польші, але була проігнорована ЗС країни. Польща викликала посла РФ для пояснень, але він проігнорував вимогу.
Також вночі Силами ППО було здійснено масований обстріл території Криму. ЗСУ уразили в тимчасово окупованому Севастополі відразу 2 великі десантні кораблі. Мовиться про судна «Ямал» та «Азов» — це великі десантні корабелі проєкту 775. «Губернатор» Развожаєв повідомив, що увечері сталася атака на Севастополь, в результаті якої було збито понад 10 українських ракет, загинула щонайменше одна людина, ще четверо отримали поранення. Через кілька годин аналітики OSINTtechnical заявили, що в окупованому українському місті три ракети Storm Shadow влучили по головному вузлу зв'язку ЧФ РФ, також з'явилися дані, що прилетіло також на одну з кримських нафтобаз. Росія завдала по Сумській області десятки ударів.
Міністерство оборони Великобританії повідомило, що новозбудована залізнична лінія з Ростова-на-Дону до Криму є одним з найбільших російських інфраструктурних проектів на окупованих територіях України. За словами Путіна, нова лінія з часом приведе до Севастополя і розвантажить Кримський міст.
Минулого тижня Росія запустила по Україні майже 190 ракет, 140 безпілотників і 700 авіабомб. Зеленський заявив, що після розмови з прем'єр-міністром Іспанії Педро Санчесом він погодився прискорити підготовку двосторонньої угоди про безпеку між двома країнами.

### 25 березня

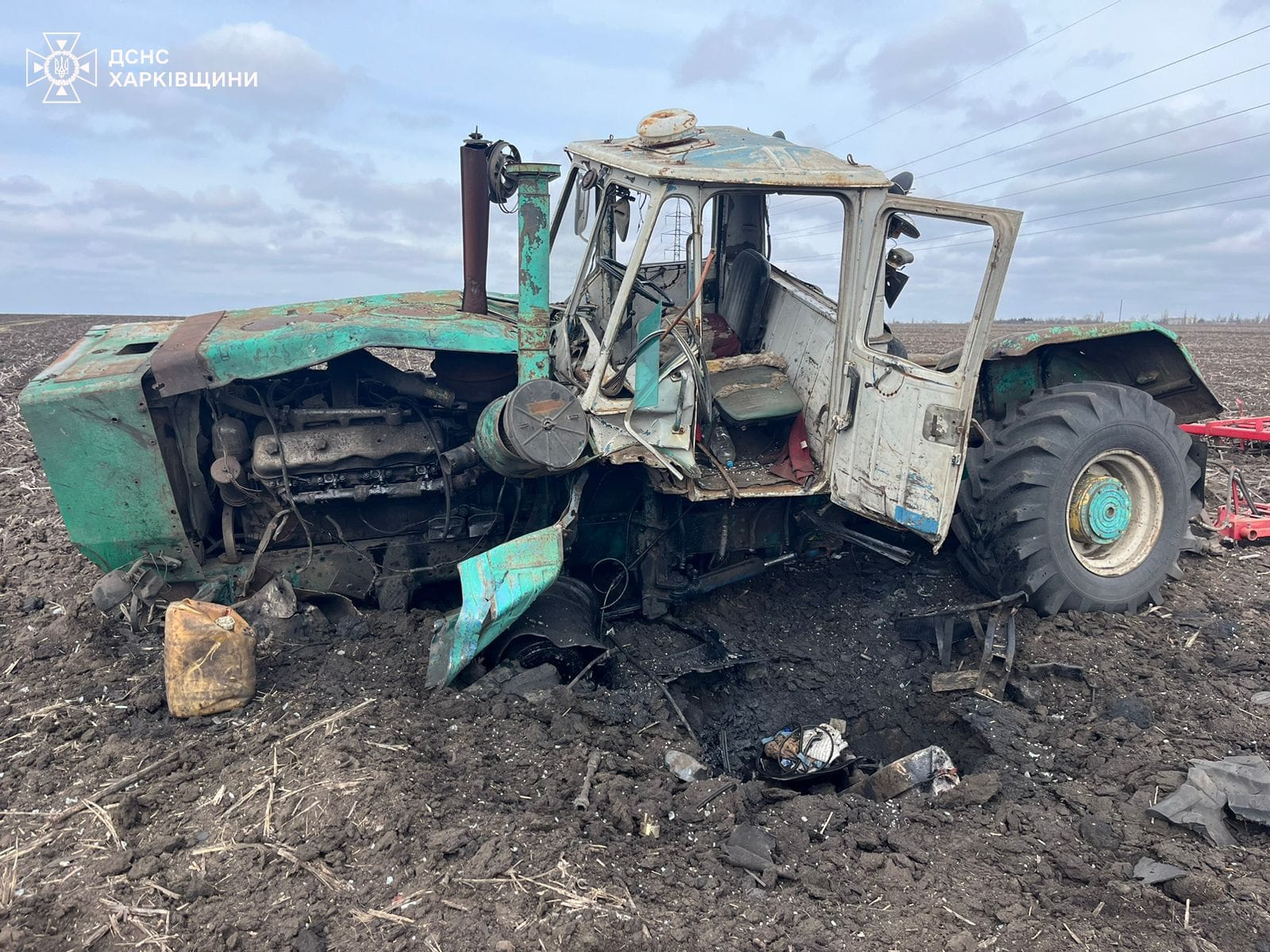
Трактор, що підірвався на міні в Харківській області

За даними ISW, російські війська просунулися в районі Авдіївки. Росія наступала в напрямках Куп'янська, Лиману, Бахмуту, Авдіївки, Новопавловська та Запоріжжя, де відбулося 57 бойових зіткнень. Протягом доби російські війська здійснили чотири ракетних удари, 59 авіаударів та 106 обстрілів. Під артилерійський вогонь потрапили понад 120 населених пунктів у дев'яти областях. Українська авіація завдала дев'ять авіаударів по місцях зосередження бойовиків, а артилерія атакувала зенітну установку, артилерійський підрозділ і станцію радіоелектронної боротьби, район зосередження і пост управління безпілотниками. Міністерство оборони України заявило, що з початку вторгнення українська армія збила понад 2 000 російських крилатих і балістичних ракет.
Сили протиповітряної оборони вночі збили вісім із дев'яти російських ударних дронів типу Shahed-131/136 у межах Миколаївської та Одеської областей. А в Одесі внаслідок атаки «шахедів» не працюватиме електротранспорт через перебої з електропостачанням. Внаслідок падіння уламків збитого БпЛа на територію приватного сектору у Миколаєві, сталося часткове руйнування двоповерхового житлового будинку 11 людей отримали поранення, 2 з них госпіталізовано. Росіяни завдали ракетного удару по Дергачах під Харковом, четверо людей постраждали.
Вночі дронами «Лютий» було атаковано Новочеркаську ГРЕС в Ростовській області. Два з дев'яти енергоблоків після атаки відключили.
Куйбишевський нафтопереробний завод, що належить Роснафті, у російському місті Самара зупинив одну з двох установок первинної переробки, вивівши з ладу половину своєї потужності.

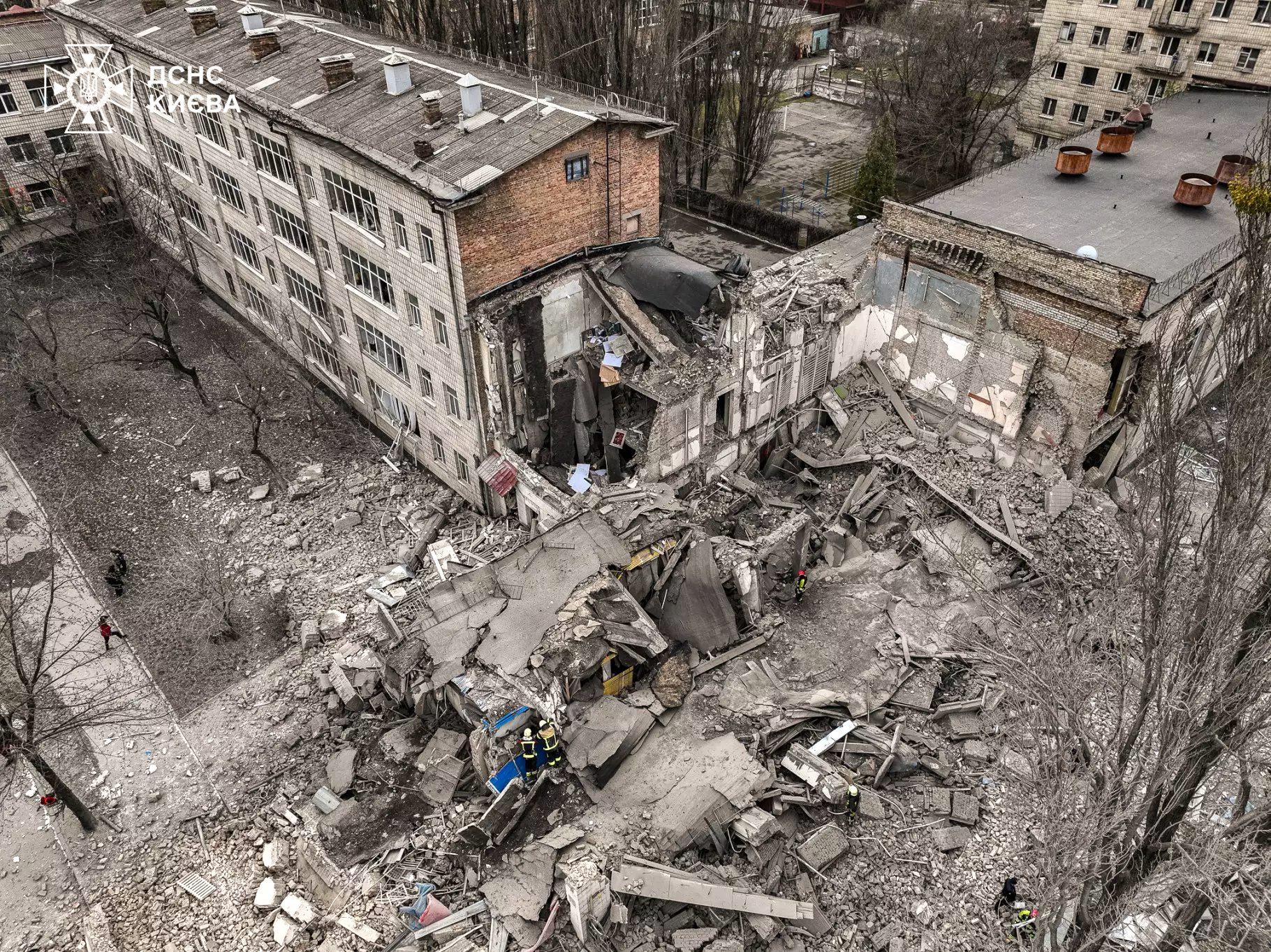
Будівлі Київської державної академії декоративно-прикладного мистецтва і дизайну імені Михайла Бойчука після удару

Зранку росіяни атакували Київ крилатими ракетами «Онікс», сталося падіння уламків російських ракет у Печерському, Голосіївському, Солом'янському і Дніпровському районах. В Печерському районі постраждали 10 людей, частково зруйнована Київська державна академія декоративно-прикладного мистецтва і дизайну імені Михайла Бойчука, пошкоджено багатоповерховий будинок; у Дарницькому районі пошкоджено приватний будинок.
Вдень Росія атакувала Вовчанськ, загинув 65-річний чоловік.
Ворог вдарив по рекреаційній зоні Одеси подвійним ударом за балістичною траєкторією. Після влучання у понад 300 тисяч абонентів відсутня електроенергія, 4 людини поранено.

### 26 березня
За даними ISW, ЗС РФ просунулися в районі Кремінної та Бахмута. У Херсонській області на лівому березі Дніпра відбито три атаки в районі Кринки. Росія атакувала у напрямках Куп'янська, Лиману, Бахмута, Авдіївки, Новопавловська та Запоріжжя, де відбулося 67 бойових зіткнень. Протягом дня російські війська здійснили п'ять ракетних ударів, 74 авіаудари та 152 обстріли. Під вогонь потрапили понад 130 населених пунктів у дев'яти областях. Українська авіація завдала два авіаудари по блокпостах і вісім авіаударів по місцях зосередження, а артилерія обстріляла зенітні установки, артилерійські підрозділи і склади боєприпасів.

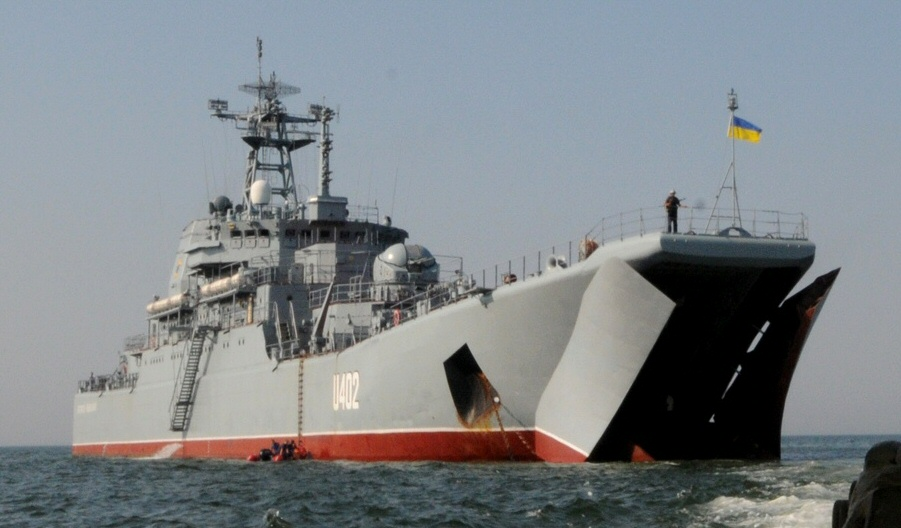
Десантний корабель «Костянтин Ольшанський»

Вночі Росія запустила 12 безпілотників Shahed 136/131 (з окупованого Криму та Курської області) та дві зенітні ракети С-300 у напрямку Донецької області. Українська протиповітряна оборона збила всі безпілотники над Миколаївською та Харківською областями. ЗС РФ влучили протикорабельною ракетою Х-35У в гуртожиток Харківської спортивної академії, поранивши щонайменше одну цивільну особу. Російські війська ввечері обстріляли Борову Харківської області, загинула 12-річна дитина.
Президент Зеленський звільнив Данілова з посади секретаря РНБО, та назначив Олександра Литвиненка, який очолював Службу зовнішньої розвідки України.
Французький міністр оборони Себастьєн Лекорню оголосив, що Франція невдовзі передасть Україні 78 самохідних артилерійських установок Caesar.
ЗС РФ здійснили 36 обстрілів прикордонних територій та населених пунктів Сумської області. Зафіксовано 181 вибух. Обстрілів зазнали Степанівська, Миропільська, Хотінська, Юнаківська, Білопільська, Краснопільська, Великописарівська, Путивльська, Шалигинська, Середино-Будська громади.
У Варшаві відбулося перше засідання Коаліції за бронетехніку для України, ініційованої Польщею і Німеччиною, за участю Великої Британії, Італії та Швеції, з метою посилення потенціалу бронетехніки в Україні шляхом постачання, ремонту, навчання і тактичних розробок.

### 27 березня

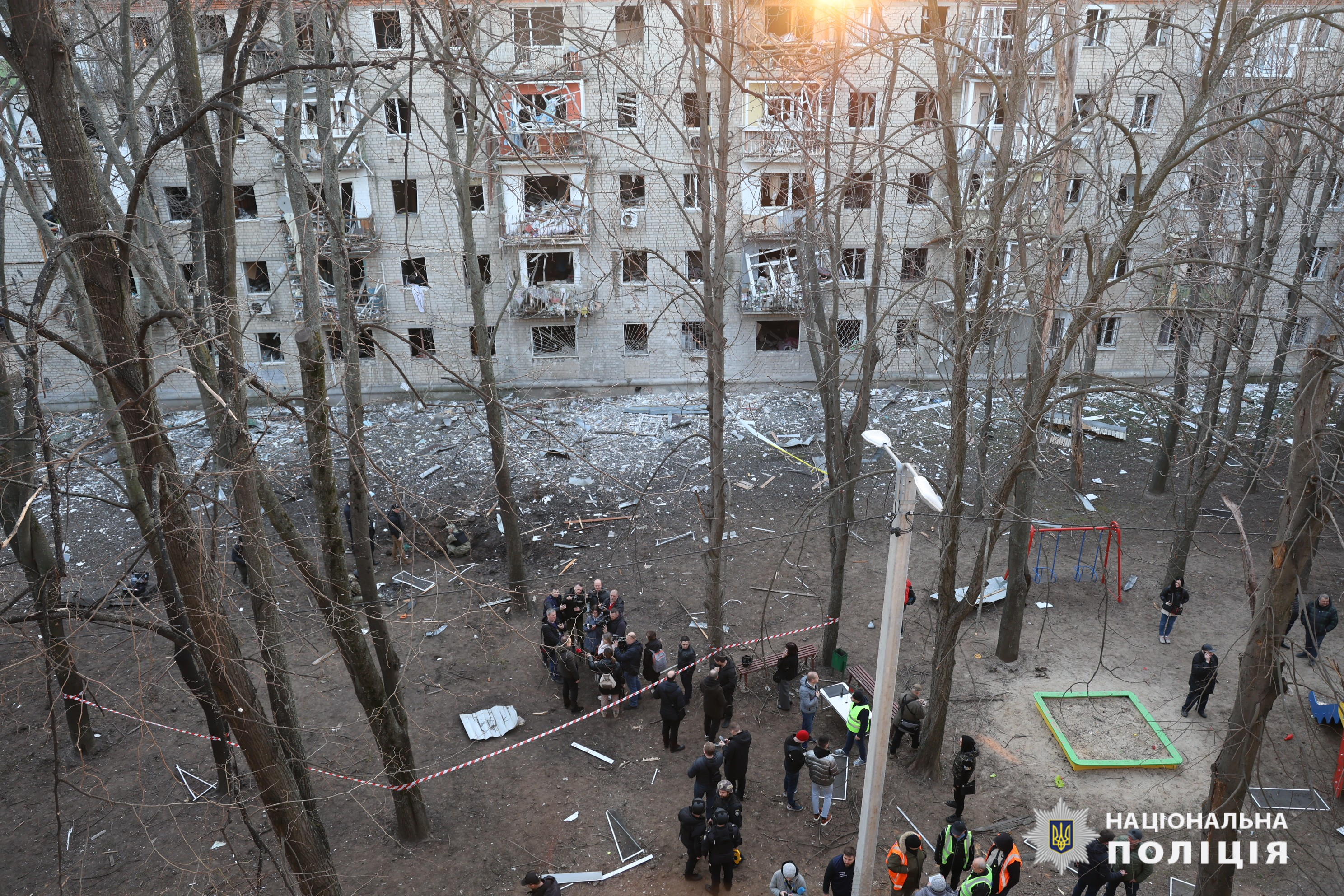
Будинок у Харкові, пошкоджений ударом 27 березня

За даними ISW, російські війська просунулися в районі Авдіївки та на південний захід від Донецька.
ЗСУ продовжили утримувати плацдарм у Херсонській області на лівому березі Дніпра, де було відбито одну атаку. Росія атакувала в напрямку Лиману, Бахмуту, Авдіївки, Новопавловська та Запоріжжя, де відбулося 60 бойових зіткнень. Протягом доби російські війська здійснили 11 ракетних ударів, 77 авіаударів та 141 обстріл. Під артилерійський вогонь потрапили понад 100 населених пунктів у дев'яти областях. Повітряні сили ЗСУ завдали 10 авіаударів по районах зосередження, а артилерія обстріляла два райони зосередження, зенітну установку, станцію радіоелектронної боротьби та три пункти управління безпілотниками. Зенітно-ракетні комплекси великого радіусу дії наземного базування SAMP/T та зенітно-ракетні комплекси Patriot в Україні здатні збивати російські гіперзвукові крилаті ракети «Циркон».
Вночі російська армія атакувала Україну за допомогою безпілотників, використовуючи 13 штурмовиків «Shahed-136/131» з Курської області. За даними ВПС України, 10 безпілотників було збито над Харківською, Сумською та Київською областями.
Росіяни вдарили по Миколаєву, ймовірно, балістичною ракетою «Іскандер-М», 12 поранених, 4 житлових будинки пошкоджено.
Голова ОВА Сергій Лисак заявив, що російські війська атакували Нікополь, убивши чоловіка і поранивши 49-річну жінку. Було пошкоджено дві багатоповерхівки, 12 приватних будинків, дві господарські будівлі та лінію електропередач.
Росіяни завдали два ракетних удари по Шевченківському району Харкова приблизно о 16:00. 19 людей постраждало 14 будівель зазнали пошкоджень. Удари були нанесені боєприпасом УМПБ Д-30 СН, виготовленим на базі ФАБ-250.
Глава ситуаційного центру України при Міністерстві оборони Німеччини, генерал Крістіан Фройдінг заявив, що Німеччина надасть Україні 10 000 артилерійських снарядів зі своїх військових запасів у найближчі кілька днів.

### 28 березня
На думку аналітиків, ISW Україна заважає російським військам досягти значних тактичних успіхів по всій лінії фронту, але подальші затримки з наданням військової допомоги з боку США, ймовірно, збільшать загрозу російського оперативного успіху. ЗС РФ просунулися під Донецьком, продовжила свої зусилля з отримання балістичних ракет та іншої зброї з Північної Кореї для використання в Україні.

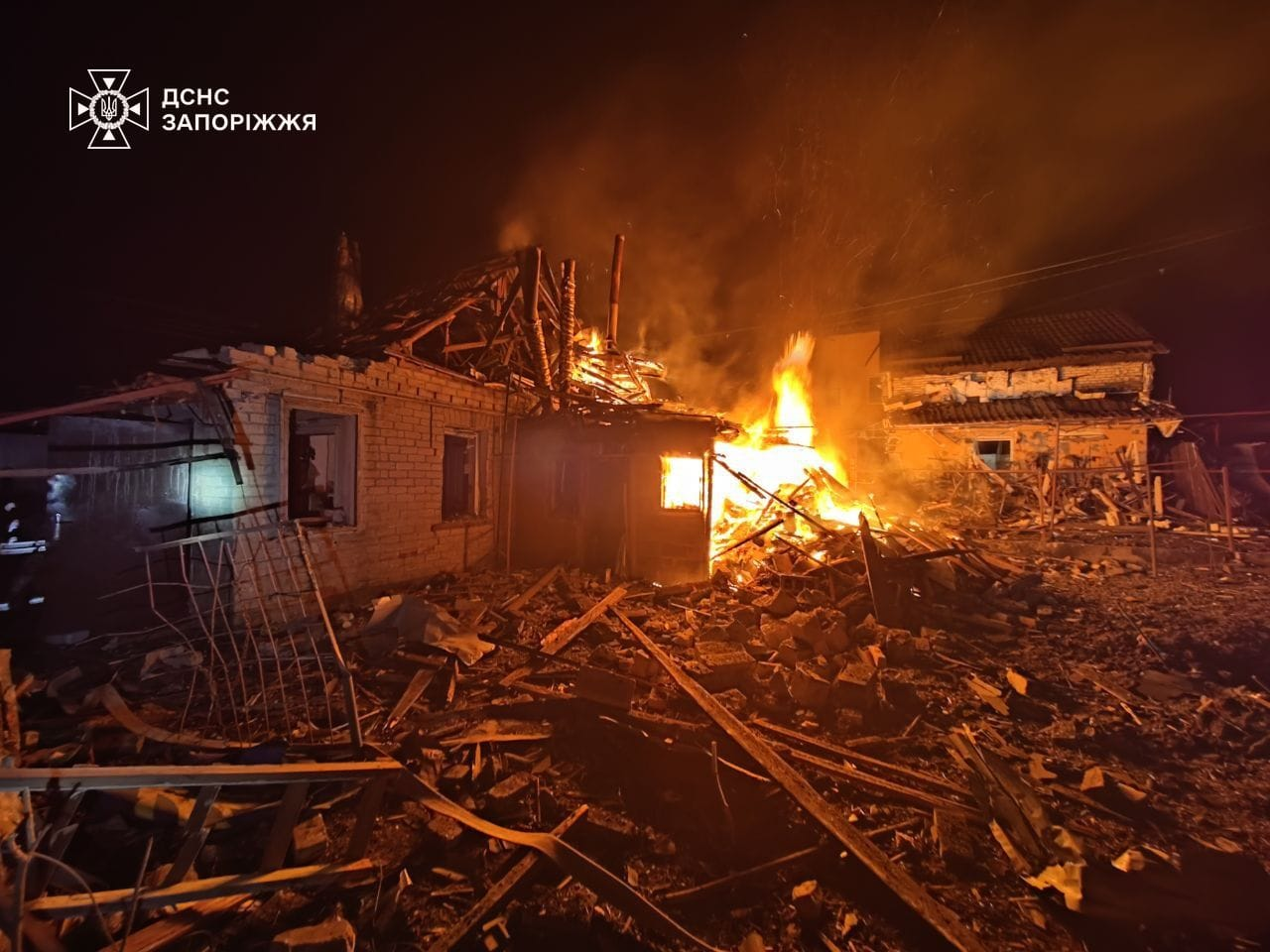
Приватні будинки в Запоріжжі після нічної атаки російського безпілотника; двоє людей отримали поранення. 28 березня 2024

У Херсонській області відбито дві атаки. Росія атакувала в напрямку Лиману, Бахмуту, Авдіївки, Новопавловська та Запоріжжя, де відбулося 59 бойових зіткнень. Протягом доби російські війська здійснили 16 ракетних ударів, 131 авіаудар та 128 обстрілів українських позицій та населених пунктів. Під обстрілами опинилися бл. 100 населених пунктів у дев'яти областях потрапили під артилерійський вогонь. ВПС ЗСУ завдали 14 авіаударів по місцях зосередження бойовиків, а артилерійські обстріли були спрямовані на район зосередження, чотири блокпости, чотири зенітні установки, дві артилерійські одиниці та склад боєприпасів. ППО знищили 26 шахедів.
Вночі росіяни завдали ракетного-авіаційного удару по Україні із застосуванням трьох крилатих ракет Х-22 та проти радіолокаційної ракети Х-31П (з акваторії Чорного моря), зенітної керованої ракети С-300 (Донеччина) та 28 ударних БПЛА типу Shahed-136/131 (район пусків Курська область — РФ, мис Чауда — Крим), 26 з яких вдалось збити. У Запоріжжі уламки збитого безпілотника пошкодили багатоквартирні будинки, дві жінки отримали поранення. У Харкові уламки одного безпілотника пошкодили проїжджу частину, а іншого — зруйнували ресторан. Про постраждалих не повідомлялося.

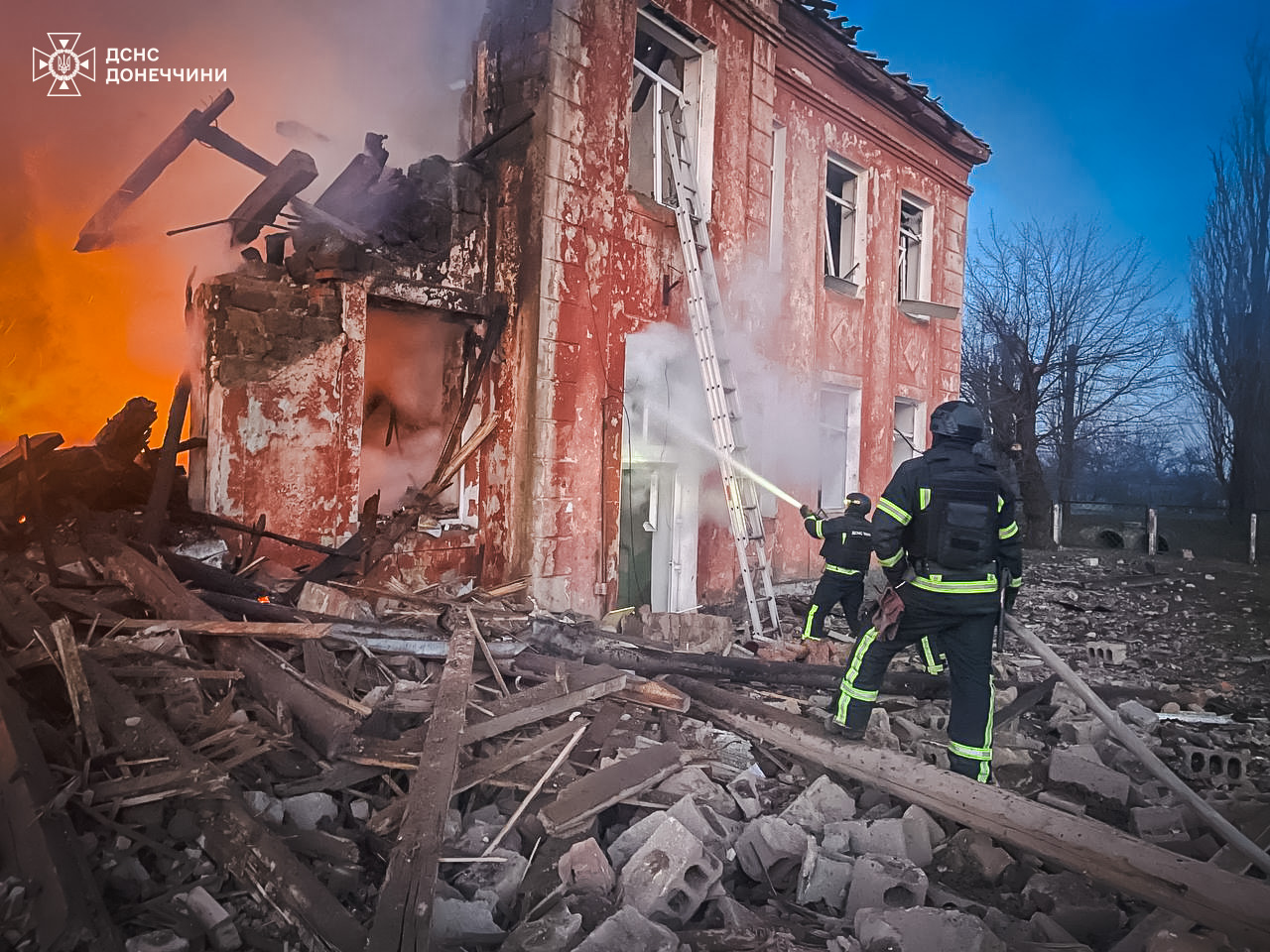
Гімназія № 19 у Гірнику після нічного російського обстрілу.

ЗС РФ вдарили по селу Моначинівці поблизу Куп'янська, чого загинула 57-річна жінка та поранений її чоловік. ЗС РФ атакували село Дробишеве і Миколаївку в Краматорському районі та Херсон, двоє людей загинули, трьох поранено. ЗС РФ обстріляла Миколаївку КАБами, загинула жінка, пошкоджено щонайменше 11 багатоповерхівок і 11 будинків. Росіяни вдарили по таксі, загинув водій, а 36-річний чоловік і 39-річна жінка отримали поранення. Щонайменше чотири людини загинули і 30 отримали поранення внаслідок російських атак на півдні та сході України.
ЗС РФ збили над тимчасово окупованим Кримом власний літак Су-27.

### 29 березня

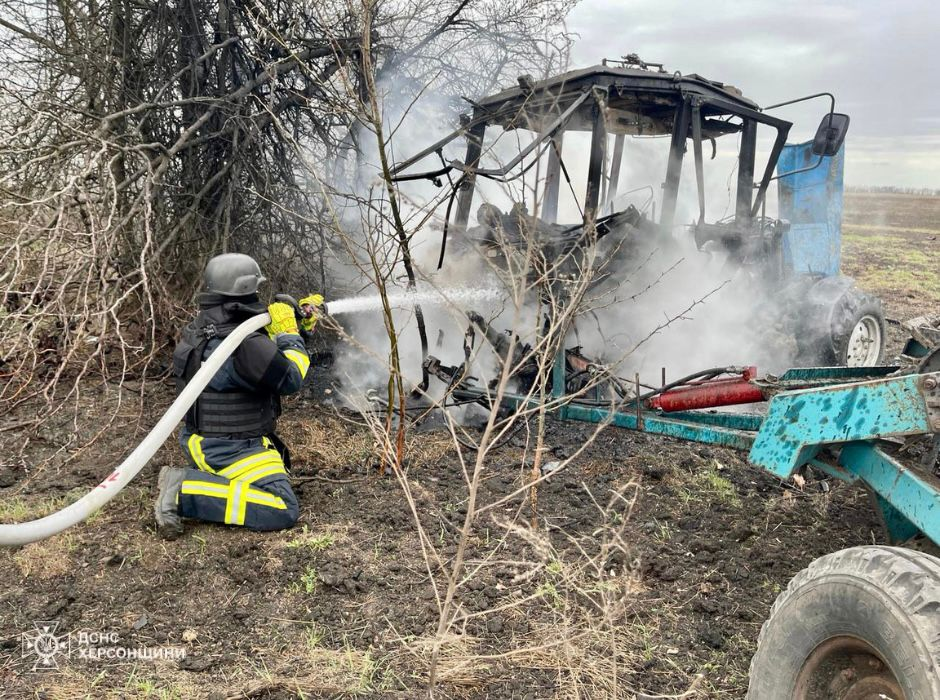
Поблизу села Тополине на невстановленому вибуховому пристрої підірвався трактор. Водій загинув. 29.03.2024

ЗСУ ліквідували 730 окупантів. За даними ISW, російські військові могли розширити цілі ударної кампанії проти критичної інфраструктури України, включивши гідроелектростанції. ЗС РФ просунулися поблизу Бахмута, Авдіївки та Донецька, а також на кордоні Донецької та Запорізької областей. МО Великої Британії повідомило, що росіяни досягли обмеженого прогресу на захід від Авдіївки. До кінця місяця російські війська, схоже, взяли під контроль села Тоненьке та Орлівка, де були розтягнуті українські лінії оборони. Російські війська також продовжували атаки на інших ділянках фронту, але «прогрес в останні тижні був повільним». У штабі додали, що Росія набирає по 30 тис. військових щомісяця, що дозволяє їм поповнювати втрати.
ЗСУ утримували плацдарм у Херсонській області на лівому березі Дніпра, де було відбито три атаки. Росія атакувала в напрямку Лиману, Бахмуту, Авдіївки, Новопавловська та Запоріжжя, де відбулося 72 бойових зіткнення. Протягом дня російські війська здійснили 38 ракетних ударів, 75 авіаударів та 98 обстрілів. Постраждали близько 120 населених пунктів у дев'яти областях потрапили під артилерійський вогонь. Українські військово-повітряні сили завдали 14 авіаударів по районах зосередження і два — по командному пункту і зенітній установці, а артилерія обстріляла два райони зосередження, дві зенітні установки і артилерійські об'єкти.
Командувач ЗСУ Сирський заявив, що після огляду армії було визначено, що для оборони буде достатньо живої сили, і тому кількість людей, які підлягають мобілізації, була «значно зменшена» з 500 тис. осіб, які спочатку пропонувалося мобілізувати. Він заявив, що ситуація на фронті «дуже складна» і що ЗС РФ продовжують невибіркові обстріли і значно збільшили використання авіаударів і керованих бомб. За його словами, на той час росіяни мали перевагу в боєприпасах приблизно 6:1, і додав, що Україні допомагають високоточні боєприпаси.
Вночі Україна була масовано атакована великою кількістю літаючого озброєння. Було застосовано 60 БПЛА типу Shahed-136/131, 3 ракети «Кинжал», 2 балістичні ракети «Іскандер-М», 9 керованих авіаційних ракет Х-59, 4 крилаті ракети «Іскандер-К», 21 крилата ракета Х-101/Х-555. В результаті протиповітряного бою знищено 84 цілі: 58 шахедів, 17 Х-101/Х-555; 5 Х-59; 4 Іскандер-К.
На думку Президента Зеленського, росіяни намагалися завдати ударів по Канівській ГЕС і Дністровській гідроелектростанціям, щоб спричинити ще одну катастрофу, як у випадку з Каховським водосховищем.
Зеленський заявив, що не згоден з повідомленнями про те, що деякі американські чиновники просять Україну припинити атаки на російські нафтопереробні заводи, щоб обмежити провокації проти Росії. Він підкреслив, що Україна має право використовувати власну зброю для здійснення атак з метою самооборони.
Окупаційна армія Росії вперше застосувала по Україні важку авіабомбу ОДАБ-1500, атакувавши містечко Велика Писарівка Сумської області. Як зазначає експерт BILD з аналізу відкритих даних Юліан Рьопке, після удару ОДАБ-1500 у небі піднялася хмара диму заввишки 1 км.
В Бєлгороді вдень дрон-камікадзе врізався в будинок, одна людина загинула, двоє поранені.

### 30 березня
За даними ISW, Росія все частіше використовує військові безпілотники підвищеної прохідності на лінії фронту в Донецькій області. Російські та українські джерела опублікували кадри, на яких видно, як українці атакують безпілотники в селищі Бердичі та на Бахмутському напрямку. За інформацією військових блогерів, апарати оснащені гранатометами АГС-17, здатними випускати 50-400 гранат на хвилину. Російські джерела також публікували кадри інших невеликих колісних безпілотників, які, за словами експерта Центру військово-морського аналізу Семюеля Бендетта, виконували розвідувальні та логістичні завдання, а також використовувалися для евакуації особового складу та виконання нескладних бойових завдань. Тим часом по всьому фронту тривали позиційні бої. Крім того, російські мобілізовані військовослужбовці продовжували зазнавати великих втрат під час бойових дій в Україні.
На лівому березі Дніпра відбито дві атаки. Росія атакувала на Лиманському, Бахмутському, Авдіївському, Новопавлівському та Запорізькому напрямках, де відбулося 85 бойових зіткнень. Протягом дня російські війська здійснили 17 ракетних ударів, 83 авіаудари та 97 обстрілів. Під артилерійський вогонь потрапили понад 100 населених пунктів у дев'яти областях. ВПС ЗСУ завдали 11 авіаударів по місцях зосередження бойовиків і чотири — по зенітно-ракетних комплексах. На Київщині було встановлено 10 000 «зубів дракона» і протитанкові рови.
Вночі російські військові запустили дрони-камікадзе, 9 із 12 було збито засобами ППО. В Одеські області були пошкоджені об'єкти енергетики за даними ДТЕК, понад 68 тисяч родин залишились без світла. Також по Одесі з акваторії Чорного моря ворог спрямував дві керовані авіаційні ракети. Силами протиповітряної оборони обидві цілі були збиті, внаслідок падіння уламків травмована дитина, є руйнування будівель. У Харкові внаслідок обстрілу пошкоджено будинки, є поранений.
Внаслідок російського обстрілу Красногорівки дві людини загинуло і одна отримала поранення, пошкоджено житлові будинки та господарські будівлі. Силами протиповітряної оборони знищено керовану авіаційну ракету Х-59, розвідувальний безпілотник Supercam та ударний БпЛА «Ланцет».
Російські окупанти здійснили 45 обстрілів прикордонних територій та населених пунктів Сумської області. Зафіксовано 254 вибухи. Обстрілів зазнали Хотінська, Юнаківська, Білопільська, Миропільська, Краснопільська, Великописарівська, Новослобідська, Шалигинська, Есманьська, Глухівська, Середино-Будська, Зноб-Новгородська громади. В Донецькій області від обстрілу росіянами загинуло двоє людей. Над Дніпровським районом Дніпропетровської області збито російську ракету.
Заходи зі зміцнення ділянок російського кордону тривають у Бєлгородській, Курській, Брянській областях.

### 31 березня
За даними ISW, ЗСУ відбили російську механізовану атаку силами батальйону біля Тоненького в районі Авдіївки — першу атаку такого масштабу з початку російської кампанії із захоплення міста наприкінці жовтня 2023 року. ЗС РФ використали 36 танків і 12 БМП, з яких 12 танків і вісім БМП були знищені українцями. Геолокаційні зйомки показали велику кількість знищеної та пошкодженої техніки, і росіянам не вдалося прорвати українську лінію оборони. На думку експертів, відбиття атаки силами батальйону могло свідчити про те, що оперативні резерви, накопичені російськими військами на цій ділянці, не зможуть гарантувати просування росіян на захід найближчим часом. Тим часом, російські війська просунулися поблизу Авдіївки та на південний захід від Донецька. Інститут прогнозував, що росіяни розпочнуть великий наступ влітку або наприкінці весни/влітку на одній з ліній фронту, найімовірніше, на Донбасі.
Росіяни атакували на Лиманському, Бахмутському, Авдіївському, Новопавлівському та Запорізькому напрямках, де відбулося 53 бойових зіткнення. Протягом дня російські війська здійснили 22 ракетних удари, 79 авіаударів та 97 обстрілів українських позицій та населених пунктів. Під артилерійський вогонь потрапили понад 110 населених пунктів у дев'яти областях. Українська авіація завдала 11 авіаударів по місцях зосередження і три по зенітно-ракетних комплексах, а артилерія — по трьох пунктах управління безпілотниками, зенітній установці, станції радіоелектронної боротьби та артилерійському підрозділу.
Вночі російські війська атакували Україну 14 крилатими ракетами Х-101/Х-555, 11 ударними дронами Shahed, балістичною ракетою «Іскандер-М» та керованою авіаційною ракетою Х-59. Протиповітряна оборона знищила 18 із 27 цілей. У Рівненській області під час нічної атаки Сили протиповітряної оборони збили дві ракети: Х-55 та Іскандер. Загалом ППО ЗСУ збили 18 російських цілей.
Завдано влучання по об'єкту критичної інфраструктури у Львівській області, є 2 загиблих, також була зруйнована адмінбудівля. В Одеській області падіння уламків збитого дрона спричинило пожежу на одному з енергооб'єктів області, внаслідок чого сталося знеструмлення кількох населених пунктів.
Українські підрозділи зупинили спробу проникнення диверсійно-розвідувальної групи противника в районі населеного пункту Стара Гута Сумської області. Загалом, ворог завдав 23 ракетних та 61 авіаційний удар, здійснив 41 обстріл з реактивних систем залпового вогню по позиціях наших військ та населених пунктах.
Увечері в Шевченківському районі Харкова завіксовано падіння двох бомб УМПБ Д-30, горіли автобуси, ваговоз та один легковик. Руйнувань зазнав один з місцевих навчальних закладів, гуртожиток та житловий будинок.
Міністерство оборони Росії заявило, що над Ярославською областю було збито три безпілотники, а над Бєлгородською областю перехоплено 10 ракет РМ-70. Губернатор В'ячеслав Гладков заявив, що в результаті атаки загинула жінка і було зруйновано 18 будинків, лінії електропередач і водопровід.
Міністерство також повідомило, що Путін підписав указ про призов до армії 150 000 громадян в рамках весняного призову. Відповідно до закону, мобілізовані не можуть бути відправлені воювати за кордон, але це не включає перебування на окупованих Росією територіях.
Міністерство оборони Великої Британії заявило, що Росія посилила оборону в порту Новоросійська і розмістила чотири баржі біля входу в порт Чорноморського флоту, щоб запобігти атаці українських безпілотників.
Про події наступного місяця — див. у статті Хронологія російського вторгнення в Україну (квітень 2024).